# Veneto
Il Veneto (in veneto Vèneto, /ˈvɛneto/; in ladino Veneto; in cimbro Venedigen; in friulano Venit), ufficialmente Regione del Veneto, è una regione italiana a statuto ordinario di 4 852 065 abitanti situata nell'Italia nord-orientale, istituita nel 1948 e resa operativa nel 1970. Ha come capoluogo la città di Venezia.
Quarta regione per popolazione d'Italia, dopo Lombardia, Lazio e Campania, confinante a nord con l'Austria, a nord-ovest con il Trentino-Alto Adige, a sud con l'Emilia-Romagna, a sud-ovest con la Lombardia, a est con il Friuli-Venezia Giulia e a sud-est con il mare Adriatico, insieme con Trentino-Alto Adige e Friuli-Venezia Giulia costituisce la macroarea del Triveneto o delle Tre Venezie.
Quinta regione più visitata in Europa e prima in Italia secondo i dati Eurostat, con 19,6 milioni di arrivi e 69,2 milioni di presenze turistiche nel 2018, prende il nome dal popolo dei Veneti, popolazione indoeuropea che si insediò nel territorio dopo la metà del II millennio a.C.

## Simboli

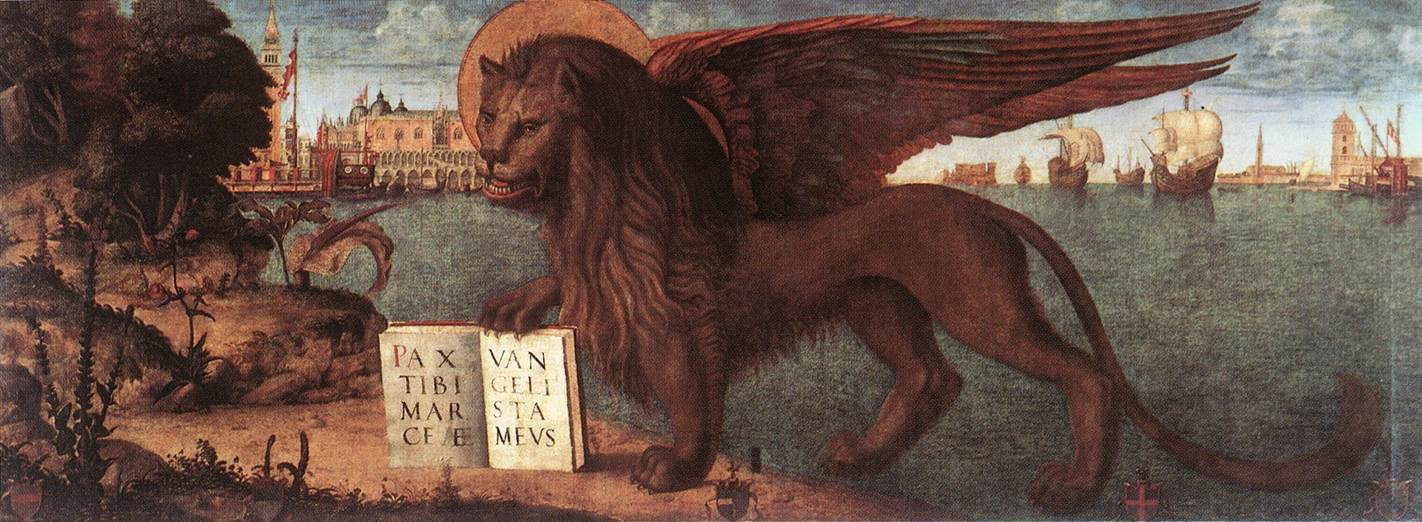
Il Leone di San Marco in un quadro del Carpaccio.

La bandiera del Veneto, adottata con la legge regionale n. 56 del 20 maggio 1975, sintetizza nei simboli, colori e foggia diversi secoli di storia veneta.
L'elemento principale della bandiera e dello stemma è il Leone di San Marco, che è stato per diversi secoli simbolo della Repubblica di Venezia. San Marco venne adottato come patrono della città e della Repubblica, sostituendo il greco san Todaro nell'828, in seguito alla traslazione a Venezia da Alessandria d'Egitto del corpo dell'evangelista per opera di due mercanti, Rustego da Torcello e Bon da Malamocco. A partire da questa data si prese a raffigurare il santo in figura umana negli stemmi e nei gonfaloni pubblici.
La prima raffigurazione accertata del Leone alato di san Marco, che fin dai primi secoli dopo Cristo era associato alla figura dell'evangelista, risale al 1261, quando con la caduta dell'Impero latino di Costantinopoli Venezia strinse maggiori rapporti con l'Egitto, terra il cui sultano, Baybars, innalzava un leone andante (cioè visto di fianco) quale stemma. In quest'epoca la raffigurazione preminente era quella del leone in moleca (o moeca, ossia visto di fronte con le ali a fargli corona). A partire dal XV secolo si iniziò poi a esporre gonfaloni nei quali campeggiava il classico leone marciano passante con libro e spada: nella stessa epoca tale iconografia venne in generale adottata quale simbolo della Repubblica. Se il libro era aperto era simbolo di pace, se invece era chiuso di guerra

## Geografia fisica

Il Veneto per zone altimetriche

Il Veneto è una regione che comprende al suo interno molte forme del paesaggio naturale: dalla fascia costiera affacciata sull'Adriatico alla pianura veneto-friulana, che poi si innalza nei dodici rilievi dei Colli Euganei e dei Colli Berici, fino ad arrivare alle Alpi nella parte più settentrionale comprendendo la maggior parte delle Dolomiti. Con una superficie di 18390 km², il Veneto costituisce l'ottava regione italiana per superficie. Il punto più a settentrione è Cima Vanscuro (al confine con l'Austria, ivi denominato Pfannspitze) e il punto più meridionale è costituito dalla Punta di Bacucco. Il suo territorio è morfologicamente molto vario, con una prevalenza di pianura (56,4%).
I confini terrestri vengono individuati da elementi naturali di tipo idrografico (Po, Tagliamento, Livenza), ma anche di tipo orografico (come ad esempio i contrafforti a nord dell'altopiano di Asiago, o il monte Baldo). Un altro elemento geografico caratterizzante il territorio veneto è il bacino idrografico del Piave quasi interamente racchiuso entro i confini della regione, da quando le sorgenti del Piave passarono insieme con Sappada nella vicina regione del Friuli-Venezia Giulia. La vetta più alta della regione è la Marmolada (3343 m) situata in provincia di Belluno al confine con il Trentino-Alto Adige.

### Passi alpini

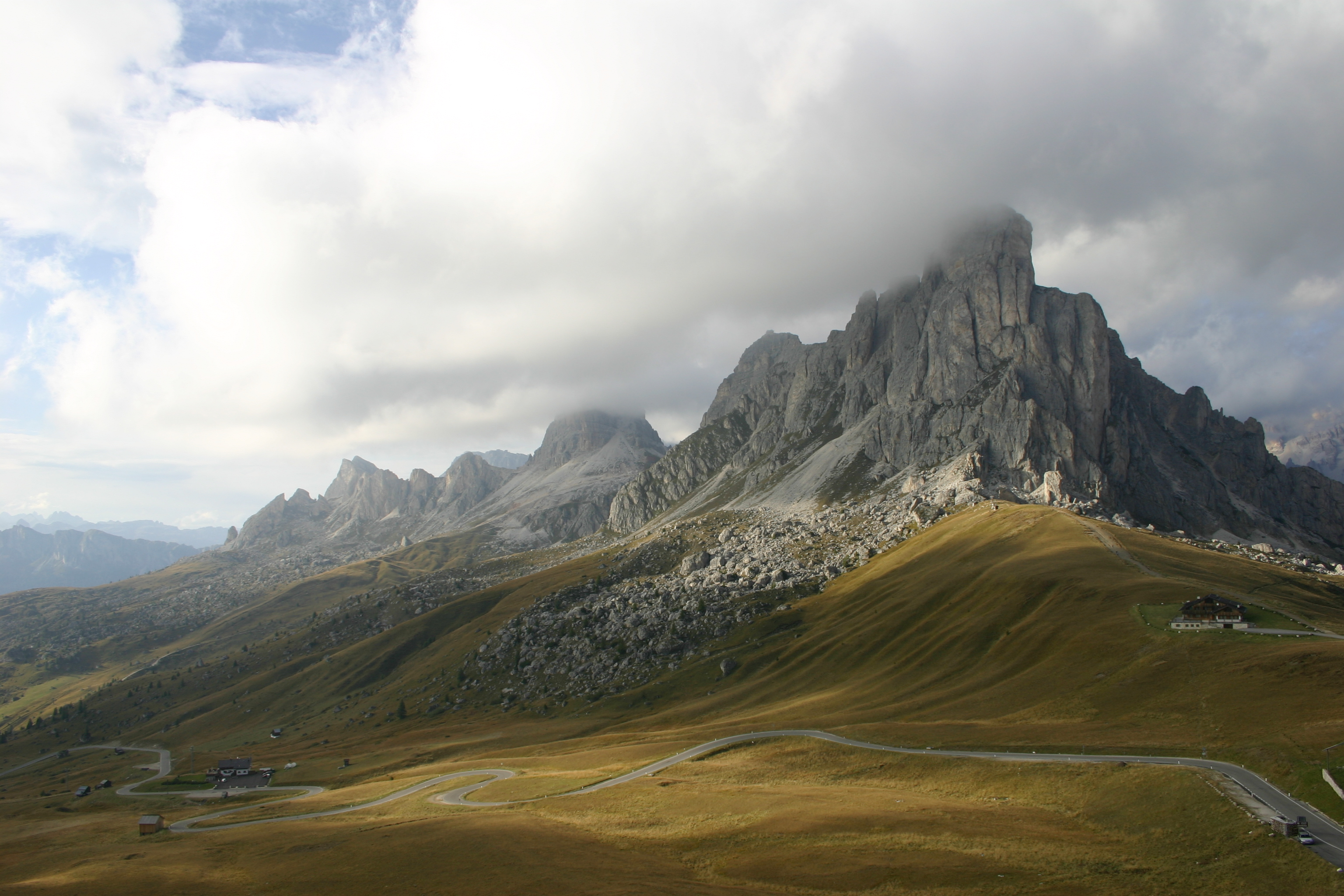
Passo Giau

Molto numerosi sono i passi dolomitici che attraversano l'area montana regionale: passo di Giau, passo di Valparola, passo Fedaia, passo di Falzarego, passo di Campolongo, passo Duran, Forcella Staulanza, passo della Mauria, passo di Monte Croce di Comelico, passo Tre Croci, passo Xomo, passo Cibiana, passo Buole, passo San Boldo, Forcella Lavardet, passo Croce d'Aune, Forcella Aurine, Cima Sappada, Sella di Rioda.

### Idrografia

#### Fiumi

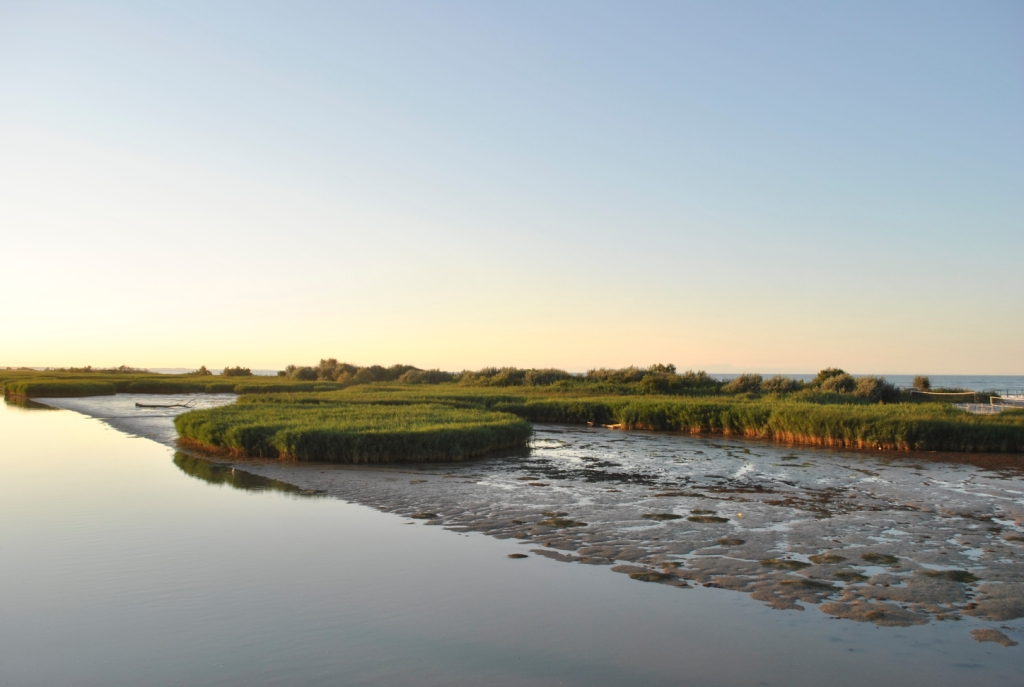
Delta del Po

- Po
- Adige
- Brenta
- Piave
- Livenza
- Bacchiglione
- Tagliamento
- Sile

#### Laghi
- Lago di Garda
- Lago di Misurina
- Lago di Santa Croce
- Laghi di Revine
- Lago del Mis

### Clima
Dal clima freddo delle Dolomiti a quello mediterraneo della costa adriatica, il Veneto riassume in una superficie di 18390 km² tutte le temperature d'Europa.
Il lago di Garda fa caso a sé: grazie alla sua dimensione, il clima circostante, relativamente mite per tutto l'anno, possiede caratteristiche sub-mediterranee con inverni miti ed estati molto calde.
Il clima del Veneto è di tipo temperato umido con estate calda o molto calda, ma con l'agente mitigante del mare e la catena delle Alpi a proteggerlo dai venti del nord, si presenta complessivamente mite.
Tra le varie zone climatiche principali troviamo: la regione alpina, caratterizzata da estati fresche e temperature rigide in inverno con frequenti nevicate, la fascia collinare e parte di quella pianeggiante dove il clima è più mite, la maggior parte della pianura dove invece il clima è di tipo temperato umido, ossia con inverni relativamente freddi e umidi e con lunghe estati calde e afose.

### Ambiente

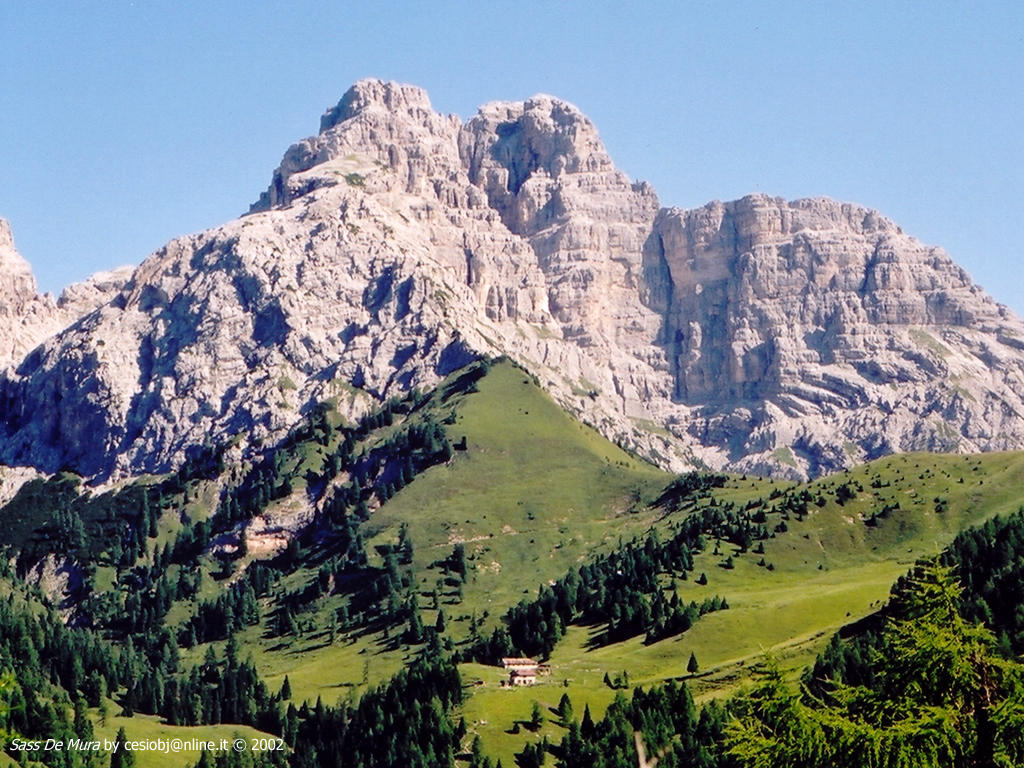
Parco nazionale delle Dolomiti Bellunesi

In Veneto vi sono un parco protetto nazionale e cinque regionali. Essi sono:
- Parco nazionale delle Dolomiti Bellunesi
- Parco naturale regionale delle Dolomiti d'Ampezzo
- Parco regionale dei Colli Euganei
- Parco naturale regionale della Lessinia
- Parco naturale regionale del Fiume Sile
- Parco regionale del Delta del Po

Oltre a questi, vi sono anche sei riserve naturali regionali, quattordici riserve naturali statali, due zone umide di importanza internazionale, nove foreste demaniali regionali e diversi parchi e riserve regionali di interesse locale.

## Storia

### Preistoria e storia antica
Abitato già nella preistoria, dapprima insediamento degli Euganei, fu in epoca protostorica occupato dal popolo dei Veneti, secondo la leggenda classica originari della Troade e della Paflagonia in Anatolia, oggi Turchia. Da insediamenti venetici traggono la loro origine molte importanti città della regione, ad esempio Padova, Concordia, Oderzo (fra gli insediamenti attestati in epoca più antica, IX-VIII secolo a.C.), Este, Treviso, Belluno, Altino, Vicenza e probabilmente Verona e Adria.
La provenienza anatolica dei Veneti adriatici non è accettata da tutti gli autori antichi ed è ancor oggi oggetto di discussione. Le fonti antiche tramandano l'esistenza di popolazioni chiamate Veneti dalla Bretagna alla Spagna, i romani chiamavano il lago di Costanza in Svizzera Lacus Veneticus, all'Epiro in Grecia, all'Anatolia e a questi popoli sarebbero collegati diversi toponimi (ad es. la Vindelicia, regione corrispondente all'attuale Baviera, Vindobona - l'attuale Vienna). Secondo alcuni studiosi queste popolazioni testimonierebbero l'esistenza di un'unica civiltà indoeuropea che si sarebbe estesa su tutto l'Adriatico nord-occidentale, e sarebbero riconducibili alla cultura dei campi di urne.
Il processo di romanizzazione della Venetia è avvenuto in maniera graduale: Veneti e Romani furono infatti alleati a partire dal III secolo a.C.: nel 225-222 a.C. Veneti e Cenomani strinsero un'alleanza militare con Roma contro gli Insubri, i Boi e i Gesati, fornendo secondo Polibio un contingente di 20.000 uomini. I Galli vennero sconfitti nella battaglia di Clastidium nel 222.
Nel 216 milizie venete combatterono nella battaglia di Canne contro Annibale.
Nel 181 a.C. la dedizione della colonia romana di Aquileia, sorta al limite del territorio dei Veneti, rafforzò ulteriormente i tradizionali rapporti di collaborazione con i Romani e dopo la guerra sociale nell'89 a.C. diverse città venete ottennero lo ius Latii. Nel 49 a.C. le popolazioni del territorio ottennero da Giulio Cesare la piena cittadinanza romana.

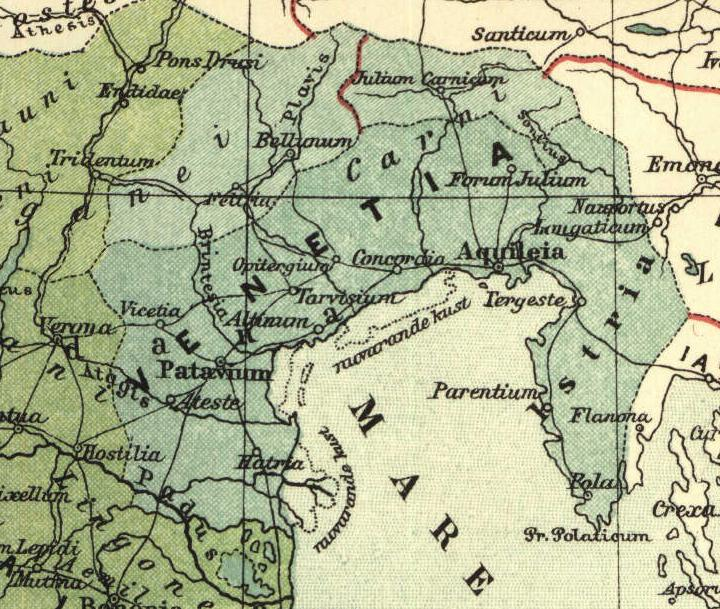
La Regio X Venetia et Histria.

In epoca augustea il territorio venne inserito nella Regio X Venetia et Histria, che ebbe come centro principale Aquileia. Sotto Diocleziano divenne provincia Venetiae et Histriae estendendo i propri limiti fino al fiume Adda.
La cristianizzazione della regione ebbe luogo a partire da Aquileia, dove il cristianesimo era giunto probabilmente per mare. Secondo la tradizione fu san Marco evangelista a fondare la chiesa di Aquileia. Egli avrebbe inoltre inviato il greco Prosdocimo a evangelizzare Padova, Asolo, Vicenza, Treviso, Altino ed Este. All'evangelizzazione di Verona avrebbe contribuito una comunità cristiana proveniente dall'Africa romana; africano è anche San Zeno, patrono della città.

### Storia medievale

#### Le invasioni barbariche e la caduta dell'Impero romano d'Occidente
Le prime infiltrazioni di tribù germaniche nel territorio della regione ebbero luogo già nel 168-169 d.C. con il saccheggio di Oderzo per opera dei Quadi e dei Marcomanni. Fu tuttavia a partire dal V secolo che le incursioni si fecero ripetute e più devastanti, con gli Unni, gli Eruli, infine con gli Ostrogoti di Teodorico, che stabilirono il loro regno sul Veneto e sull'Italia nel 493.
Ciò nonostante, il quadro regionale restava ancora sostanzialmente unitario; lingua, scrittura, istituzioni, tecniche agricole e manifatturiere, pur indebolite, sopravvissero all'impatto di questa ondata barbarica.

#### Bizantini e Longobardi
La dominazione gota terminò brutalmente a metà del VI secolo a seguito dell'invasione delle armate bizantine guidate dai generali Narsete e Belisario.
Poco dopo, nel 568 d.C., però ebbe luogo la formidabile e devastante invasione dei Longobardi, che portò alla sottrazione al dominio imperiale di buona parte dell'Italia settentrionale. Fu in quella fase che in Veneto venne a crearsi una separazione tra la zona continentale, sotto il dominio longobardo, e quella costiera, ancora dipendente dall'Impero bizantino. Contemporaneamente, lo scisma tricapitolino provocava un'ulteriore frattura anche in campo religioso, destinata a durare per tutto il secolo successivo.
Le terre venete appartenenti al nuovo regno longobardo vennero divise tra i ducati, di Vicenza, Verona e Ceneda. Il tessuto sociale della Terraferma conobbe un rapido declino; una certa continuità della vita cittadina fu garantita dai vescovi, divenuti riferimenti autorevoli in campo morale, culturale e sociale.
La zona bizantina venne invece dapprima unita nel 580 ai superstiti territori settentrionali nel costituire l'eparchia Annonaria, per essere poi resa nel 584 provincia autonoma dipendente dall'Esarcato d'Italia col nome di Venetia maritima. Dall'entroterra le autorità politiche e religiose romano-venete, assieme a parte delle popolazioni, trovarono rifugio nei principali centri lagunari, in particolare Grado, Caorle, Eraclea, Torcello, Malamocco, Rialto, Olivolo, Chioggia, Cavarzere, oltre alle oggi scomparse Ammiana e Costanziaco. Queste isole, che già da un secolo avevano incominciato a svilupparsi, andarono quindi a costituire, nel 697, durante il regno dell'imperatore Leonzio, il ducato di Venezia.
A definire la separazione anche formale fra i due mondi (seppur una forte osmosi continuò sempre a esistere) occorse la definizione dei confini (terminatio) fra il Ducatus Venetiarum e il Regnum Langobardorum, siglato dal re Liutprando e dal primo doge della Repubblica di Venezia Paoluccio Anafesto.
Il territorio lagunare assunse sempre maggiori caratteri di indipendenza dal potere centrale bizantino, fino a che, con la conquista longobarda di Ravenna nel 751, la dipendenza politica da Bisanzio divenne poco più che formale. Nel frattempo la sede del Dux venne trasferita da Eraclea ai margini della Terraferma nella meno accessibile Metamauco/Malamocco.

#### La nascita di Venezia e la Marca Veronese
Alla fine dell'VIII secolo il regno longobardo venne travolto dai Franchi di Carlo Magno, incoronato imperatore del Sacro Romano Impero nella notte di Natale dell'800. Il figlio di questi, Pipino, tentò anche la conquista dei territori costieri, ma, respinto, dovette riconoscere anche formalmente l'indipendenza del Ducato veneto nel trattato dell'811 con l'Impero bizantino. All'interno di quella federazione di centri e territori lagunari, da Grado a Loreo, nota come Dogado, si affermò Venezia, imponente organismo urbano sviluppatosi attorno al polo mercantile di Rialto, in cui nell'812 venne trasferita da Malamocco, distrutta da Pipino, la capitale.
Anche dal punto di vista religioso fu sancita nell'827 una divisione fra il mondo del Veneto continentale e della Venezia marittima: i vescovi della terraferma continuarono a essere sottoposti alla sede metropolita di Aquileia, mentre il fitto reticolo di nuove sedi diocesane sorte nella laguna riconobbe come referente il patriarcato di Grado.

I territori della Marca di Verona e della Repubblica di Venezia nell'anno Mille.

I problemi dinastici in seno all'impero franco e le terribili aggressioni degli Ungari nel 900 provocarono un vuoto di poteri e una dilagante conflittualità che afflissero il Veneto continentale fino alla metà del X secolo. L'autorità imperiale venne infine ristabilita da Ottone I: egli aggregò nel 962 un vasto territorio dell'Italia nord-orientale al ducato di Baviera e successivamente, nel 976 al ducato di Carinzia. L'organismo che ne derivò, aventi finalità di cerniera fra Germania e Italia, fu chiamato, dal nome della sua principale città, Marca di Verona. Da questa si staccarono nel 1027 il territorio della diocesi di Trento, che si organizzò in principato ecclesiastico e il Friuli nel 1077, che incominciò una sua autonoma parabola storica sotto l'autorità dei Patriarchi di Aquileia.
I legami fra la Marca Veronese e l'Impero vennero rafforzati dalla presenza nel territorio di diverse dinastie feudali di origine germanica: tra le più famose, destinate a giocare un ruolo importante nei secoli successivi, gli Este, gli Ezzelini, i Da Camino, i Da Carrara.

#### Dal XII al XIII secolo - Comuni, Signorie e ascesa del Ducato di Venezia
A partire dai primi decenni dopo il 1000, si assistette in tutto il Veneto a un decollo economico e a una ripresa della vita sociale nelle città principali, che incominciarono a esercitare un controllo egemonico sul loro contado.
Dalla fine del X secolo, poi, Venezia incominciò la sua espansione marittima nell'Adriatico, del quale prese a configurarsi come potenza egemone fino a farlo diventare il Golfo di Venezia, e ad accrescere enormemente i propri privilegi e commerci in Oriente.
Contemporaneamente allo sviluppo economico, nella Marca Veronese (che a partire dal 1200 cominciò a essere identificata col nome di Marca Trevisana), si assistette a un indebolimento del sistema feudale, caratterizzato dalla progressiva emersione dei liberi comuni: fra i più importanti Verona (1136), Padova (1138), Treviso e Vicenza.
La Terraferma divenne un territorio sempre meno soggetto all'effettivo controllo degli imperatori tedeschi.
Il milleduecento fu contraddistinto dall'espansione del potere veneziano in tutto il Mediterraneo orientale, culminato con la Quarta crociata e la creazione nel 1205 dell'Impero latino di Costantinopoli, nel quale a Venezia era garantito il dominio sulla quarta parte e mezza dell'impero di Romània. Lo Stato da Mar giunse a includere, oltre ai territori dell'Istria e della Dalmazia, le isole Ionie, Creta, Cipro, e tutta una serie di basi e piazzeforti nel Peloponneso, nell'Egeo e in Anatolia. Nonostante il mare fosse la fonte primaria della propria ricchezza, Venezia non perse mai interesse per l'entroterra: essa mantenne forti legami in particolare con il Trevigiano e il Padovano, appoggiò la Lega Veronese e aderì alla Lega Lombarda poi, assurgendo a un prestigiosissimo ruolo di mediatrice (e al contempo di terza forza) fra papa Alessandro III e l'imperatore Federico Barbarossa, con la riconciliazione celebrata in San Marco nel 1177 (Pace di Venezia).
Nel Duecento si assistette in tutta la terraferma alla trasformazione dei liberi comuni in potenti signorie in lotta tra loro per l'egemonia regionale. La prima a emergere fu la signoria di Ezzelino III da Romano, che riuscì a conquistare gran parte del Veneto centro-settentrionale. Treviso cadde in mano ai da Camino, a Verona si imposero nel 1262 i signori della Scala, divenendo la capitale di un potente stato, che al suo culmine valicò l'Appennino, giungendo fino a Lucca.

La signoria dei Della Scala nel 1336, alla sua massima espansione.

#### I secoli XIV e XV e il dominio veneziano
Nonostante Venezia avesse nel mare il centro dei propri interessi economici, essa mantenne sempre vivi i legami con il proprio entroterra, esercitando una forte attrazione sulle tormentate città della Marca Trevigiana. Già nel 1291 Motta di Livenza passò alla repubblica, primo territorio di Terraferma a darsi al governo di Venezia. Fu tuttavia a partire dal XIV secolo che la Serenissima incominciò a intervenire in modo sempre più deciso nella politica regionale, soprattutto per impedire che il potente stato Carrarese ne minacciasse le vie di comunicazione terrestri e fluviali.
Nel 1318, infatti, Padova aveva perduta la propria libertà comunale, divenendo signoria dei da Carrara, che presto entrarono in conflitto con Venezia e con Verona.
Il potere e l'influenza crescente della repubblica suscitarono le gelosie dei suoi vicini, che costituirono nel 1379 una formidabile coalizione che riuniva i Carraresi, il Duca d'Austria, il Re d'Ungheria, il Patriarcato di Aquileia e Genova, scatenando contro Venezia quella che sarebbe passata alla storia come la Guerra di Chioggia e conclusa nel 1381 con la vittoria sul mare contro Genova e la perdita di Treviso per terra (ottenuta nel 1339), ceduta al Duca d'Austria.
La minaccia incombente dei Carraresi, a cui si era aggiunto lo stato visconteo, impadronitosi fra il 1387 e il 1390 di gran parte del Veneto, non venne comunque meno.
Dapprima la repubblica reagì con decisioni alle mire di Francesco II da Carrara, riprendendosi Treviso nel 1388 e quindi in rapida successione praticamente tutte le terre della marca trevigiana: il 28 aprile 1404, il Senato Veneto accetta la dedizione di Vicenza, pochi giorni dopo fu la volta di Cologna (7 maggio), di Belluno (il 18 maggio), Bassano (10 giugno), Feltre (15 giugno), e quindi dall'Altopiano dei Sette Comuni il 20 febbraio 1405 e di Verona il 22 giugno. Infine il 22 novembre cadde anche Padova e gli ultimi Carraresi finirono la loro esistenza in prigionia.
L'unità del Veneto era praticamente ricomposta. Per queste terre, oltre alla fine dei conflitti e alla instaurazione di un governo stabile e rispettato, le dedizioni alla Serenissima significarono, di solito, la concessione di particolari statuti di autonomia che garantivano, in cambio dell'atto di soggezione a Venezia e dell'accettazione di governatori inviati dal Senato Veneto, il mantenimento di gran parte degli istituti e delle leggi preesistenti: lo Stato da Tera nasceva, di fatto, come sorta di stato federale ante litteram.
Nel corso del Cinquecento, la repubblica di Venezia espanse ulteriormente i propri possedimenti, includendo nel 1420 il Cadore e il Friuli, seguiti nel 1428 da Brescia, Bergamo e Crema e conquistando il Polesine, già occupato nel 1405 e definitivamente strappato al duca di Ferrara nel 1484.

### Storia moderna

#### Dal XVI al XVIII secolo: laPax Veneta
Nella seconda metà del Quattrocento e agli inizi del Cinquecento, Venezia continuò la sua politica espansionistica, portando il Leone di San Marco in Romagna, Trentino meridionale, a Gorizia, Trieste e finanche in Puglia. Alla vigilia della guerra del 1509, la repubblica veneta, fra Stato da Mar e Stato da Tera, costituiva un impero multietnico abitato da veneti, lombardi, friulani, istriani, romagnoli, dalmati, croati, albanesi, pugliesi, greci e ciprioti.

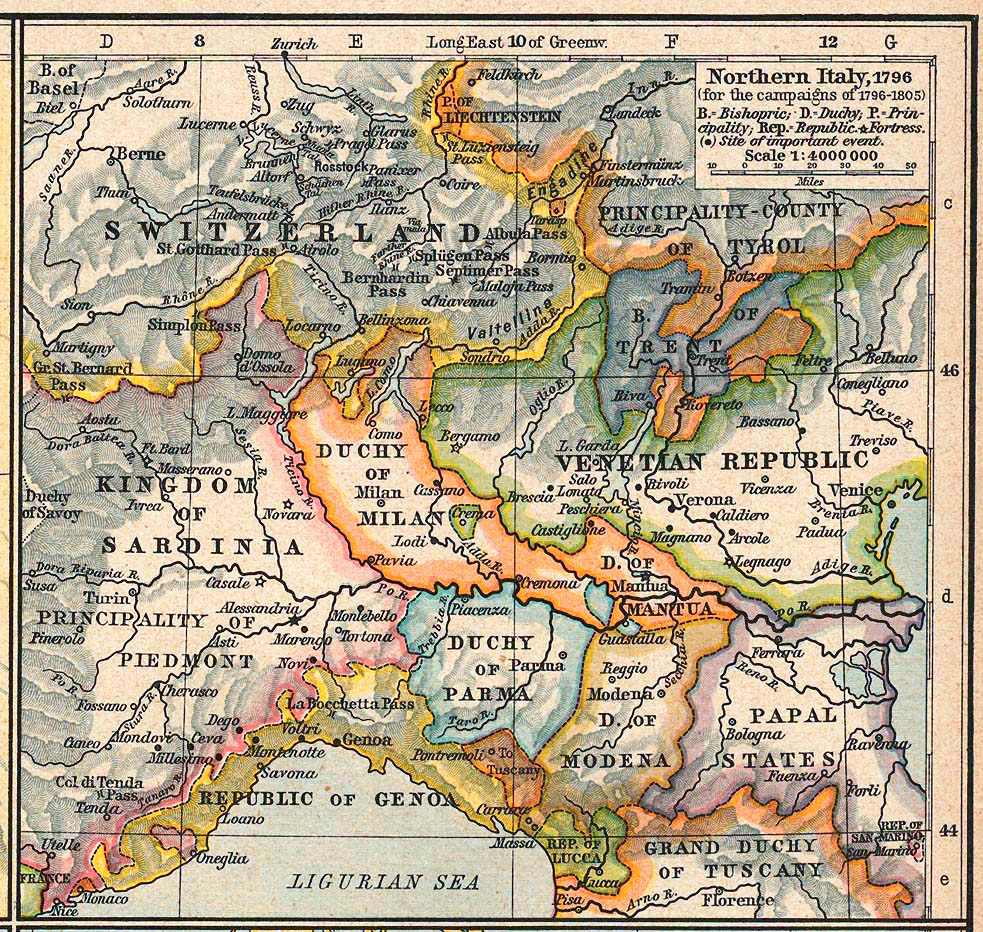
La terraferma veneta nel 1796.

Nel 1508, in seguito alla sconfitta per opera dei veneti dell'imperatore d'Austria che perse Trieste e Gorizia, si formò, sotto l'impulso di Papa Giulio II, cui Venezia aveva tolto le città della Romagna, una coalizione anti-veneziana, nota come Lega di Cambrai, che dichiarò guerra alla repubblica. Venezia reagì mobilitando l'esercito e mettendovi a capo Bartolomeo d'Alviano. Il 14 maggio 1509 ad Agnadello nel cremasco, le truppe venete sono sbaragliate dall'esercito di Luigi XII di Francia: in pochi giorni gran parte dello Stato da Tera è occupato dal nemico.
Grazie alla diplomazia, che seppe sfruttare e attizzare le contrapposizioni nel campo dei collegati, e alle vittorie militari dell'esercito riorganizzato (tra queste quella di Marignano, in cui la cavalleria veneta, venuta in soccorso alle fanterie francesi, consentì a Francesco I di conseguire una vittoria sulle truppe svizzere), la repubblica riconquistò gran parte della Terraferma, ritornando sui confini di fine Quattrocento. Fu perduto il territorio dell'Ampezzano, che rimase austriaco fino al 1918. Finito il lungo periodo bellico, nel 1530 incominciò un periodo di sviluppo che si protrasse, senza significative interruzioni, per quasi tre secoli fino a 1797.
Al declino dei commerci e dell'impero marittimo della Serenissima incominciato nel Cinquecento, si accompagnò una crescente attenzione del patriziato per la proprietà fondiaria di terraferma, riducendo progressivamente il dinamismo del ceto dirigente e portando sempre più verso la stagnazione sociale e politica della repubblica.
Se nel Seicento Venezia fu ancora in grado di combattere i Turchi per difendere gli ultimi possedimenti marittimi e di promuovere una parziale riorganizzazione dell'esercito di terra, giungendo a una più definitiva sistemazione dei contesi confini con l'Austria, il Settecento segnò il definitivo tramonto del modello politico che per un millennio aveva retto le sorti dello Stato.

### Storia contemporanea

#### L'arrivo di Napoleone e la dominazione austriaca

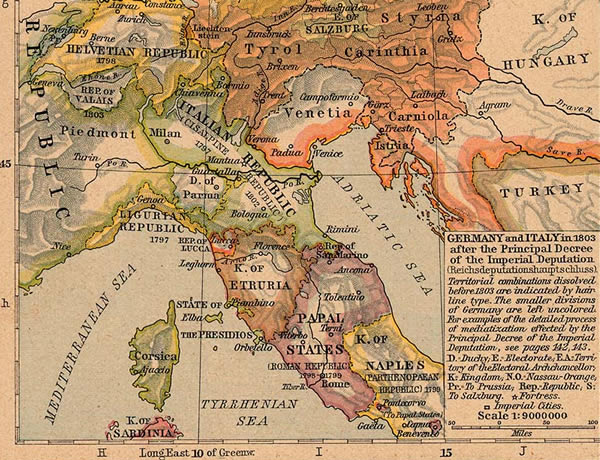
Il Veneto sotto il dominio austriaco nel 1803.

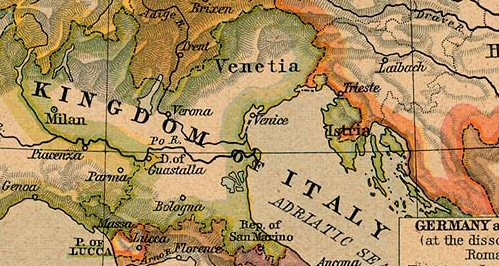
Il Regno d'Italia napoleonico (1805-1814).

Alla fine del XVIII secolo fermenti rivoluzionari e borghesi percorrevano anche la repubblica veneta, mentre dalle Alpi irrompevano le truppe di Napoleone Bonaparte, disceso nella campagna d'Italia.
Venezia rifiutò di schierarsi, dichiarando la propria neutralità e al contempo rifiutando di mobilitare le truppe a difesa dei propri territori. Il Veneto divenne campo di battaglia tra gli opposti schieramenti. La Terraferma venne infine occupata dalle truppe francesi, cui venne permesso di entrare nelle città.
La situazione esplosiva così creata deflagrò con le Pasque veronesi, una ribellione contro la presenza francese che fornì a Napoleone il pretesto per rovesciare il governo aristocratico. Nell'inutile tentativo di evitare l'inevitabile Venezia smobilitò le truppe, ritirandosi nel Dogado, ma sotto la minaccia d'invasione della stessa Venezia, il 12 maggio 1797 il Maggior Consiglio decretò la fine della repubblica cedendo i poteri alla Municipalità democratica.
Seguirono una serie di saccheggi e di violenze da parte dei francesi, desiderosi di ottenere dalle terre venete il massimo bottino possibile e al contempo di fornire il minor vantaggio possibile all'Austria, cui quelle terre erano destinate sin dal preliminare di pace poi formalizzato col trattato di Campoformio.
Il Veneto rimase dunque sotto amministrazione austriaca dal 1797 al 1805 quando, in seguito alla pace di Presburgo, venne annesso al Regno d'Italia di dominazione francese, nell'ambito del quale rimase per un decennio. Con la caduta di Napoleone il dominio austriaco venne ristabilito con la costituzione del Regno Lombardo-Veneto.
Il sessantennio di dominazione asburgica venne però caratterizzato dai moti risorgimentali, culminati con le ribellioni di Vicenza, Padova, Treviso e la costituzione a Venezia della repubblica di San Marco nel 1848. Mentre Verona diveniva uno dei capisaldi del Quadrilatero austriaco, i moti rivoluzionari nelle città dell'entroterra vennero repressi dall'armata imperiale. Nonostante l'auspicata unione al Regno di Sardegna, i rovesci militari subiti dall'esercito piemontese durante la prima guerra di indipendenza lasciarono isolata la repubblica marciana, che, nonostante la resistenza contro le truppe di Josef Radetzky, dovette infine capitolare il 24 agosto 1849.
Al termine della seconda guerra di indipendenza, nel 1859, gli austriaci tenevano ancora il Veneto: giunto alle porte di Verona, infatti, l'esercito franco-piemontese venne arrestato dalla firma dell'armistizio di Villafranca da parte di Napoleone III.

#### L'unione al Regno d'Italia

La situazione alla vigilia della terza guerra di indipendenza.

L'unione del Veneto al Regno d'Italia avvenne nel 1866 dopo la terza guerra di indipendenza. Nonostante l'Italia risultasse sconfitta dall'esercito austro-veneto per terra a Custoza e per mare a Lissa, la vittoria prussiana nella Battaglia di Sadowa portò ad accordi di pace fra le principali potenze europee che prevedevano la cessione del Veneto non all'Italia, paese da cui non si considerava sconfitta, bensì alla Francia, nell'intesa che Napoleone III lo avrebbe consegnato a Vittorio Emanuele II previa organizzazione di un plebiscito.
Il trattato di pace di Vienna firmato il 3 ottobre 1866 disponeva testualmente che la cessione del Veneto (con Mantova e Udine) al Regno d'Italia dovesse aversi sotto riserva del consenso delle popolazioni debitamente consultate.

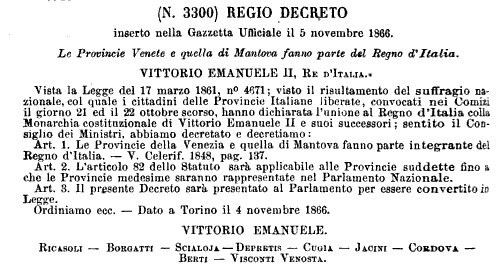
Regio decreto del 4 novembre 1866, n. 3300.

Napoleone III procedette all'organizzazione del plebiscito delle province venete e di Mantova, in ottemperanza al trattato di pace, secondo il quale: "I cittadini delle Provincie Italiane liberate, convocati nei Comizi il giorno 21 e il 22 ottobre scorso, hanno dichiarata l'unione al Regno d'Italia colla Monarchia costituzionale di Vittorio Emanuele II". Napoleone III tuttavia fu soggetto a forti pressione dei Savoia, affinché cedesse anzitempo le fortezze e il controllo militare della regione in anticipo sull'esito del plebiscito e anche alla stessa organizzazione del plebiscito. Il conte di Gramont, cui fu affidato provvisoriamente il territorio del Veneto attuale, più Mantova e il Friuli escluso Trieste, cercò di rispettare l'impegno. Le pressioni indussero tuttavia Napoleone III a consegnare le fortezze e a lasciar occupare il Veneto alle truppe del Regno prima ancora che si tenesse un plebiscito. Il plebiscito fu organizzato nei giorni 21 e 22 ottobre 1866 a suffragio universale maschile (ovvero solo il 30% della popolazione venne chiamato alle urne). Il risultato fu di 646.789 sì, 69 no, 567 voti nulli.

#### La Grande Guerra
Il 24 maggio 1915 l'Italia entrò nel primo conflitto mondiale (primo colpo di cannone sparato dal Forte Verena) a fianco delle potenze dell'Intesa con l'obiettivo di sottrarre all'Impero austro-ungarico il Friuli austriaco con la città di Gorizia e la Venezia-Giulia, con Trieste, l'Istria e Fiume. Il Veneto divenne pertanto la retrovia del lunghissimo fronte esteso dalle Piccole Dolomiti alle Dolomiti, alla Carnia e all'altopiano carsico. Treviso divenne sede dell'Intendenza del Regio Esercito, mentre a Padova si stabilirono vari Comandi Superiori, compreso quello della 3ª Armata, numerosi reparti logistici e il principale ospedale militare del fronte.
Il collasso del fronte nella notte del 24 ottobre 1917, durante la battaglia di Caporetto, trasformò di colpo il territorio veneto nel cuore del nuovo fronte. Sotto la minaccia dell'accerchiamento e della sconfitta totale, l'esercito tentò un ripiegamento in breve trasformatosi in rotta. La via che minacciava i capoluoghi veneti si presentava completamente spalancata per l'imperial-regio esercito austro-ungarico. Nel disperato tentativo di difendere Venezia e la sua preziosa base navale, l'esercito italiano tentò di riorganizzarsi prima sulla Livenza, quindi si attestò sul Piave, dove si impegnò in una lunga battaglia di resistenza.
I territori a nord del fronte rimasero quindi in mano austriaca sino al 1918 e alla vittoria finale nella battaglia di Vittorio Veneto.
La prima guerra mondiale lasciò sul territorio gravissimi danni. Interi paesi vennero cancellati lungo la linea del Piave, così come in montagna (Asiago venne completamente rasa al suolo) mentre le campagne risultavano incolte e spopolate.
L'enorme povertà lasciata dalle macerie della guerra favorì una massiccia emigrazione, diretta in massima parte verso i paesi dell'America latina e altre regioni d'Italia.

#### La seconda guerra mondiale
La seconda guerra mondiale apportò nuove distruzioni.
Dopo l'armistizio dell'8 settembre 1943, il territorio venne occupato dalle truppe germaniche. Verona divenne una delle capitali della RSI, con l'insediamento di importanti comandi militari e di alcuni ministeri.
In questo periodo enormi distruzioni vennero causate dai bombardamenti aerei (particolarmente feroce quello che colpì e rase al suolo gran parte di Treviso). E altri massicci bombardamenti su Padova e Verona e in particolare Vicenza, anche questa quasi rasa al suolo. Enormi distruzioni patì in particolare poi il polo industriale di Marghera, ripetutamente colpito dai bombardamenti alleati.
Il territorio veneto divenne quindi terreno delle azioni di guerriglia durante la Resistenza partigiana.
Con la resa incondizionata dell'occupante tedesco il 29 aprile 1945 il Veneto venne infine liberato dal nazi-fascismo.

#### Dal secondo dopoguerra a oggi
Il 2 giugno 1946 massiccia fu la partecipazione della popolazione veneta al referendum che sancì il passaggio dalla monarchia alla repubblica.
Con l'entrata in vigore il 1º gennaio 1948 della Costituzione della Repubblica Italiana, nella nuova organizzazione dello Stato venne prevista la creazione del Veneto come regione a statuto ordinario.
Nel dopoguerra, riprese l'emigrazione che interessò America, Europa e altre regioni del Nord Italia.
Si stima in circa 3 300 000 le persone emigrate negli anni dal 1876 al 1976 dal Veneto, di fatto la regione italiana a maggior emigrazione in tale periodo (seconda è la Campania, con 2 500 000).
Durante gli anni cinquanta l'attività industriale di Porto Marghera incominciò a riprendersi dalle devastazioni portate dal conflitto, riprendendo a crescere, fino a raggiungere la massima espansione negli anni 1960, quando il polo industriale divenne uno dei più importanti d'Europa.
A partire dagli anni sessanta, si è verificata in Veneto una proliferazione di piccole e medie imprese.

## Politica

### Suddivisione amministrativa
Dal 1º gennaio 1948, ex art. 131 della vigente Costituzione italiana, il Veneto è una regione a statuto ordinario della Repubblica Italiana, ma solo con la legge 281 del 1970 furono attuate le sue funzioni. Con 560 comuni sul suo territorio, il Veneto è la terza regione d'Italia per suddivisione comunale. Il Veneto è suddiviso in 7 enti di area vasta (di cui 6 province e 1 città metropolitana):

I comuni del Veneto

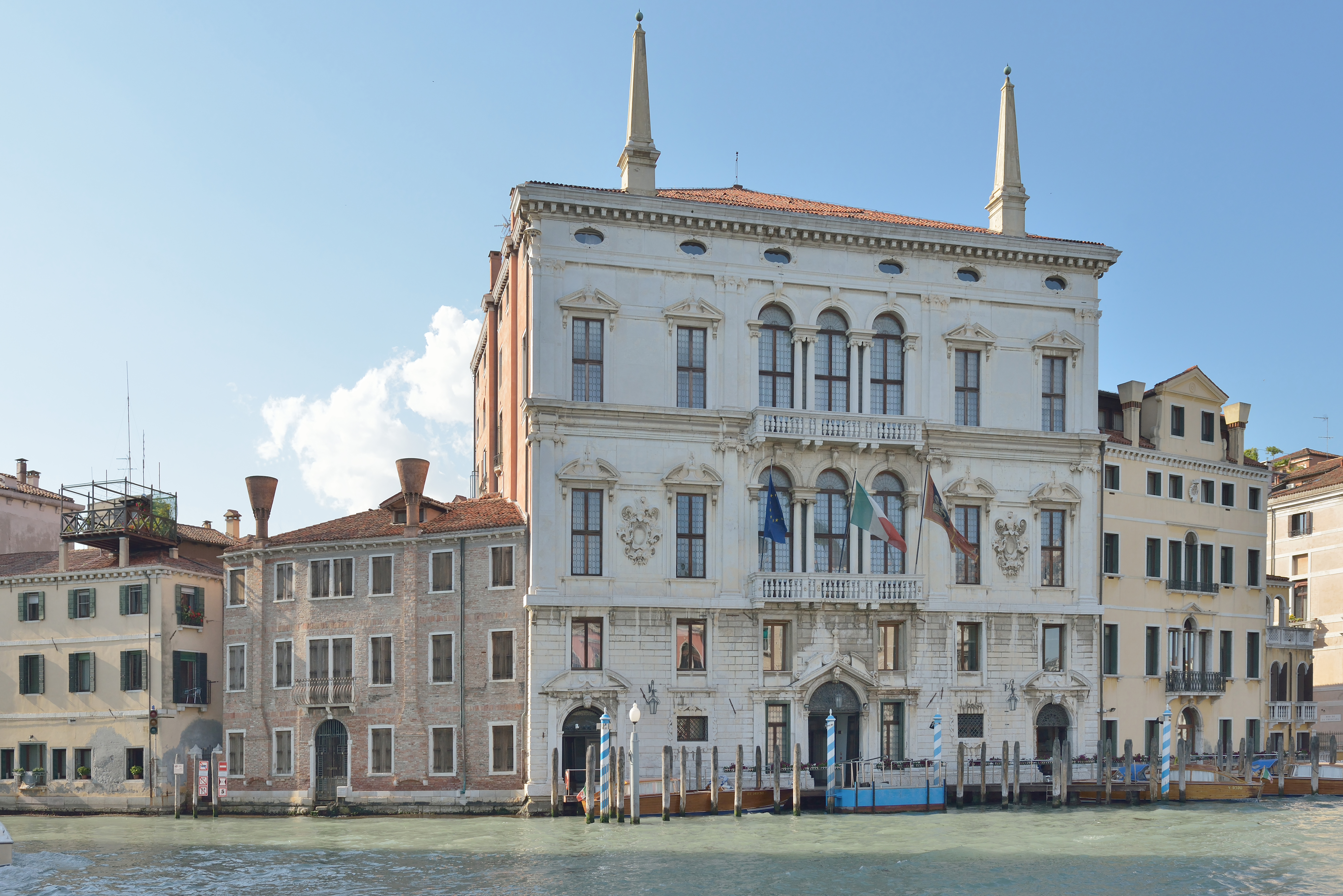
Palazzo Balbi, sede della Presidenza e della Giunta Regionale del Veneto

| Stemma | Provincia                      | Sigla o targa | Abitanti comune capoluogo | Superficie provinciale (km²) | Abitanti provincia | Densità (ab./km²) | Comuni      | Mappa                        | Sito istituzionale                                                                              |
| ------ | ------------------------------ | ------------- | ------------------------- | ---------------------------- | ------------------ | ----------------- | ----------- | ---------------------------- | ----------------------------------------------------------------------------------------------- |
|        | Città metropolitana di Venezia | VE            | 249.274                   | 2.462                        | 833.466            | 338,53            | 44 (lista)  | Provincia di Venezia         | Venezia. URL consultato il 22 settembre 2019 (archiviato dall'url originale il 16 aprile 2019). |
|        | Provincia di Belluno           | BL            | 35.462                    | 3.610                        | 197.316            | 54,65             | 60 (lista)  | Provincia di Belluno         | Belluno.                                                                                        |
|        | Provincia di Padova            | PD            | 207.747                   | 2.142                        | 932.990            | 435,57            | 101 (lista) | Provincia di Padova          | Padova.                                                                                         |
|        | Provincia di Rovigo            | RO            | 49.986                    | 1.789                        | 226.910            | 126,83            | 50 (lista)  | Provincia di Rovigo          | Rovigo.                                                                                         |
|        | Provincia di Treviso           | TV            | 85.908                    | 2.477                        | 877.449            | 354,24            | 94 (lista)  | Provincia di Treviso         | Treviso.                                                                                        |
|        | Provincia di Verona            | VR            | 255.126                   | 3.121                        | 929.429            | 297,80            | 98 (lista)  | Provincia di Verona          | Verona. URL consultato il 4 dicembre 2014 (archiviato dall'url originale l'8 luglio 2006).      |
|        | Provincia di Vicenza           | VI            | 110.559                   | 2.723                        | 854.143            | 313,68            | 113 (lista) | Provincia di Vicenza         | Vicenza.                                                                                        |
|        | Veneto                         | totale        | 994.062                   | 18.345                       | 4.851.703          | 264,47            | 560 (lista) | Mappa provinciale del Veneto | Regione Veneto.                                                                                 |

### Presidente e giunta regionale
Il presidente della regione è Luca Zaia, eletto per il primo mandato il 30 marzo 2010. I risultati delle elezioni regionali in Veneto del 2020 hanno riconfermato Zaia alla carica di presidente con il 76,79 % dei voti.
La sede dei lavori della giunta regionale è a Palazzo Balbi, sul Canal Grande a Venezia.

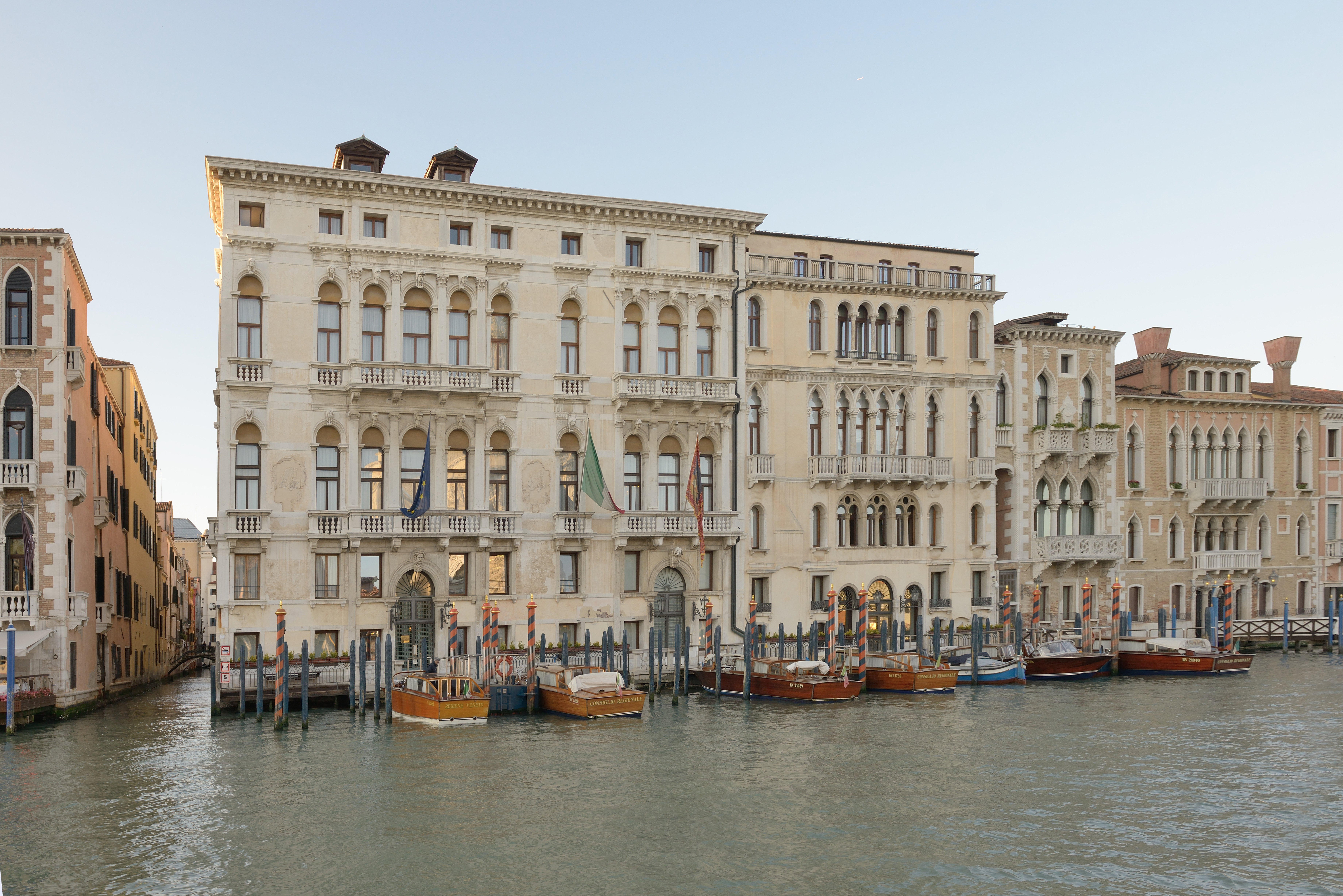
Palazzo Ferro Fini, sede del Consiglio regionale del Veneto.

### Consiglio regionale
È l'organo di rappresentanza regionale, determina l'indirizzo politico e amministrativo della Regione e ne controlla l'attuazione; esercita la potestà legislativa, nonché la potestà regolamentare non attribuita da singole leggi regionali della Giunta; adempie alle altre funzioni conferitegli dalla Costituzione, dallo Stato e dalle leggi. 
(art. 33 - legge regionale statutaria 17 aprile 2012, n.1). Ha sede presso Palazzo Ferro Fini, Venezia.
| Gruppi consiliari                                        | Numero consiglieri |
| -------------------------------------------------------- | ------------------ |
| Zaia Presidente                                          | 12                 |
| Liga Veneta - Lega Nord                                  | 12                 |
| Partito Democratico                                      | 9                  |
| Movimento Cinque Stelle                                  | 5                  |
| Forza Italia                                             | 3                  |
| Lista Tosi per il Veneto                                 | 3                  |
| Alessandra Moretti Presidente                            | 2                  |
| Indipendenza Noi Veneto                                  | 1                  |
| Il Veneto del fare - Flavio Tosi                         | 1                  |
| Veneto civico - Moretti presidente                       | 1                  |
| Area Popolare Veneto                                     | 1                  |
| Fratelli d'Italia - AN - Movimento per la cultura rurale | 1                  |
| Totale                                                   | 51                 |

### Statuto e autonomia
L'istituzione formale della Regione del Veneto si deve alla Costituzione del 1948, peraltro rimasta inattuata sino al 1970. Lo statuto regionale del 1971 è l'unico statuto regionale, oltre a quello sardo, che definisce «popolo» gli abitanti della regione.
Tra il 2005 e il 2008 sono stati effettuati vari referendum, con esito positivo, da parte di comuni confinanti con le regioni del Trentino-Alto Adige e del Friuli-Venezia Giulia, per ottenere il passaggio dalla regione del Veneto alle due regioni autonome limitrofe. Il procedimento costituzionale richiede che i referendum con esito positivo vengano esaminati per l'approvazione finale dal parlamento nazionale, previo parere obbligatorio dei due consigli regionali interessati.
L'11 gennaio 2012 il Consiglio regionale ha approvato in seconda votazione il nuovo statuto. Il successivo 4 febbraio, tuttavia, il governo Monti annuncia di voler impugnare dinanzi alla Corte costituzionale lo Statuto per contrasto tra il comma IV dell'art. 30 sull'autonomia finanziaria e l'articolo 119 comma II della Costituzione, scatenando, tra l'altro, le vivaci proteste della maggioranza regionale, intenzione decaduta dietro promessa da parte della presidenza regionale di modificare il comma specificando l'obbligo del rispetto da parte del bilancio regionale dei vincoli e dei principi di coordinamento della finanza pubblica.

### Progetto d'indipendenza o di autonomia

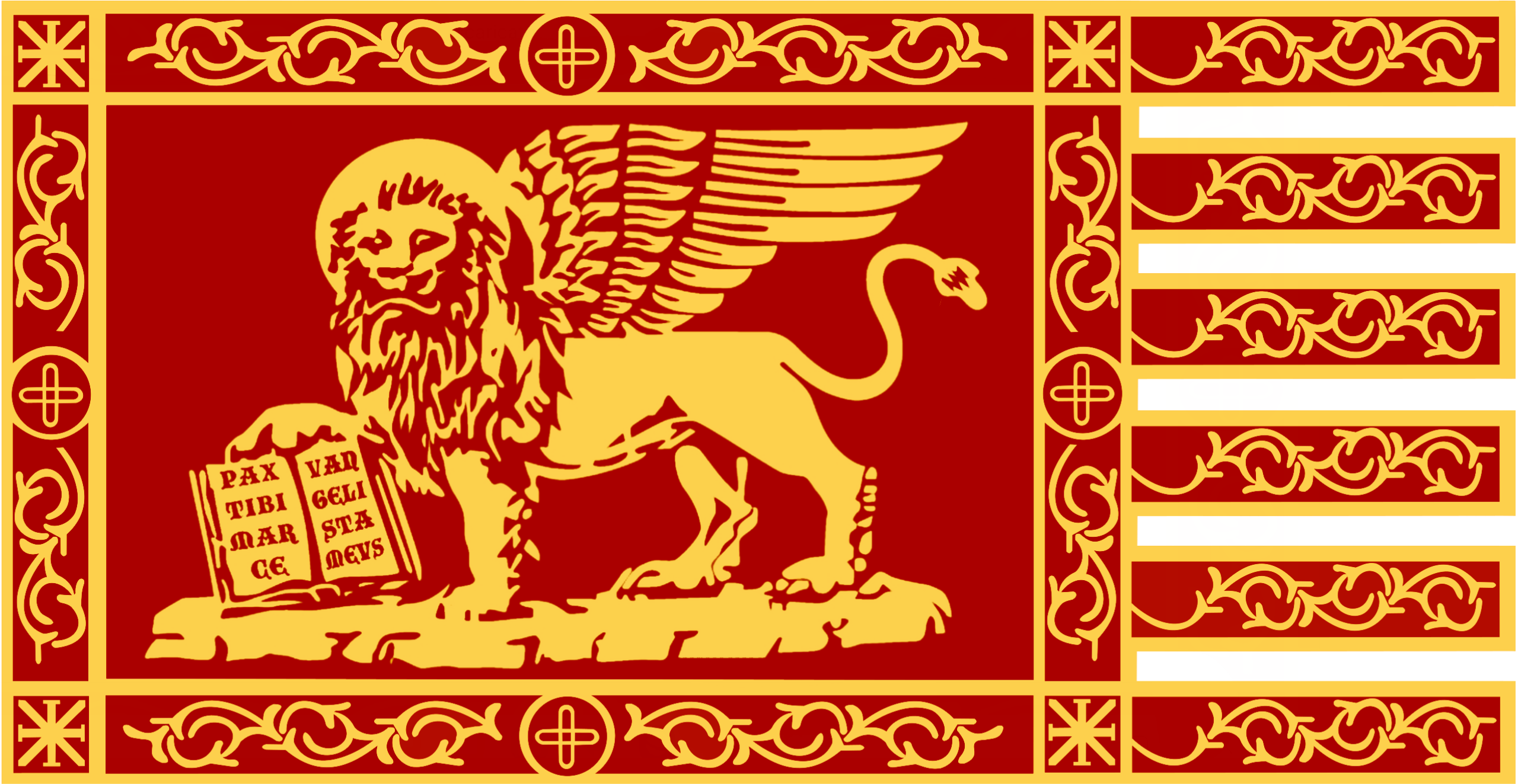
Bandiera Veneta nella foggia in uso presso i movimenti Venetisti sia autonomisti che separatisti

Il 12 giugno 2014, il Consiglio regionale, a maggioranza, ha votato il progetto di legge per indire un referendum sull'ipotesi di indipendenza del Veneto dall'Italia. Il progetto di legge è stato quindi convertito nella legge regionale numero 16/2014 il 19 giugno 2014, accompagnata dalla legge numero 15/2014, relativa a un referendum per l'autonomia regionale.
Nel giugno 2015 la Corte costituzionale ha sentenziato, a seguito dell'impugnazione da parte del governo, la bocciatura completa del referendum sull'indipendenza e parziale del referendum sull'autonomia, il quale, dopo un nuovo giudizio da parte della Consulta, è stato ammesso. Il referendum si è svolto domenica 22 ottobre 2017, con affluenza del 57,2% e il 98,1% di voti favorevoli. Sempre lo stesso giorno è stato svolto un referendum analogo anche in Lombardia.

## Società

### Evoluzione demografica
La popolazione del Veneto non è omogeneamente distribuita. Se la media pianura vanta le densità maggiori (soprattutto lungo la fascia che va da Verona a Venezia passando per Vicenza, Padova e Treviso), meno popolati sono la bassa Veronese (eccetto nel quadrilatero comprendente Bovolone, Isola della Scala, Nogara, Cerea e Legnago) e il Polesine (specie in seguito all'alluvione del 1951). Ancor meno abitate sono le Prealpi e la montagna (la provincia di Belluno mostra le densità minori), eccetto l'alto Vicentino (con Schio, Valdagno, Thiene, Bassano del Grappa) e la Valbelluna. A partire dagli anni ottanta si è verificato il fenomeno, molto diffuso in tutto il Norditalia, dello spopolamento delle grandi città (Venezia con Mestre in testa) a favore dei piccoli e medi comuni delle "cinture" periurbane. Questo ha portato a un notevole sviluppo urbano e taluni hanno constatato la formazione di una vasta megalopoli che si estende in particolare tra Padova, Mestre e Treviso (la cosiddetta PaTreVe o Triangolo Veneto). Nel rapporto annuale Censis del 2008 si parla di una grande regione metropolitana (GREM) veneta estesa su 6679,6 km² che conta una popolazione di 3 267 420 abitanti e di una piccola area metropolitana (PAM) veronese estesa su 1426 km² e con una popolazione di 714 724 abitanti.

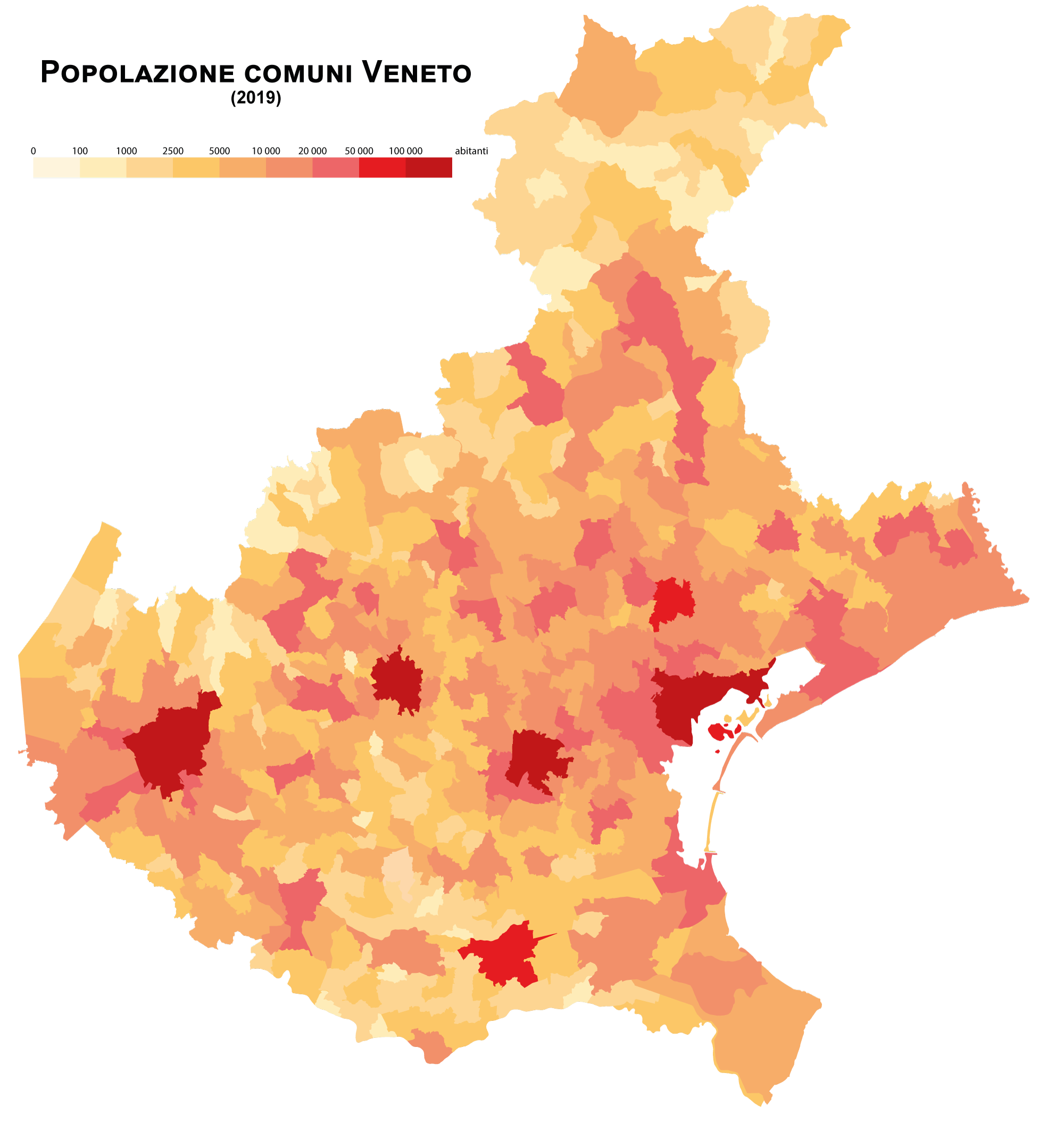
Popolazione (2019)
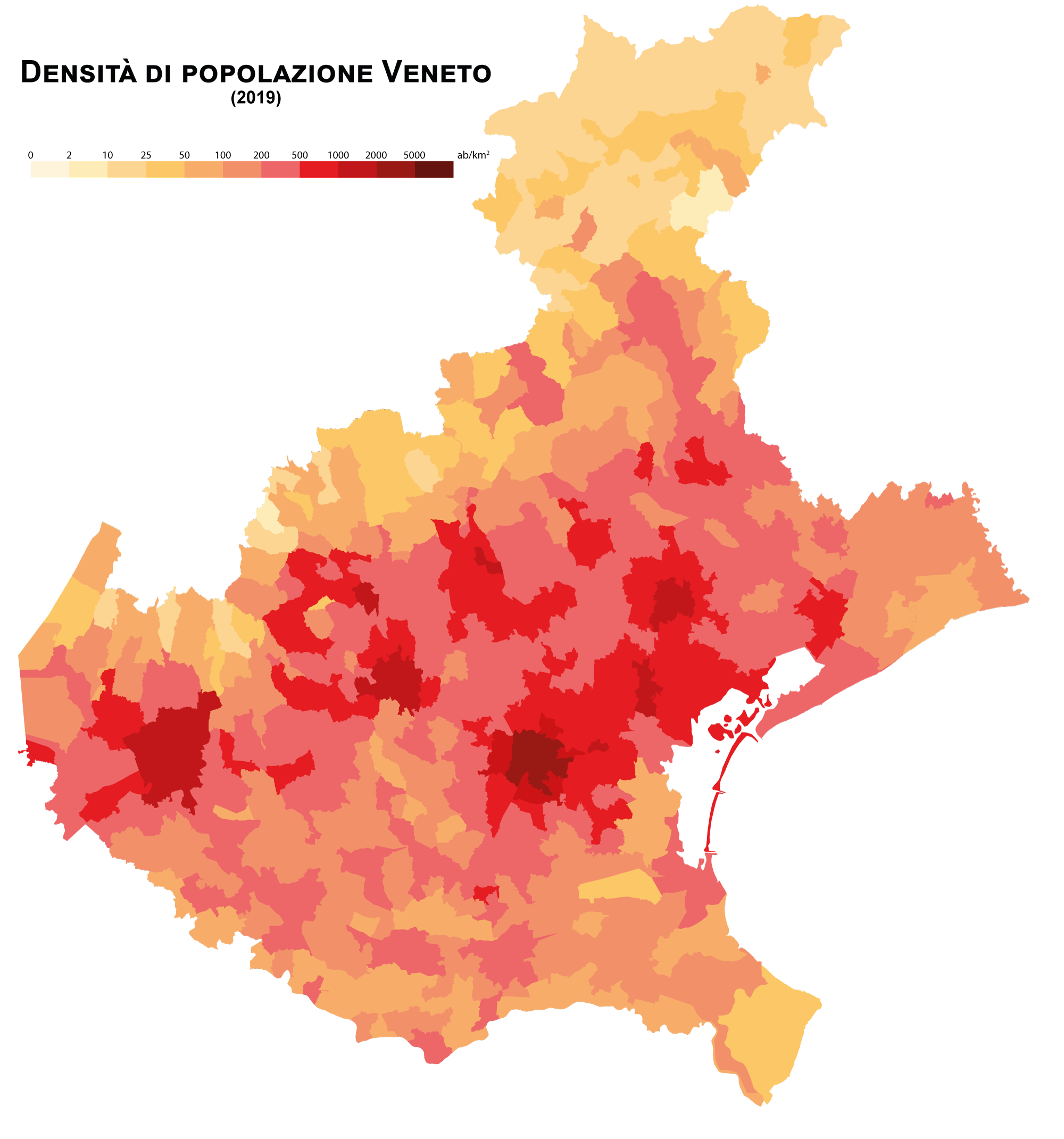
Densità di popolazione (2019)
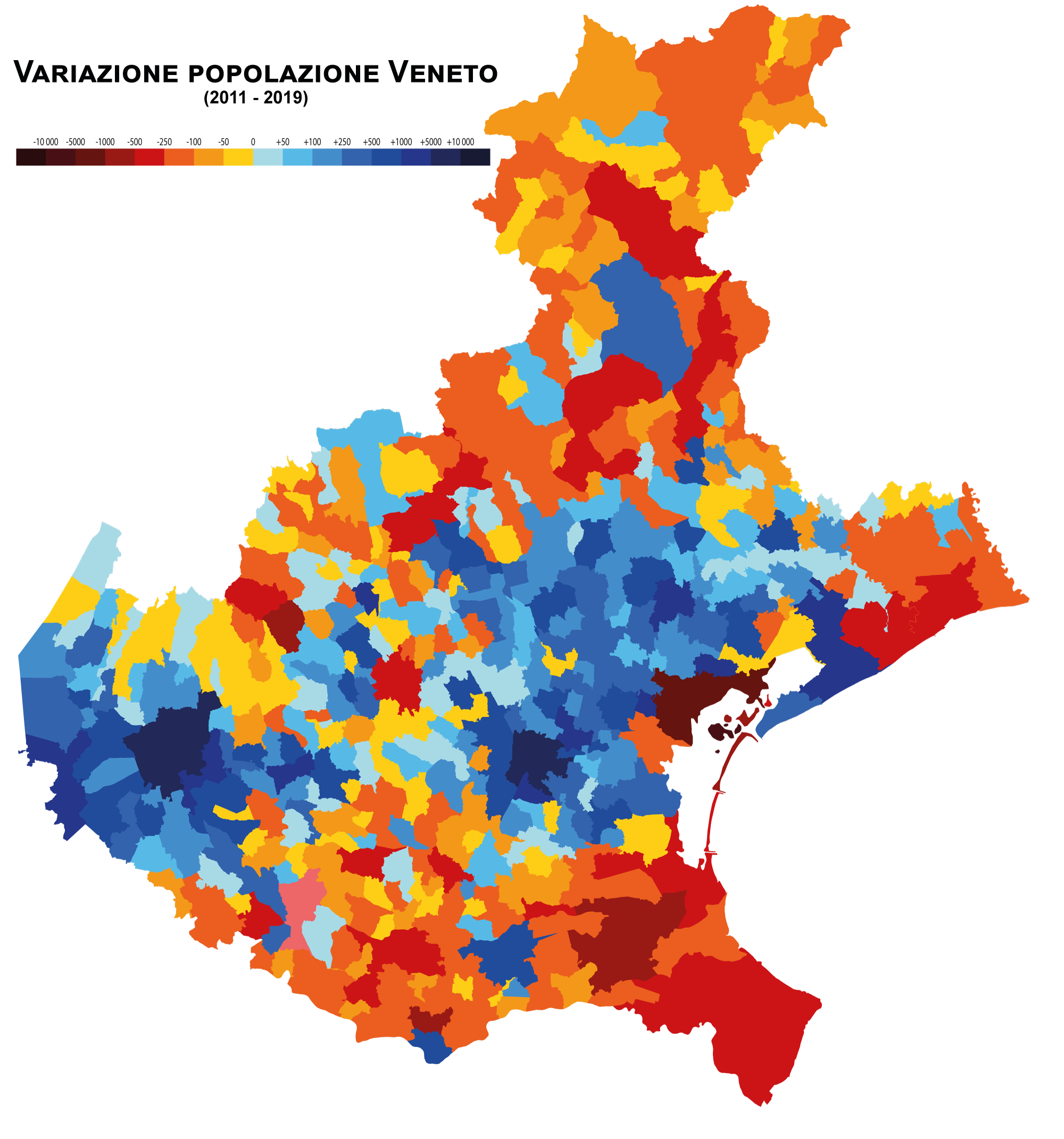
Variazione della popolazione (2011-2019)

Abitanti censiti (migliaia)
Il tasso di incremento naturale annuo è stato uno dei più elevati d'Italia, ma dal 1983 è divenuto per la prima volta negativo. Anche se oggi questa tendenza permane (e, anzi, si è rafforzata), il Veneto resta una delle regioni del Nord Italia con il più alto indice di natalità. Il fenomeno, tuttavia, varia notevolmente da provincia a provincia, anche se la popolazione residente continua comunque a crescere per effetto dell'immigrazione dall'estero, divenuta notevole a partire dal 1990.
Dalla fine dell'Ottocento ebbe luogo un'intensa emigrazione di veneti all'estero a causa dell'estrema povertà della regione. Gli abitanti del Veneto si spostarono particolarmente verso Australia, Argentina, Uruguay e Brasile. Infatti il Veneto è stato, sino agli anni settanta, una terra di emigrazione (oltre 3 milioni di partenze tra il 1870 e il 1970) per via della povera economia contadina, non affiancata da impianti industriali di rilievo. Sino al fascismo i flussi si dirigevano specialmente in America Latina (Brasile, Argentina); negli anni trenta le bonifiche promosse da Mussolini portarono gli emigranti nel Lazio (Latina) e in Sardegna (Mussolinia di Sardegna, oggi Arborea) e anche nelle colonie italiane d'Africa; nel secondo dopoguerra, le correnti si spostarono verso le aree industriali della Lombardia, del Piemonte e della Liguria, e verso l'Europa centrale, specie dopo l'alluvione del Polesine nel 1951 (che costrinse decine di migliaia di persone a lasciare la propria terra).
Il notevole sviluppo dell'industria a partire dagli anni settanta trasformò il Veneto da terra di emigrazione a terra di immigrazione. Più che i rientri, molti sono stati gli immigrati dal Meridione e in seguito dall'estero (Nordafrica, Europa orientale), il che ha fatto del Veneto la quinta regione per numero di abitanti (dopo Lombardia, Campania, Lazio e Sicilia) e una delle prime per numero di stranieri residenti.

### Comuni più popolosi
Di seguito la tabella riporta la popolazione residente nei comuni del Veneto con più di 30 000 abitanti (in grassetto i capoluoghi di provincia):
| Posizione | Comune                | Popolazione (ab.) | Superficie (km²) | Densità (ab./km²) | Provincia o Città metropolitana |
| --------- | --------------------- | ----------------- | ---------------- | ----------------- | ------------------------------- |
| 1º        | Verona                | 255 126           | 198,92           | 1 285,79          | Verona                          |
| 2º        | Venezia               | 249 274           | 415,90           | 601,45            | Venezia                         |
| 3º        | Padova                | 207 747           | 93,03            | 2 230,00          | Padova                          |
| 4º        | Vicenza               | 110 559           | 80,57            | 1 376,70          | Vicenza                         |
| 5º        | Treviso               | 85 908            | 55,58            | 1 539,28          | Treviso                         |
| 6º        | Rovigo                | 49 986            | 108,81           | 460,18            | Rovigo                          |
| 7º        | Chioggia              | 47 099            | 187,91           | 252,46            | Venezia                         |
| 8º        | Bassano del Grappa    | 42 297            | 47,06            | 901,00            | Vicenza                         |
| 9º        | San Donà di Piave     | 42 034            | 78,88            | 532,20            | Venezia                         |
| 10º       | Schio                 | 38 983            | 66,21            | 588,16            | Vicenza                         |
| 11º       | Mira                  | 37 618            | 99,14            | 379,91            | Venezia                         |
| 12º       | Belluno               | 35 462            | 147,22           | 240,78            | Belluno                         |
| 13º       | Conegliano            | 34 625            | 36,38            | 946,92            | Treviso                         |
| 14º       | Castelfranco Veneto   | 33 203            | 51,61            | 642,07            | Treviso                         |
| 15º       | Villafranca di Verona | 32 884            | 57,34            | 576,42            | Verona                          |
| 16º       | Montebelluna          | 31 309            | 49,01            | 637,09            | Treviso                         |

### Etnie e minoranze straniere
Come molte altre regioni italiane, nel XXI secolo il Veneto ha una presenza significativa di cittadini provenienti dall'estero. 
Al 1º gennaio 2024 la popolazione straniera residente in regione contava 501 161 persone, pari all'10,3% della popolazione totale. Le nazionalità più numerose sono le seguenti:
1. Romania 126 202
2. Marocco 45 239
3. Cina 36 516
4. Albania 31 594
5. Moldavia 26 037
6. Bangladesh 21 809
7. Ucraina 19 639
8. India 18 511
9. Sri Lanka 14 989
10. Niger 14 792
11. Serbia 10 277
12. Macedonia del Nord 9 780
13. Kosovo 9 292
14. Senegal 8 604

### Lingue e dialetti

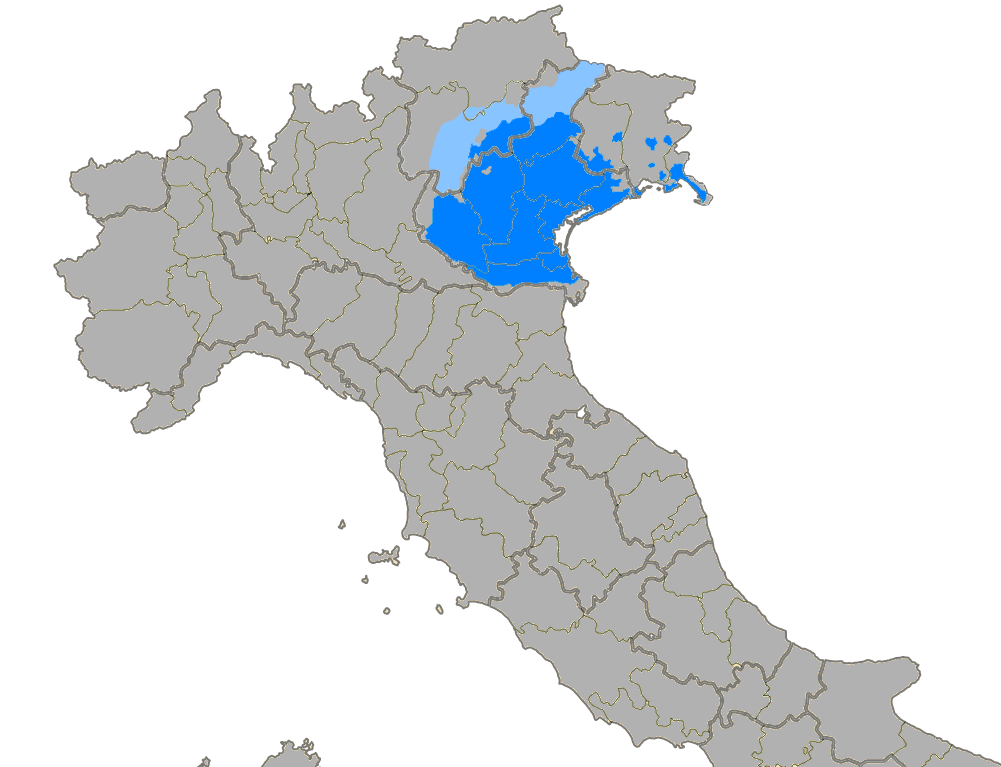
Principali aree di diffusione della lingua veneta in Italia.

Nella Regione sono parlate, oltre all'italiano e al veneto, altre tre lingue autoctone: il cimbro, il ladino e il friulano. Esistono inoltre alcune zone della provincia di Rovigo in cui si parla anche il dialetto ferrarese.
La Regione Veneto si caratterizza per una forte conservazione del proprio idioma storico, distinto in diversi dialetti. Secondo le statistiche, è compreso da quasi il 70% della popolazione, con un sostanziale bilinguismo Italiano-veneto. La vivacità della lingua veneta è confermata dal fiorire di iniziative culturali ed editoriali che, soprattutto in questi ultimi anni, hanno visto un moltiplicarsi di pubblicazioni. La forte riscoperta delle identità storico-linguistiche è stata recentemente sancita da una legge della Regione Veneto, approvata dal consiglio regionale il 28 marzo 2007, volta alla valorizzazione, alla tutela e alla diffusione della lingua veneta.
Le altre lingue sono diffuse in aree molto limitate e parlate da minoranze che, spesso, antepongono ai loro idiomi l'italiano o il veneto stesso.
- La lingua ladina è parlata in diversi comuni della Provincia di Belluno.[36]
- Il cimbro è un dialetto bavaro tirolese un tempo assai diffuso nell'Altopiano dei Sette Comuni, in Lessinia e nelle località limitrofe. Entrato in crisi già secoli fa, attualmente è parlato solo da poche decine di persone, perlopiù anziane, residenti a Giazza (VR) e a Roana (VI).[37]
- il friulano è parlato lungo nei dintorni di Portogruaro ed è riconosciuto ufficialmente come lingua minoritaria e storica nei comuni di Cinto Caomaggiore, Teglio Veneto e San Michele al Tagliamento[38]. In realtà, come per il ladino, anche l'area friulanofona è difficilmente definibile poiché è fortemente influenzata dal veneto. Nel comune di San Michele al Tagliamento da settembre 2016 nel è attivo lo "sportello in lingua friulana" che eroga servizi e promuove attività di valorizzazione della lingua friulana.[39][40]
- Il dialetto ferrarese è parlato nella Transpadana Ferrarese in provincia di Rovigo.[41]

Se all'interno della Regione Veneto esistono diverse comunità allofone, specularmente, venetofone sono alcune aree delle regioni confinanti, in particolare il Friuli-Venezia Giulia occidentale e meridionale (nei dintorni di Pordenone e Monfalcone, tutta la zona costiera da Grado fino a Muggia), il Trentino orientale e meridionale, e parte della provincia di Mantova. All'estero è venetofona la comunità italiana della Venezia Giulia in Slovenia (Istria) e in Croazia (Istria, Quarnaro e Dalmazia).
Il veneto parlato nella Regione Veneto si divide essenzialmente in quattro macroaree, ognuna con caratteristiche proprie, pur non perdendo la sostanziale unitarietà linguistica. L'area più vasta è quella centrale, comprendente la provincia di Padova e Vicenza, parte della provincia di Rovigo e parte della provincia di Venezia: tra i fenomeni più interessanti che la caratterizzano, oltre a una marcata conservazione delle vocali atone finali, vi è il fenomeno della metafonesi. Questa è invece assente nell'area veneziana, che si estende su tutta la laguna di Venezia, da Chioggia fino a Caorle e ha storicamente costituito il riferimento su cui si è modellata la koinè linguistica veneta. Da registrare in quest'area una minore conservazione della vocali atone finali. Questo fenomeno diviene ancora più marcato nelle altre due aree, quella settentrionale trevigiano-bellunese, in cui sono ancora vive le interdentali sorde e sonore, e quella veronese, in cui emerge talvolta il sostrato gallo-italico.

### Religione

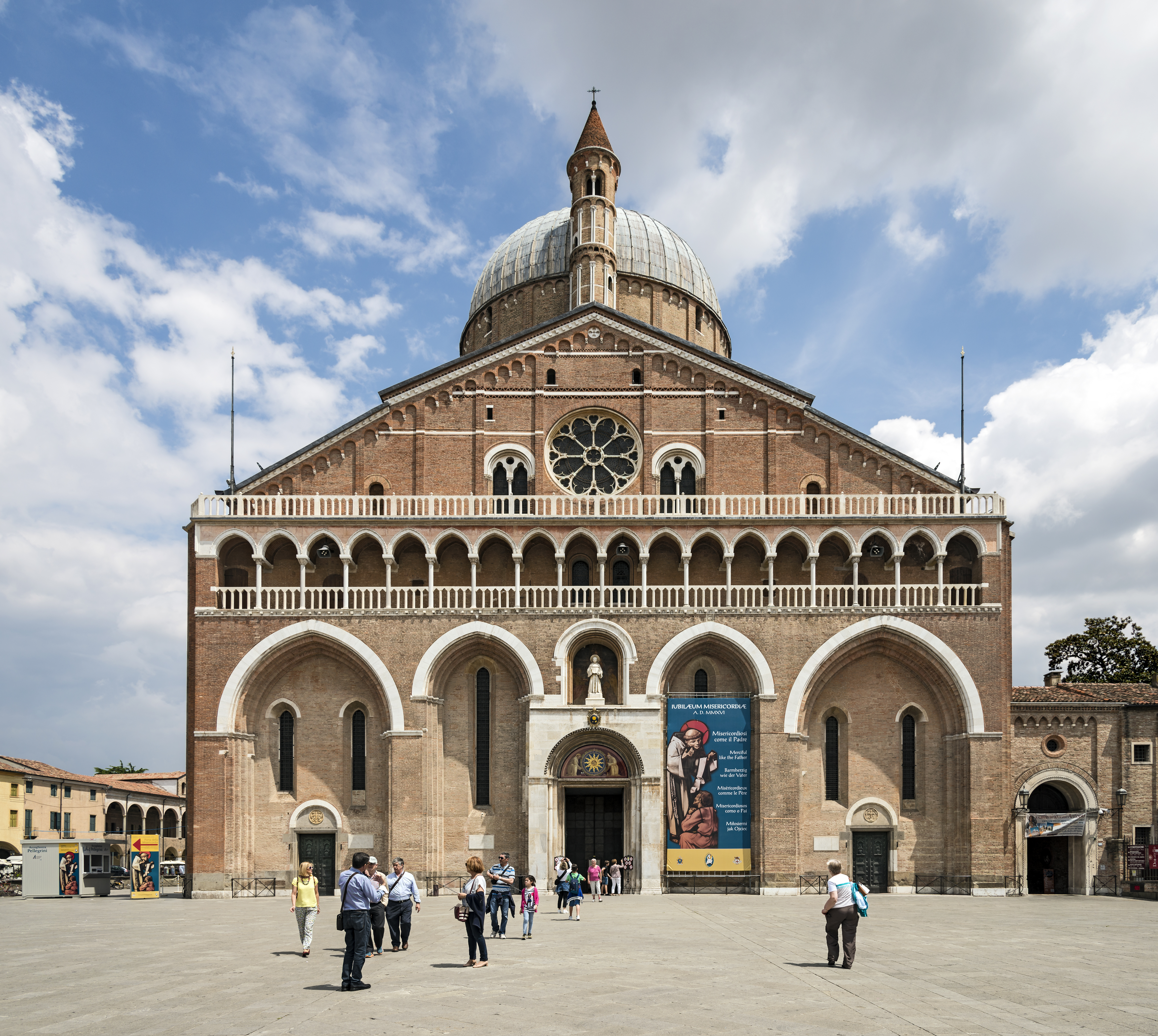
Basilica di Sant'Antonio di Padova.

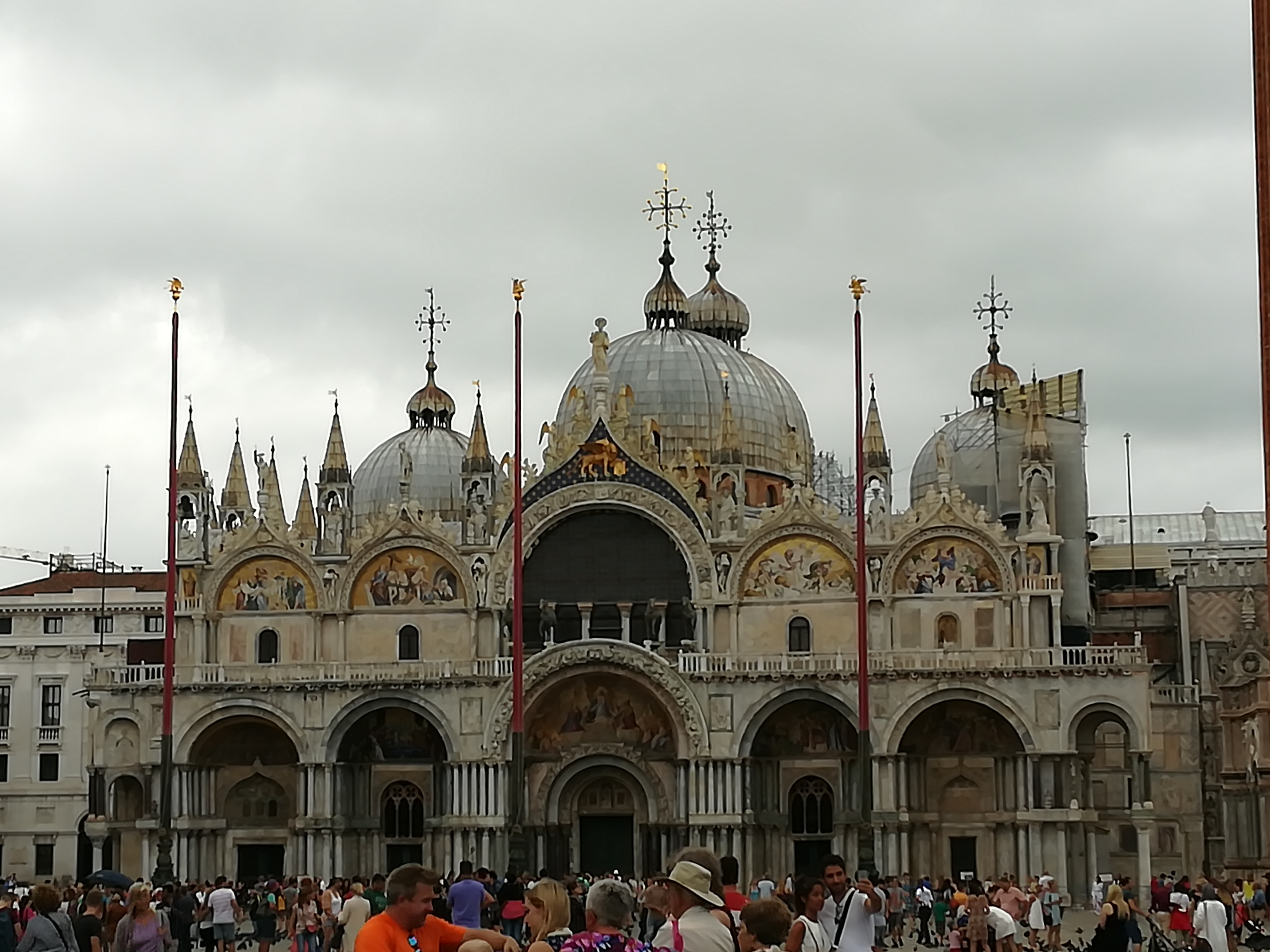
La basilica patriarcale di San Marco.

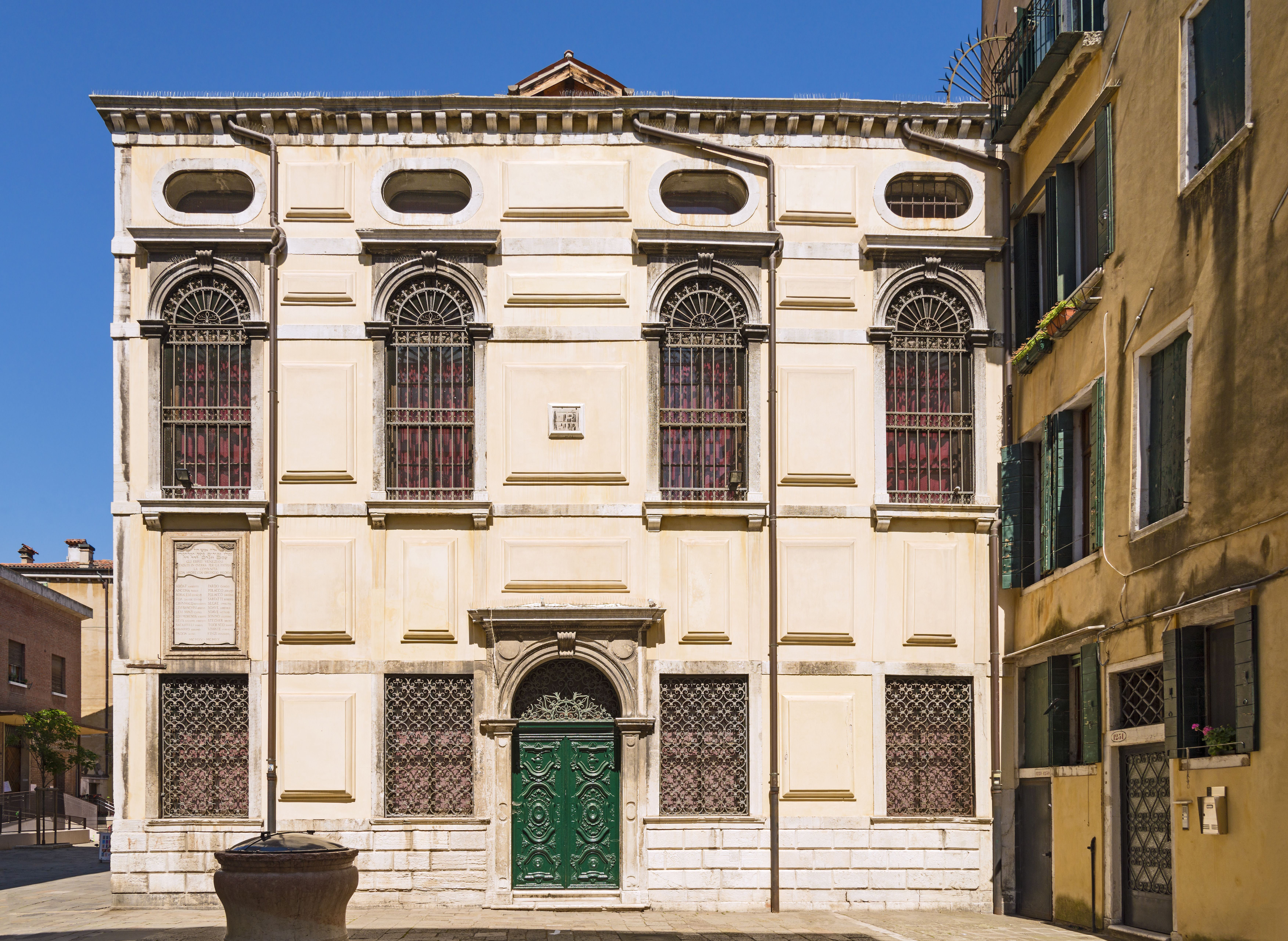
Una delle cinque sinagoghe presenti nel Ghetto di Venezia.

La presenza religiosa in Veneto ha da sempre dato vita a numerose istituzioni ed edifici di culto, soprattutto nella città lagunare, ma non solo.
Antonio di Padova, noto in città con il nome Il Santo, fu prima canonico agostiniano a Coimbra (1210), poi frate francescano (1220). Viaggiò molto vivendo prima in Portogallo quindi in Italia e in Francia. Nel 1221 si recò al Capitolo Generale ad Assisi dove vide di persona Francesco. Professore di teologia e valente predicatore, fu inviato da Francesco d'Assisi a combattere l'eresia catara in Francia. Fu trasferito poi a Bologna e quindi a Padova. Morì all'età di 36 anni. Definito da molti cattolici come Taumaturgo, cioè autore di prodigi, per la notevole mole di eventi miracolosi a lui ascritti sin dai primi tempi dopo la sua morte e fino a oggi.
La figura di Marco evangelista, legata alla città di Venezia, si dipana in una serie di tradizioni orali, spesso in contrasto tra loro. Una tradizione lo vuole evangelizzatore in Egitto e fondatore della chiesa di Alessandria che lo vuole come suo primo vescovo. Altra tradizione vuole che Marco - prima di rientrare in Egitto - fosse stato inviato da Pietro nella metropoli alto-adriatica di Aquileia - capoluogo della X Regio Venetia et Histria - per curare l'evangelizzazione dell'area nord-est. A Marco si deve la scelta dei primi vescovi della Chiesa-madre di Aquileia (Ermagora e Fortunato) dalla quale deriverà, in tempi e per complesse vicende successive, il titolo del patriarca di Grado poi assorbito da Venezia. Dopo la sua morte ad Alessandria, le spoglie del santo vengono trafugate da mercanti veneziani e portate nell'828 a Venezia, dove pochi anni dopo verrà dato inizio alla costruzione della basilica che ancora oggi ospita le sue reliquie.
Il Veneto ospita anche i resti di un altro evangelista, San Luca, che riposano (tranne la testa conservata a Praga) nella basilica di Santa Giustina a Padova, assieme alle reliquie di san Mattia apostolo.
Tra i luoghi di culto, oggetto di pellegrinaggi, vanno ricordati: il santuario della Madonna di Monte Berico a Vicenza; il santuario della Madonna della Corona, nelle montagne veronesi; il santuario della Beata Vergine del Covolo, edificio progettato da Antonio Canova situato sulle pendici del monte Grappa; il santuario, più moderno e all'interno della città di Padova, di San Leopoldo e il santuario del Cristo Alluvionato a Lama Polesine in provincia di Rovigo.

La fede cristiana si fuse in tale maniera con la tradizione popolare e la vita quotidiana dei veneti che proprio a Verona sorse una nuova arte, unica al mondo: la famosa tecnica dei concerti di campane alla veronese.
Il Veneto ha dato i natali ad alcuni pontefici della Chiesa cattolica, tra cui vanno ricordati Papa Pio X (Riese Pio X) e Papa Giovanni Paolo I (Canale d'Agordo). Papa Giovanni Paolo II (Karol Wojtyła) trascorse molte delle sue vacanze nelle montagne venete, soprattutto nel Comelico e a Lorenzago di Cadore. Proprio questi luoghi, ora, sono oggetto di un progetto di valorizzazione grazie al Cammino delle Dolomiti, un percorso ad anello che tocca i luoghi più importanti della spiritualità presenti nella montagna bellunese.
Notevoli le presenze di altre confessioni religiose. La confessione protestante, presente in numerose città con chiese luterane, anglicane, valdesi e metodiste, ha trovato nella Serenissima un ambiente che ha permesso la diffusione della cultura evangelica, data anche la presenza di case editrici.
Alcune chiese ortodosse si possono trovare a Venezia, oggi rivitalizzate dalla presenza di molte persone provenienti dall'est europeo di tradizione ortodossa. La più importante è la chiesa di San Giorgio dei Greci, sede dell'Arcidiocesi d'Italia e Malta, dipendente dal Patriarcato di Costantinopoli.
Altra presenza storica, e anche ora molto attiva, è quella della comunità ebraica nel ghetto di Venezia, quartiere presente nel sestiere di Cannaregio.

A Venezia tale comunità crebbe godendo inizialmente di un clima di relativa tolleranza, finché il Consiglio dei Pregadi (Senato) dispose il 29 marzo 1516 che tutti gli ebrei dovessero obbligatoriamente risiedere nel “Ghetto nuovo”. Nasce così un'istituzione che verrà poi ampiamente applicata anche nel resto d'Europa. Con la caduta della Repubblica e l'avvento di Napoleone furono eliminate le discriminazioni nei confronti degli ebrei, i quali furono equiparati in tutto agli altri cittadini. Le porte del ghetto furono eliminate così come l'obbligo di residenza. Al giorno d'oggi questo complesso è rimasto abbastanza integro anche se gli ebrei veneziani sono ormai poche centinaia. Due sinagoghe sono tuttora aperte al culto e quasi tutti gli altri edifici della comunità svolgono ancora funzioni istituzionali (museo, casa di riposo ecc.). Altre comunità ebraiche importanti si trovano a Padova e a Verona.
Nel territorio del Veneto, non sono attualmente presenti moschee di dimensioni importanti: esistono, tuttavia, dei luoghi di culto per i fedeli musulmani, e alcuni progetti di realizzazione di moschee.
Prima della cristianizzazione del Veneto, erano presenti culti pagani, in particolare alla dea Reitia..

## Economia

### Dati economici
Di seguito la tabella che riporta il PIL e il PIL procapite prodotto nel Veneto dal 1997 al 2008:
|                                           | 1997   | 1998    | 1999    | 2000    | 2001    | 2002    | 2003    | 2004    | 2005    | 2006    | 2007    | 2008    |
| ----------------------------------------- | ------ | ------- | ------- | ------- | ------- | ------- | ------- | ------- | ------- | ------- | ------- | ------- |
| Prodotto Interno Lordo (milioni di €)     | 98.907 | 101.463 | 105.334 | 112.719 | 117.096 | 119.886 | 125.729 | 132.481 | 135.911 | 141.000 | 146.986 | 149.385 |
| PIL ai prezzi di mercato per abitante (€) | 23.300 | 24.200  | 24.900  | 26.700  | 27.500  | 26.600  | 27.000  | 27.400  | 27.800  | 29.000  | 30.000  | 30.400  |

Di seguito la tabella che riporta il PIL, prodotto in Veneto ai prezzi correnti di mercato nel 2006, espresso in milioni di euro, suddiviso tra le principali macro-attività economiche:
| Macro-attività economica                                                        | PIL prodotto | % settore su PIL regionale | % settore su PIL italiano |
| Agricoltura, silvicoltura, pesca                                                | € 2.303,3    | 1,66%                      | 1,84%                     |
| Industria in senso stretto                                                      | € 34.673,6   | 24,95%                     | 18,30%                    |
| Costruzioni                                                                     | € 8.607,7    | 6,19%                      | 5,41%                     |
| Commercio, riparazioni, alberghi e ristoranti, trasporti e comunicazioni        | € 28.865,8   | 20,77%                     | 20,54%                    |
| Intermediazione monetaria e finanziaria; attività immobiliari e imprenditoriali | € 31.499,4   | 22,66%                     | 24,17%                    |
| Altre attività di servizi                                                       | € 19.517,2   | 14,04%                     | 18,97%                    |
| Iva, imposte indirette nette sui prodotti e imposte sulle importazioni          | € 13.526,4   | 9,73%                      | 10,76%                    |
| PIL Veneto ai prezzi di mercato                                                 | € 138.993,5  |                            |                           |

Dal confronto tra il dato regionale e quello nazionale, si evidenzia che rispetto alla media italiana in Veneto è più forte l'incidenza del settore industriale, anche escludendo il settore delle costruzioni. Questa maggiore incidenza dell'industria, si riflette su un minor peso che ha sull'economia veneta tutto quanto ricade sul settore Altri Servizi, dove essenzialmente sono raggruppati i servizi resi dalla pubblica amministrazione, sanità, servizi sociali e istruzione pubblica.

### Evoluzione storico-economica
Il Veneto è una delle regioni più ricche d'Italia. Ha conosciuto una fortissima espansione economica, sin dal secondo dopoguerra, e oggi è sede di importanti attività industriali e terziarie.
Complessivamente il PIL della regione Veneto registrato nel 2003 è stato di 94 429,6 milioni di Euro nel 1995 che, attualizzati al 2004, corrispondono a 116 148,4 milioni di Euro. Il Veneto apporta, nel 2003, un Valore Aggiunto che costituisce il 67% della ricchezza prodotta dall'intero Nord Est e il 9% di quella nazionale. Attualmente, la crisi economica presente a livello mondiale, incide anche sull'economia veneta. Tuttavia, stando ad analisi recenti, l'export sembra ancora trainare la produzione.
Lo sviluppo dell'industrializzazione sul finire dell'Ottocento, contemporaneamente all'unione del Veneto all'Italia, vede una lunga incubazione protoindustriale, una modernizzazione dell'industria laniera, e lo sviluppo di una classe imprenditoriale, che vede nel territorio vicentino il luogo dove insediare le attività produttive. Il mercato cercava di non rivolgersi più al proprio interno ma di aprirsi al resto d'Italia, rinnovando i processi manifatturieri e trovando delle spinte in una nuova classe dirigente, che vede nuovi protagonisti d'eccezione imporsi. Tra questi vanno ricordati:
- Alessandro Rossi: imprenditore laniere scledense, con il suo pedagogismo industrialista propone una nuova visione dell'azienda industriale in tutto il vicentino.
- Vincenzo Stefano Breda: si coinvolge in un processo di infrastrutturazione del territorio, coinvolgendosi in attività politiche e in attività bancarie, anche ad alto rischio.
- Luigi Luzzatti: capo del movimento che vuole l'affermazione delle Banche mutue popolari.
- Leone Wollemborg: ricco possidente, a capo del movimento d'opinione che vuole l'affermazione delle Casse rurali.

Con il 1900 e la rivoluzione dell'energia elettrica, si fanno strada alcune società elettriche, tra cui la Cellina e poi la SADE.
Giuseppe Volpi, dopo aver costituito la SADE, fu autore della crescita del capitale di questa società, fino a farla diventare una delle più importanti realtà produttive di energia, costruendo una rete di distribuzione elettrica che coprì buona parte del territorio veneto.
Successivamente, proprio per iniziativa di Volpi, nacque il polo industriale chimico di Venezia (Marghera), il quale fungeva da raffineria e da terminal per l'industria del Nord-Ovest. Tale sviluppo industriale di Marghera incominciò nel 1919 per continuare fino al 1932. In questo modo, in Veneto si ha l'introduzione di un'industria ad alta densità di capitale.
Dal 1937 al 1940 il Veneto diventa la terza regione industrializzata d'Italia. L'incremento della potenza installata documentava del progresso tecnico e dei miglioramenti produttivi raggiunti dal Veneto nonostante la pesante congiuntura degli anni trenta. Esso si concentrava nelle province di Vicenza e di Venezia, che detenevano così più del 50% della potenza complessivamente disponibile, contro il 43,7% di dieci anni prima.
Il progresso era comunque andato in direzioni opposte: a rafforzare i comparti delle industrie di base e di quelle produttrici di beni strumentali nel comprensorio veneziano; a razionalizzare il settore produttivo tessile, in particolar modo il comparto laniero.
Si accentuava così la frattura tra localizzazione della manifattura leggera e localizzazione dei settori trainanti, come quello chimico ad esempio, che nel 1937-1940 presentava dei valori superiori ai dati nazionali: il 4,3% dell'intera occupazione industriale regionale (3,9% il valore nazionale), 32,9 addetti per unità produttiva (16,9), una potenza disponibile pari al 12,7% della regione (9,2% la media nazionale) e al 10,2% della forza motrice complessiva dell'intera industria chimica italiana (era il 3,4% solo dieci anni prima).
Un altro elemento cardine della storia economica del Veneto è l'impresa Marzotto di Valdagno, la quale rappresenta una svolta nella cultura economica veneta: Gaetano Marzotto Jr concepisce l'attività produttiva come continua spinta al cambiamento, all'innovazione, al reinvestimento di capitali e alla realizzazione di economie di scala.
Nel secondo dopoguerra il Veneto conosce un periodo di crisi, diventando una zona povera e senza un'economia trainante.
Tuttavia, il Veneto ha saputo uscire da questa crisi grazie al suo essere un aggregato di sistemi, al suo saper coniugare tradizione e innovazione, al suo saper essere internazionale e locale allo stesso tempo, al suo essere formato da uno sviluppo multilineare che ha permesso la nascita di molti distretti, differenziando la produzione in maniera accentuata.

#### Situazione attuale
Le attività agricole (frumento, mais, frutta, ortaggi) e zootecniche (bovini, suini) sono ancora di rilievo, e sono molto meccanizzate. L'industria è presente soprattutto nelle province occidentali e sulle coste adriatiche; prevalgono piccole aziende, specializzate nei settori alimentare, tessile, calzaturiero e del mobile.
A Marghera, nella terraferma veneziana, è ancora attivo il polo chimico industriale di Porto Marghera. Molti sono i segnali che fanno pensare a una sua chiusura, auspicata da molte associazioni di residenti e ambientalisti, tuttavia, il problema occupazionale vivacizza il dibattito, poiché secondo molte associazioni di lavoratori una sua chiusura creerebbe un problema sociale ben peggiore dei danni causati dalla chimica. Molte sono state le morti tra i lavoratori, la cui responsabilità una sentenza ha attribuito ai vertici del Petrolchimico.
Treviso e provincia sono anche la prima area d'Italia per l'abbigliamento giovanile, con il gruppo Benetton.
Importanti sono anche le attività bancarie, il commercio e il turismo, nelle località balneari di Jesolo, Caorle, Bibione, Eracleamare, Cavallino-Treporti, Sottomarina, Rosolina, nelle località montane di Cortina d'Ampezzo, Arabba, Falcade, Val di Zoldo, Alleghe, Pieve di Cadore, Asiago, nelle città d'arte e sul lago di Garda.
Con la crisi globale di inizio XXI secolo si assiste a una forte delocalizzazione dei settori produttivi delle aziende venete principalmente nei paesi in via di sviluppo; di contro la regione segnala forti progressi e investimenti nelle nuove tecnologie, in particolare nella nanotecnologia.
Il Veneto attualmente fa parte sia della Euroregione Adriatico Ionica sia della Comunità di lavoro Alpe Adria.
Secondo l'Osservatorio suicidi per motivazioni economiche della Link Campus University, nel periodo 2008-2018 che è seguito alla Grande Recessione, il Veneto è stata la regione italiana che per il maggior numero di anni ha conseguito il primato dei suicidi causati dalla crisi economica e bancaria.

L'anno col maggior incremento relativo a livello nazionale è stato il 2016, che ha registrato un +20% del numero di decessi rispetto ai dodici mesi precedenti, mentre l'anno con il più elevato numero di suicidi in assoluto è stato il 2014, con 201 casi accertati. Contestualmente, la regione resta tra le prime in Italia per diffusione dell'evasione fiscale.

### Turismo
La vocazione turistica del Veneto, che detiene il primato di regione più visitata d'Italia, sesta in Europa, è confermata dai quasi 20 milioni di arrivi nel 2019 e dagli oltre 70 milioni di presenze.
I settori turistici possono essere suddivisi nei seguenti ambiti: Città d'arte, Mare, Montagna, Terme, Lago.
Le città d'arte hanno registrato, relativamente all'anno 2010, 7,2 milioni di arrivi e 16,2 milioni di presenze, mentre il comprensorio balneare ha registrato 3,6 milioni di arrivi e 25,8 milioni di presenze. Gli arrivi turistici totali nel 2010 sono stati di 5.609.809 italiani e 8.973.933 stranieri. Grazie al suo patrimonio paesaggistico, storico, artistico e architettonico il Veneto è stato, con oltre 16,2 milioni di visitatori e 61,8 milioni di presenze turistiche, la regione più visitata d'Italia nel 2014.
Alcuni tipi di condotte e l'esigenza di garantire un turismo di qualità hanno indotto le amministrazioni locali a dotarsi di regole più circostanziate e severe. Il Comune di Venezia ha modificato il proprio Regolamento di Polizia Urbana nel 2018 e nel 2019 per garantire pulizia e decoro nei centri abitati, e la tutela dell'incolumità e della fruibilità urbana. Ha introdotto una lista aree di particolare decoro, il divieto di assunzione di alcolici in orario notturno al di fuori dei locali autorizzati e di circolare in tenuta balneare o a torso nudo, e, per gli esercenti, il limite di occupazione del suolo pubblico di due giorni al mese e l'obbligo di raccolta differenziata obbligatoria. Oltre alle multe, le sanzioni possono arrivare al Daspo, e alla sospensione/revoca della licenza per i pubblici esercenti.
Le presenze turistiche nel comprensorio montano hanno conosciuto un calo sia come presenze sia come arrivi, dal 1997 al 2010. I mesi più frequentati sono quelli estivi con cifre che superano 1.500.000 presenze durante il mese di agosto negli anni dal 2007 al 2010.

## Infrastrutture e trasporti

### Assi viari

#### Autostrade
Elenco delle autostrade passanti per il Veneto:
- A4
- A13
- A22
- A27
- A28
- A31
- A57
- SPV

#### Statali
Elenco delle strade statali passanti per il Veneto:
- SS 10
- SS 11
- SS 12
- SS 13
- SS 14
- SS 16
- SS 47
- SS 48
- SS 50
- SS 51
- SS 52
- SS 53
- SS 62
- SS 249
- SS 251
- SS 309
- SS 450
- SS 482
- SS 638
- SS 641

Oggigiorno gran parte delle strade statali del Veneto è passato, dall'ANAS, sotto il controllo di Veneto Strade, divenendo così Strade Regionali.

### Ferrovie

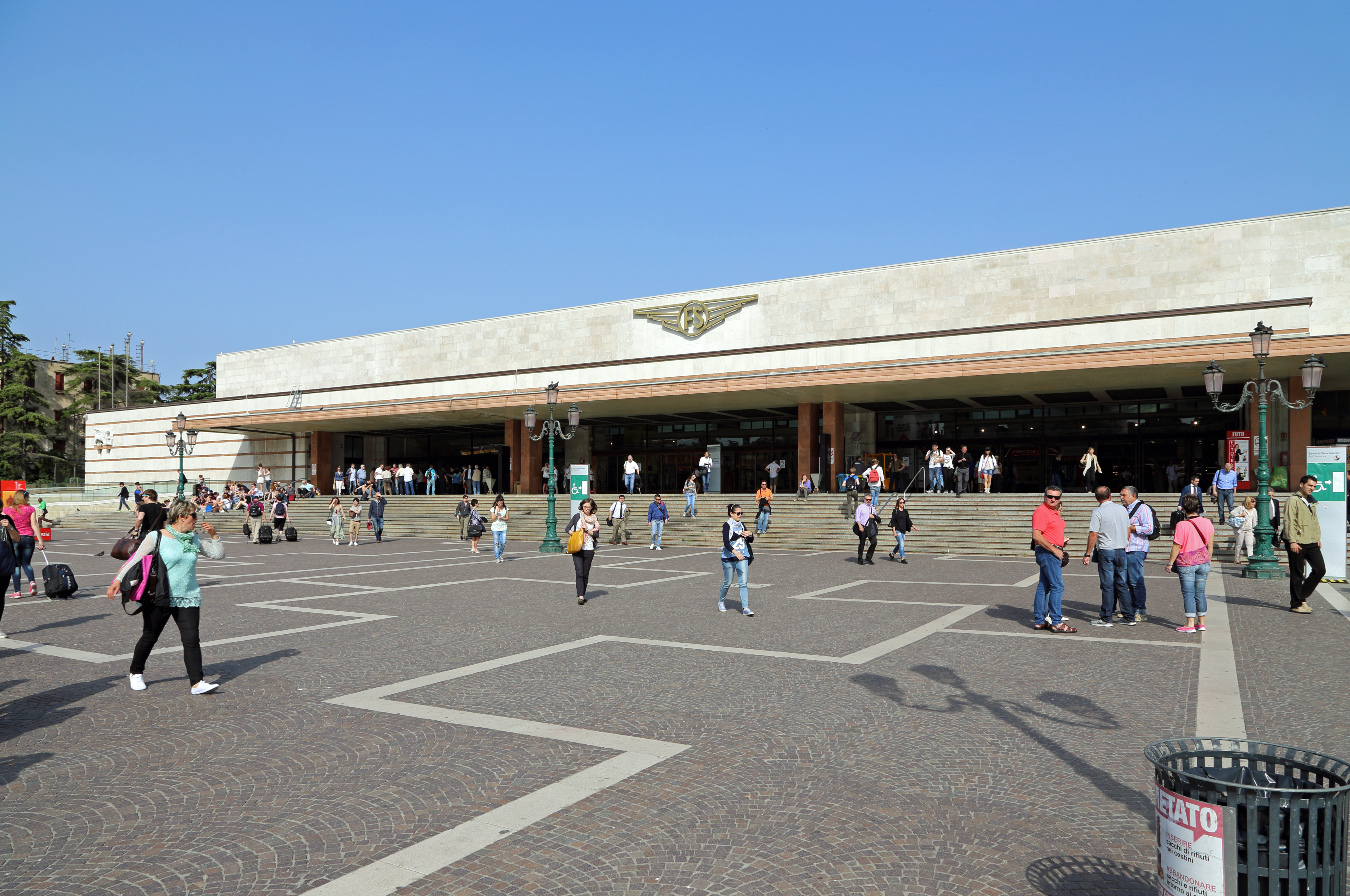
La stazione di Venezia Santa Lucia che, insieme con la stazione di Venezia Mestre formano il nodo ferroviario più importante della Regione e uno dei più importanti d'Italia.

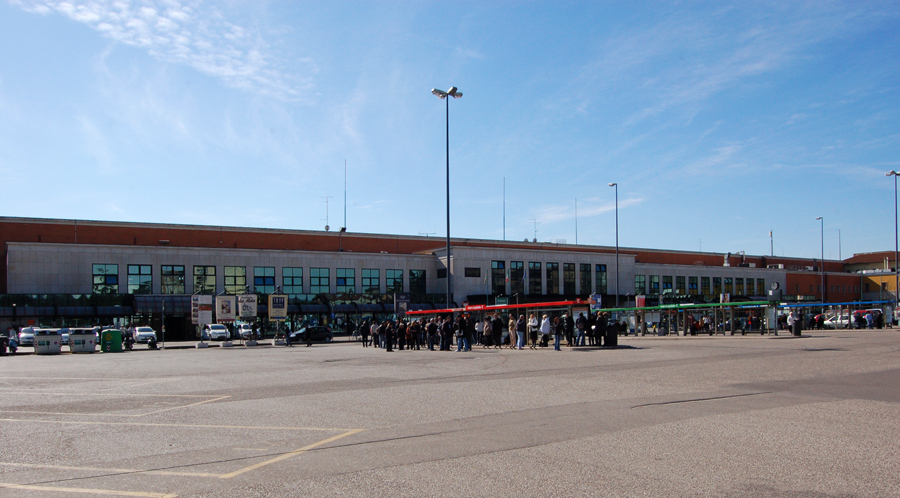
La stazione di Verona Porta Nuova.

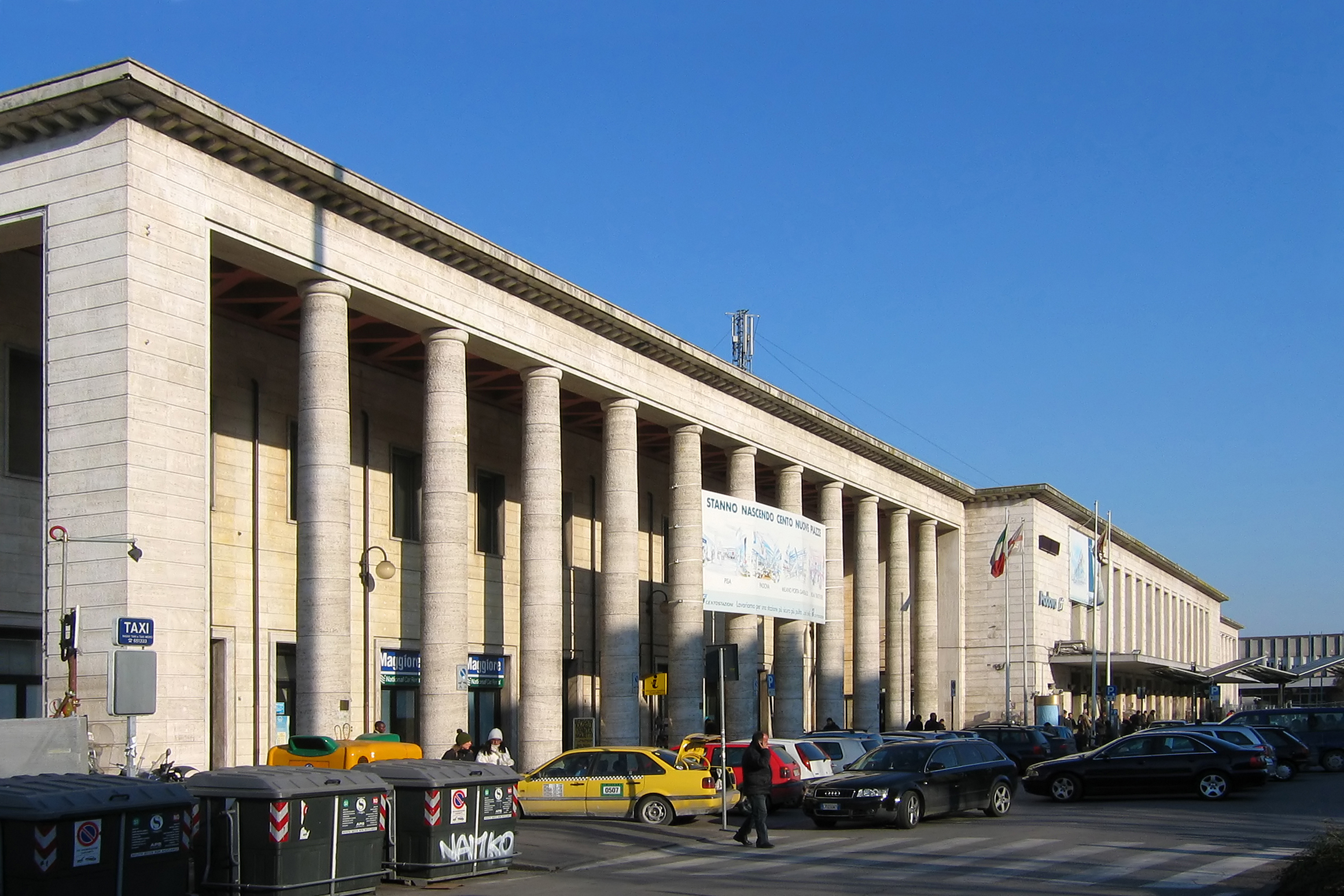
La stazione di Padova.

Di seguito vengono riportate le linee ferroviarie che percorrono la regione:
- Adria-Mestre
- Bassano del Grappa-Padova
- Calalzo-Padova;
- Casarsa-Portogruaro;
- Brennero-Verona;
- Mantova-Monselice;
- Milano-Venezia;
- Montebelluna-Treviso
- Padova-Bologna;
- Padova-Padova Interporto;
- Ponte nelle Alpi-Conegliano;
- Rovigo-Chioggia;
- Trento-Venezia;
- Treviso-Portogruaro;
- Venezia-Trieste;
- Venezia-Udine;
- Bologna-Verona
- Verona-Modena;
- Verona-Rovigo;
- Vicenza-Schio;
- Vicenza-Treviso.

Tutte le linee sopracitate sono gestite da Rete Ferroviaria Italiana tranne la ferrovia Adria-Mestre, di proprietà regionale, la cui gestione è stata affidata a Infrastrutture Venete.
È in corso il potenziamento di alcune linee ferroviarie per ottenere un servizio suburbano con orari cadenzati. Questo progetto è conosciuto come Sistema Ferroviario Metropolitano Regionale (SFMR).
Un tempo la regione era dotata delle seguenti linee ferroviarie:
- Adria-Ariano Polesine;
- Ferrovia delle Dolomiti;
- Lonigo-Lonigo Città;
- Mantova-Peschiera;
- Montebelluna-Susegana;
- San Vito-Motta;
- Treviso-Ostiglia;
- Verona-Caprino-Garda.

Sono in progettazione tre linee ad alta velocità:
- Ferrovia Milano-Verona (alta velocità)
- Ferrovia Verona-Venezia (alta velocità) (di cui è già stato completato il tronco tra Padova e Venezia)
- Ferrovia Venezia-Trieste (alta capacità)

### Porti
- Porto di Lido-San Nicolò
Il porto del Lido o porto di San Nicolò è l'accesso settentrionale alla laguna di Venezia, a nord di quelli di Malamocco e Chioggia. È situato tra Punta Sabbioni e l'isola del Lido ed è il principale accesso al porto di Venezia per il traffico passeggeri e traghetto. Il porto, che deve il suo nome alla vicina chiesa di San Nicolò, in cui si conservano le reliquie del patrono dei naviganti, è attualmente protetto da due lunghe dighe foranee, ma sono in corso massicci lavori di risistemazione nell'ambito del progetto MOSE che ne modificheranno radicalmente l'aspetto, con la creazione di una terza diga in mare aperto, di un'isola artificiale e di un bacino laterale per consentire l'accesso anche quando saranno in funzione gli sbarramenti contro le acque alte.
- Porto di Malamocco
Il porto di Malamocco o bocca di porto di Malamocco (com'è chiamato in loco) è l'accesso centrale alla laguna di Venezia, a sud di quello di Lido-San Nicolò e a nord di quello di Chioggia. È situato tra le isole del Lido e di Pellestrina e comunica direttamente attraverso il canale dei Petroli con Marghera, sede delle banchine industriali (container, prodotti chimici e petroliferi) del porto di Venezia. Il porto, che deve il suo nome alla vicina Malamocco, è attualmente protetto da due lunghe dighe foranee, ma sono in corso massicci lavori di risistemazione nell'ambito del progetto MOSE che ne modificheranno radicalmente l'aspetto, con la creazione di una terza diga in mare aperto e di un bacino laterale per consentire l'accesso anche quando saranno in funzione gli sbarramenti contro le acque alte.
- Porto di Chioggia
Il porto di Chioggia o bocca di porto di Chioggia (com'è chiamato in loco) è l'accesso più meridionale della laguna di Venezia. È situato tra l'isola di Pellestrina e Sottomarina, nel comune di Chioggia.
- Porto di Venezia
Il porto di Venezia è uno dei più importanti d'Italia per il volume di traffico commerciale e uno dei più importanti nel Mediterraneo per quanto riguarda il settore croceristico.

### Aeroporti

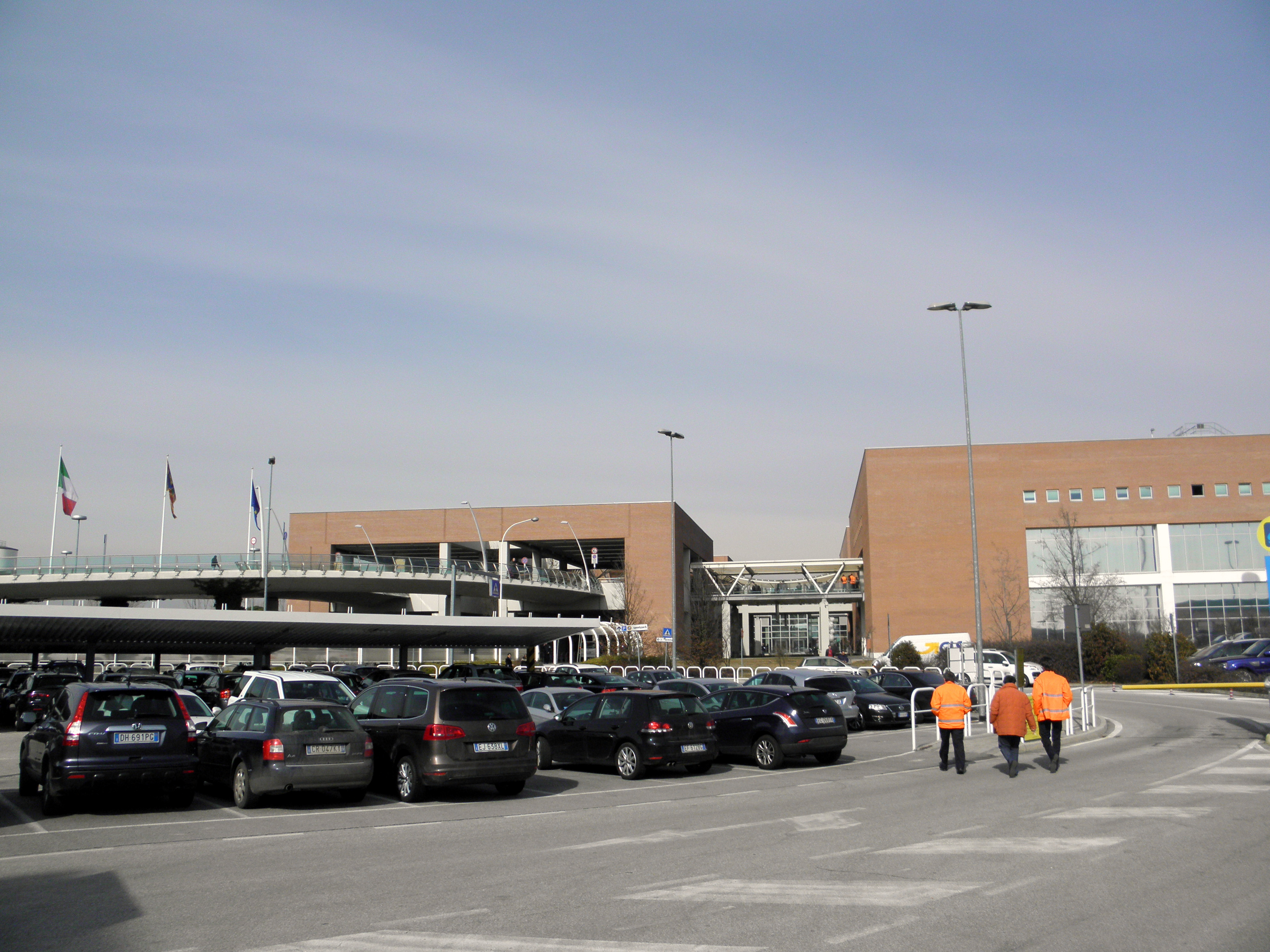
L'Aeroporto di Venezia-Tessera "Marco Polo", che insieme con quello di Treviso forma il terzo polo aeroportuale d'Italia.

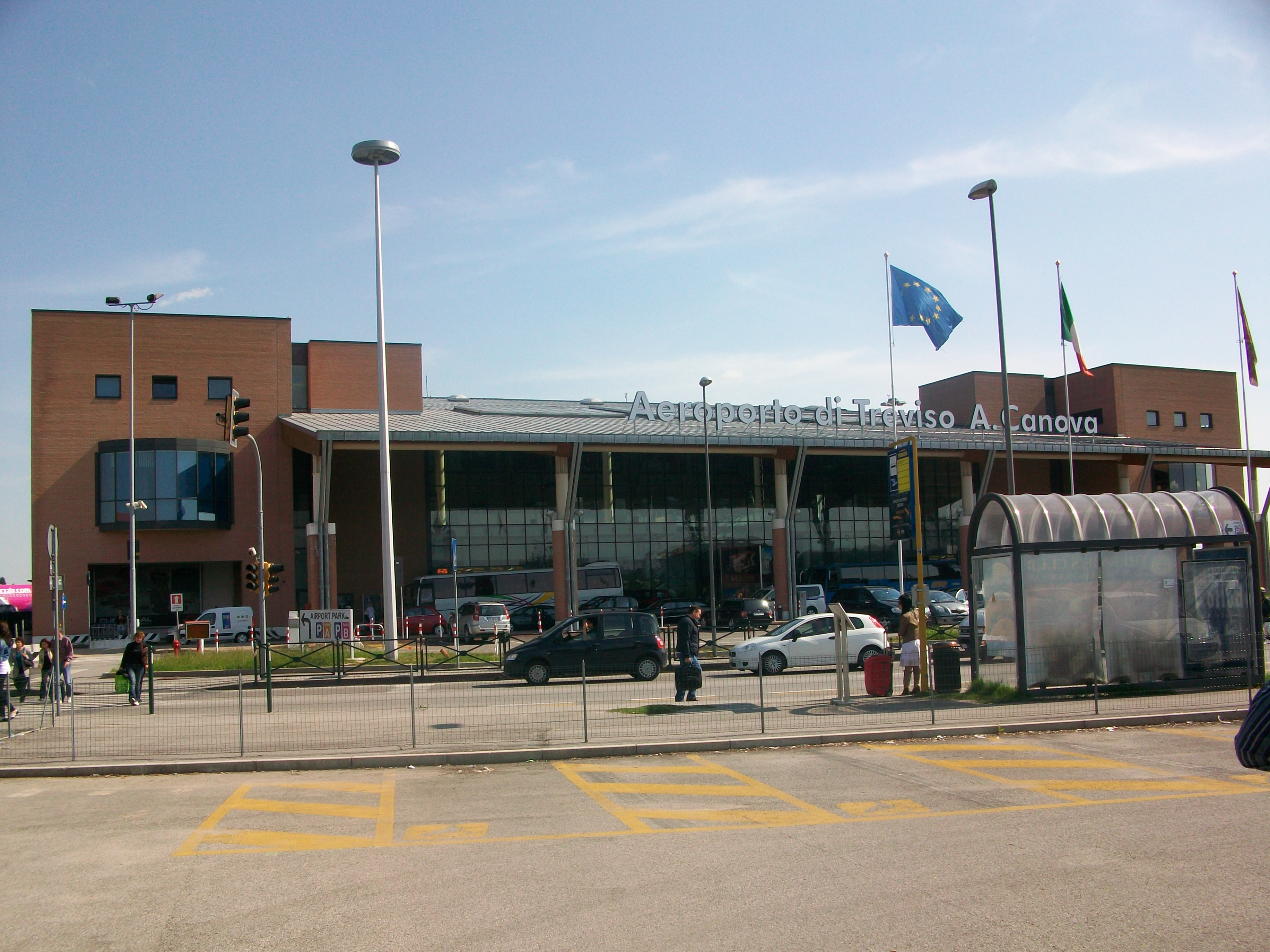
Aeroporto di Treviso-Sant'Angelo "Antonio Canova".

Di seguito vengono riportati i principali aeroporti veneti:
- Aeroporto di Venezia-Tessera. Insieme all'aeroporto di Treviso-Sant'Angelo forma il terzo polo aeroportuale d'Italia
- Aeroporto di Treviso-Sant'Angelo
- Aeroporto di Verona-Villafranca

Vengono riportati gli altri aeroporti minori presenti in Regione:
- Aeroporto di Asiago
- Aeroporto di Belluno
- Aeroporto di Ca' Negra
- Aeroporto di Cortina d'Ampezzo-Fiames
- Aeroporto di Legnago
- Aeroporto di Padova
- Aeroporto di Thiene
- Aeroporto di Treviso-Istrana
- Aeroporto di Venezia-Lido
- Aeroporto di Verona-Boscomantico

Fino al 2008 era presente anche l'Aeroporto di Vicenza.

### Trasporti pubblici

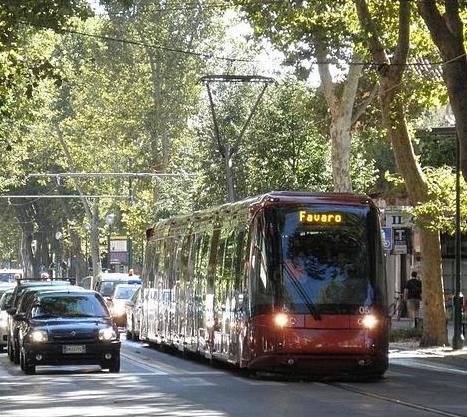
Il tram di Mestre.

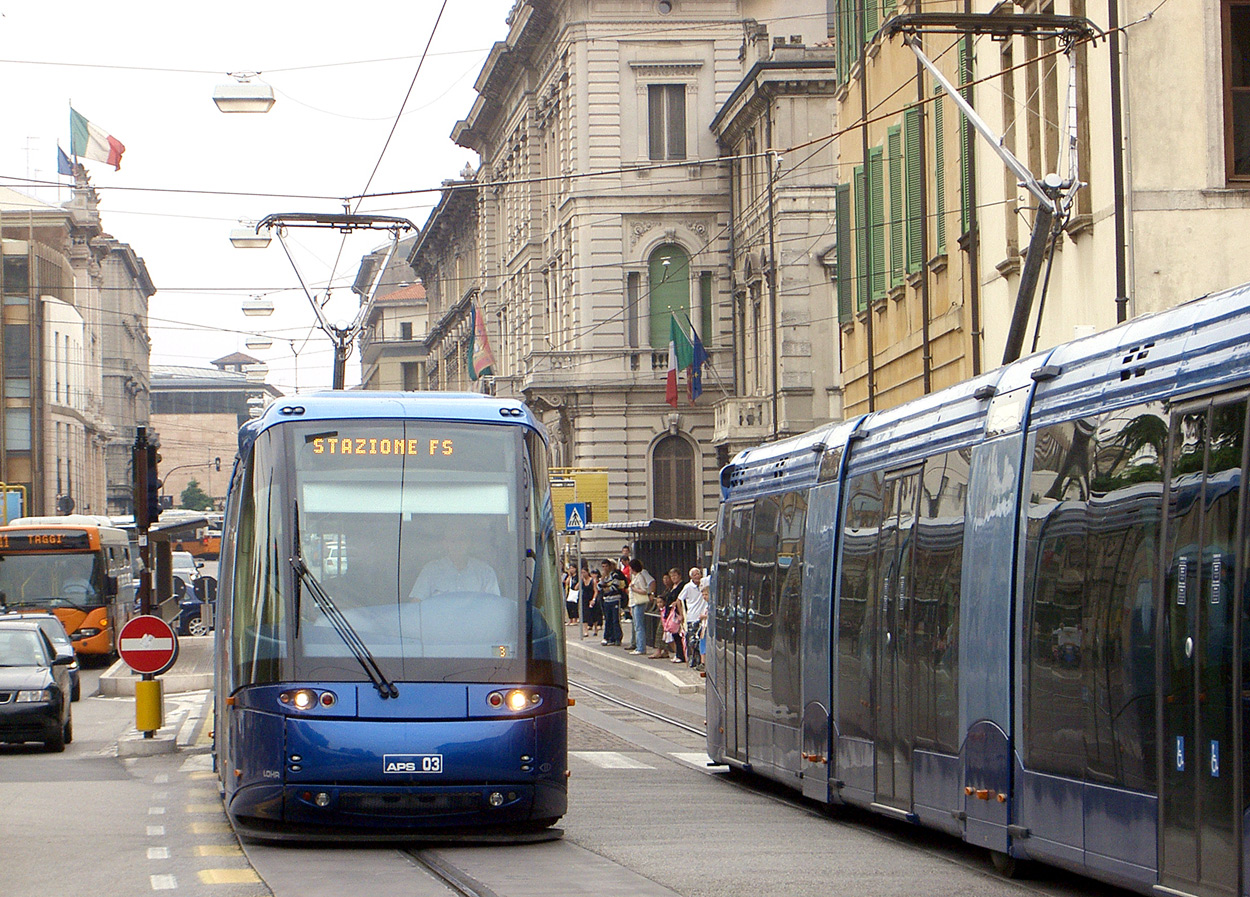
Il tram di Padova: translohr su gomma a guida vincolata.

- ACTV (Venezia e parte della provincia)
- ATV (Verona e provincia)
- ATVO (provincia di Venezia - zona orientale)
- Busitalia-Sita Nord (Padova e provincia, Rovigo e provincia)
- DolomitiBus (Belluno e provincia)
- Mobilità di Marca (Treviso e provincia)
- SE.AM (Cortina d'Ampezzo)
- SVT (Vicenza e provincia)

Oltre alle consuete linee di autotrasporto urbano, due città venete hanno deciso di dotarsi di un nuovo modello di tram, l'NTL Translohr, caratterizzato da una guida vincolata per mezzo di una sola rotaia, mentre il movimento è permesso per mezzo di ruote su gomma. A Padova tale mezzo è in funzione dal 2007, mentre a Mestre dal 2010.

## Istruzione

### Università

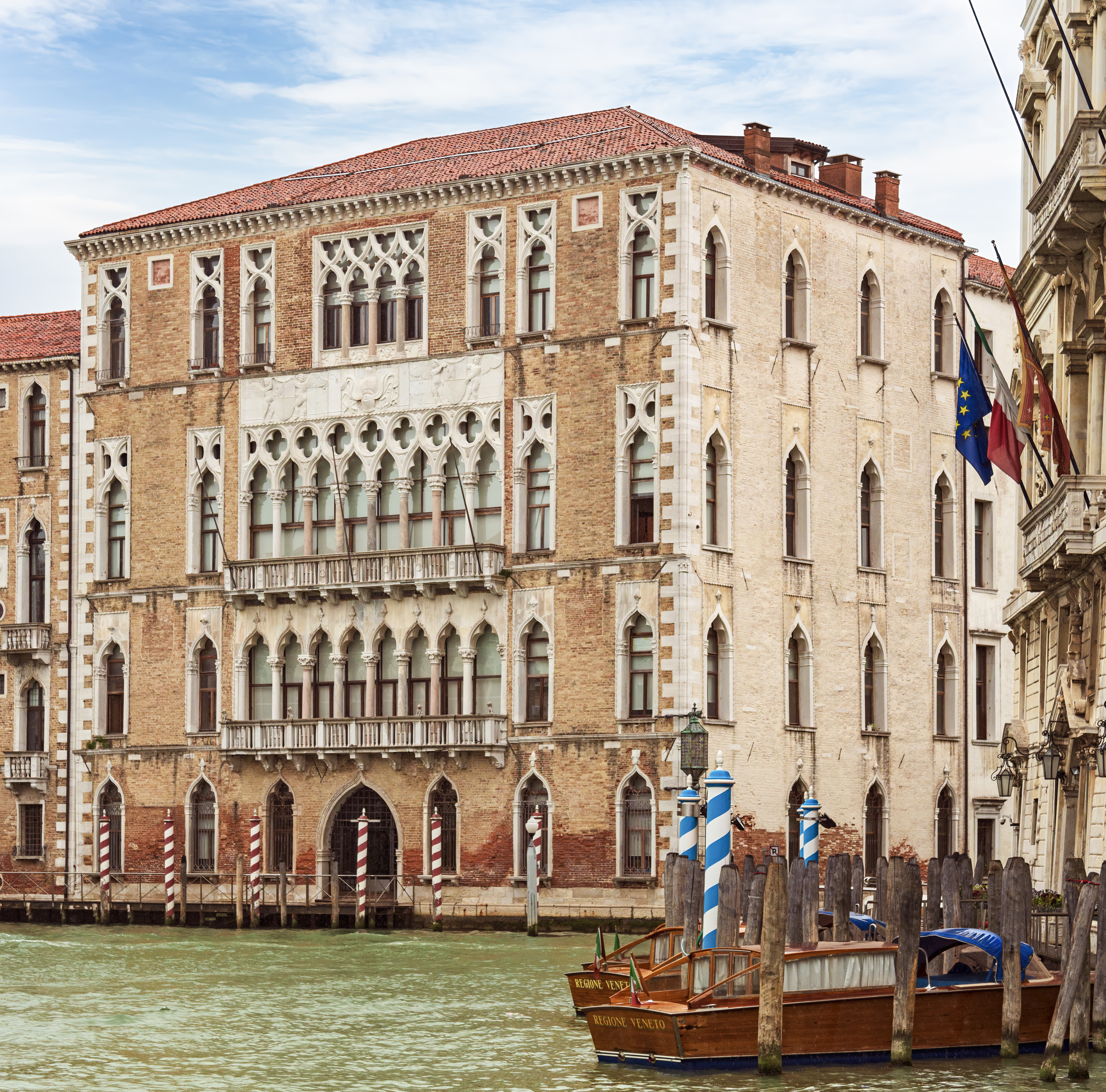
Università Ca' Foscari.

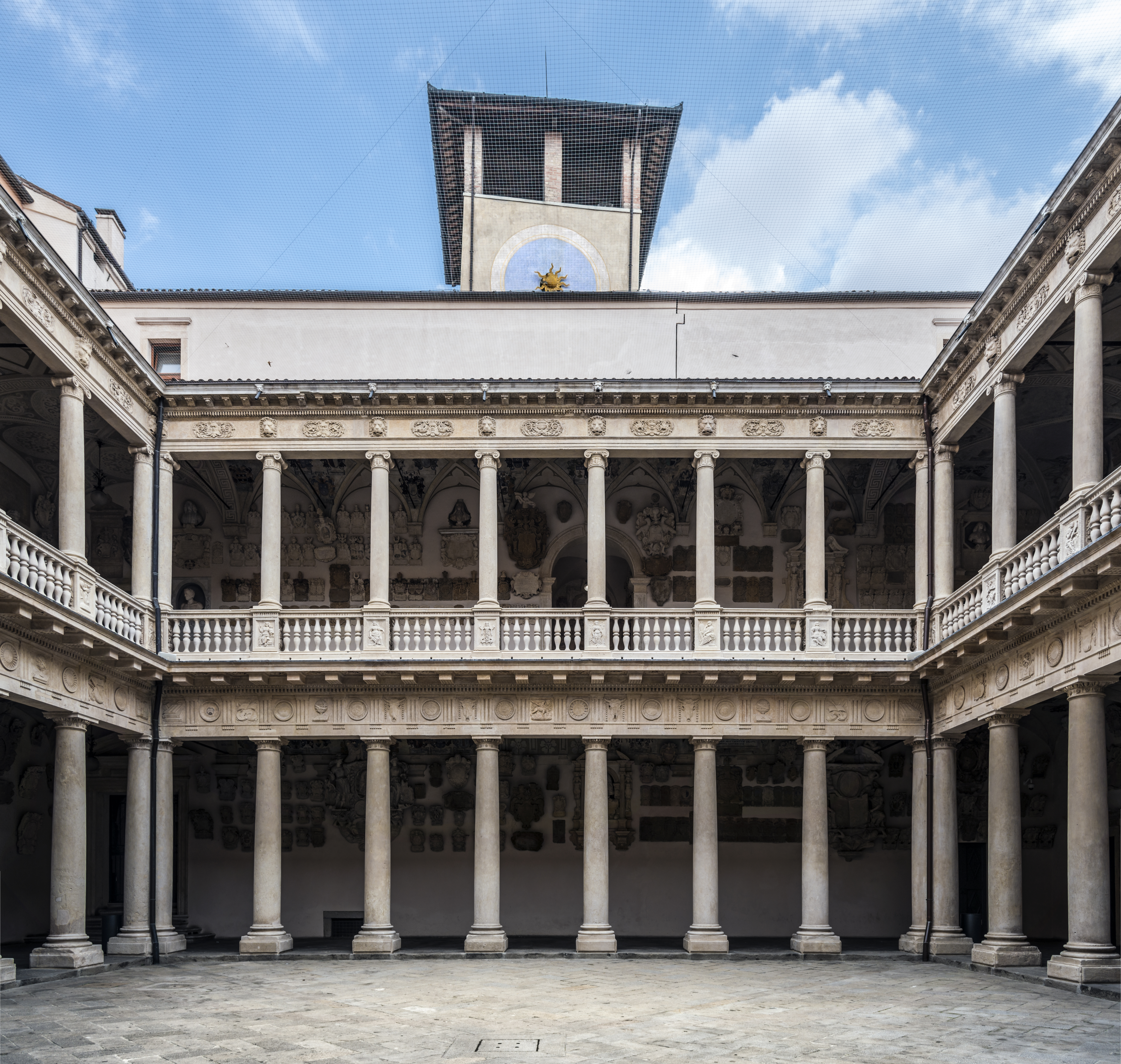
Palazzo del Bo', sede dell'Università di Padova.

- Università Ca' Foscari Venezia
Rinomata come una delle Università più prestigiose d'Italia, prende il nome dalla propria sede principale, il palazzo detto appunto Ca' Foscari, situato nel sestiere di Dorsoduro. L'Università Ca' Foscari di Venezia, nasce il 6 agosto 1868 come Scuola Superiore di Commercio ed è stata la prima istituzione in Italia a occuparsi dell'istruzione superiore nel campo del commercio e dell'economia. Ca' Foscari è oggi una moderna università che presenta un ampio ventaglio di attività formative articolate in quattro grandi aree scientifico-culturali: economica, linguistica, scientifica e umanistica. Per l'anno accademico 2008-2009, offre 23 corsi di laurea triennali (di primo livello) e 30 corsi di laurea specialistica, oltre a master universitari di primo e di secondo livello, 6 scuole di dottorato di ricerca e una scuola di specializzazione per gli insegnanti della scuola secondaria.
- Università degli Studi di Padova
L'Università degli Studi di Padova è fra le più note università in Italia, e fra le più antiche al mondo (la seconda in Italia, la settima al mondo), risalendo al 1222. Nel 2007 contava circa 63 000 studenti e 2 350 docenti. Si trova nella città di Padova.

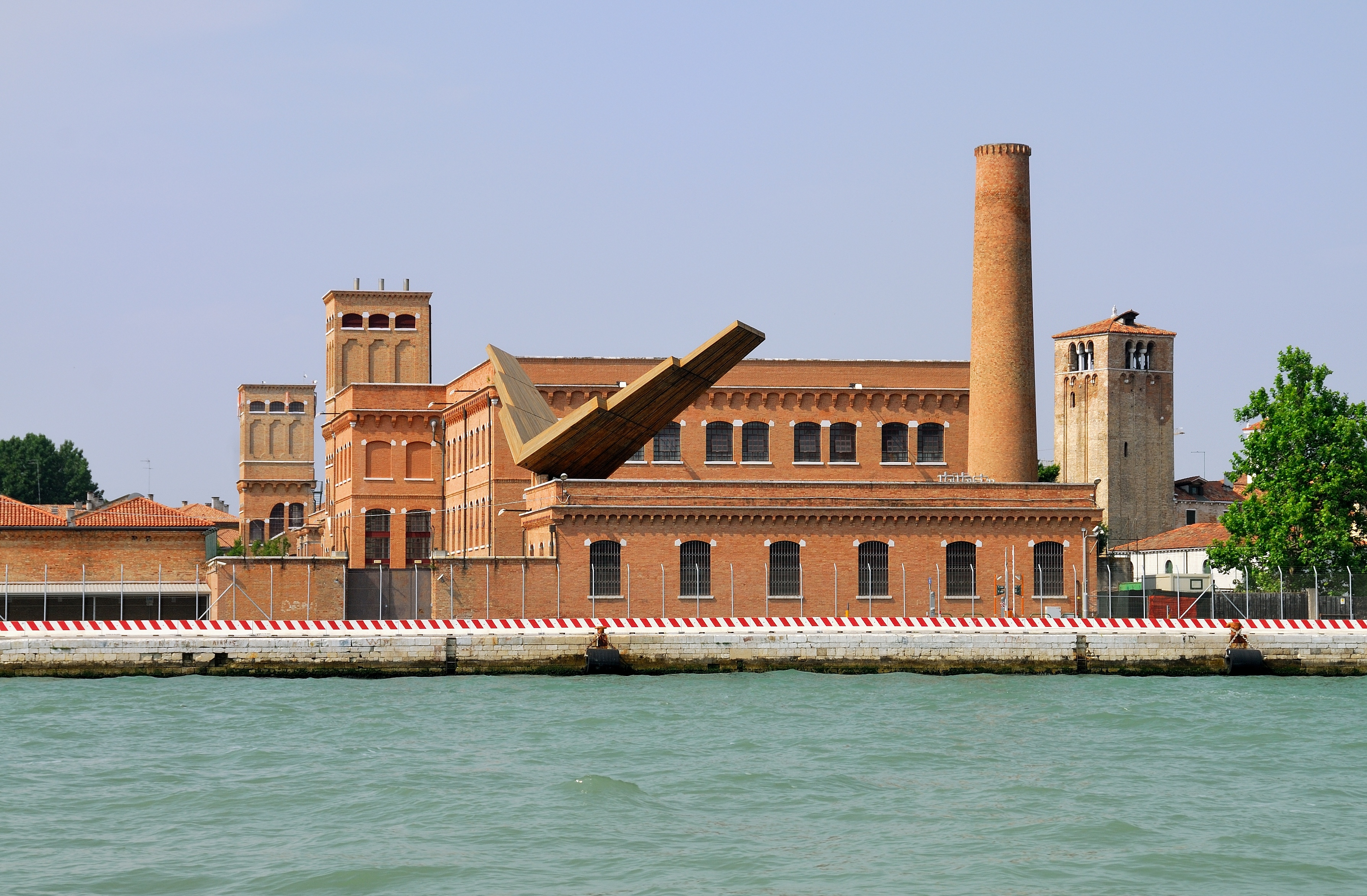
Il Cotonificio Veneziano, polo dell'Università Iuav di Venezia.

- Università Iuav di Venezia
L'Università IUAV di Venezia è stata fondata come Istituto Universitario di Architettura di Venezia nel 1926. La scuola superiore di architettura di Venezia (seconda in Italia, dopo quella di Roma) fu istituita nel dicembre di quell'anno per iniziativa di Giovanni Bordiga, allora presidente dell'Accademia di belle arti di Venezia. Dal 2001 l'ateneo è diventato Università Iuav di Venezia, affiancando alla facoltà di Architettura le altre due (Design e Pianificazione del territorio). Tra i rettori del passato troviamo: Giovanni Bordiga, Guido Cirilli, Giuseppe Samonà, Carlo Minelli, Carlo Scarpa, Carlo Aymonino, Valeriano Pastor, Paolo Ceccarelli e Marino Folin.[70] Dal 2015 il rettore dell'Università è Alberto Ferlenga.[71] Iuav offre lauree triennali in Scienze dell'Architettura, Produzione dell'Edilizia, Arti Visive e dello Spettacolo, Disegno industriale, Pianificazione urbana e territoriale, Servizi informativi territoriali (SIT). Oltre a ciò sono attivi corsi di Laurea Specialistica in Architettura (per la Costruzione, per la Conservazione, per la Sostenibilità, per la Città e per il Paesaggio), in Arti visive, Teatro, Disegno e Comunicazione visiva, Pianificazione.
- Università degli Studi di Verona
L'Università degli Studi di Verona è un'università fondata nel 1982 ed è organizzata in otto facoltà e ventisei dipartimenti. L'Università degli Studi di Verona è organizzata in due poli principali all'interno della città omonima: quello di Veronetta, che ospita le facoltà umanistiche e l'amministrazione centrale con il rettorato, e quello di Borgo Roma, dove si trovano le facoltà di Medicina e di Scienze. Oltre a questi, essa possiede una facoltà di Giurisprudenza in città e varie sedi minori nelle città vicine: è infatti presente con alcuni corsi di studio a Legnago, Vicenza, Bolzano, Trento, Ala e Rovereto.
- Istituto Universitario Salesiano Venezia 
 È un'università privata, aggregata all'Università Pontificia Salesiana di Roma. Attivo dal 1990, ha la sede principale alla Gazzera di Mestre e una sede secondaria a Verona. È attivo nel campo della psicologia, pedagogia e comunicazione.

### Accademie
- Accademia di belle arti di Venezia
L'Accademia di Belle Arti di Venezia nasce il 24 settembre 1750 per volontà del Senato Veneto come "Veneta Academia di Pittura, Scultura e Architettura": il primo Presidente fu Gianbattista Piazzetta, affiancato dai Consiglieri Gianbattista Pittoni e Giovanni Maria Morlaiter; tra gli artisti che insegnarono in Accademia si ricordano Piazzetta, Tiepolo, Francesco Hayez, Luigi Nono, Ettore Tito, Arturo Martini, Alberto Viani, Carlo Scarpa, Afro, Giuseppe Santomaso, Emilio Vedova.
- Istituto veneto di scienze, lettere e arti
L'Istituto veneto di scienze, lettere e arti trova origine nel Reale istituto nazionale voluto da Napoleone Bonaparte per l'Italia all'inizio del XIX secolo. Venne poi rifondato con l'attuale denominazione dall'imperatore Ferdinando I d'Austria nel 1838. Con l'unione del Veneto all'Italia, l'Istituto fu riconosciuto di interesse nazionale, assieme alle principali accademie degli stati preunitari, anche se la maggiore attenzione ha continuato a essere rivolta alla vita culturale e scientifica delle Venezie. Dal 1893 ha sede a Palazzo Loredan Cini e nel 1999 ha acquisito la seconda sede di Palazzo Cavalli-Franchetti, inaugurata nel 2004. L'Istituto veneto di scienze, lettere e arti è un'accademia che "ha per fine l'incremento, la diffusione e la tutela delle scienze, delle lettere e arti"[72].
- Ateneo Veneto di Scienze, Lettere e arti
Organizzazione non profit che promuove la valorizzazione delle scienze e della cultura legate, in qualche modo, al territorio.
- Accademia Filarmonica di Verona
- Accademia di Agricoltura di Verona
- Accademia di belle arti Gian Bettino Cignaroli
- Accademia galileiana di scienze, lettere e arti di Padova, fondata come Accademia dei Ricovrati il 25 novembre 1599, una delle più antiche accademie tuttora operati.

### Conservatori
Il Veneto vanta una tradizione prestigiosa nell'ambito della formazione musicale, è una terra rinomata per la qualità dei suoi cori polifonici e le sue orchestre.
In regione vi sono sette conservatori statali di musica:
- Conservatorio Benedetto Marcello di Venezia
- Conservatorio Agostino Steffani di Castelfranco Veneto
- Conservatorio Evaristo Felice dall'Abaco di Verona
- Conservatorio Arrigo Pedrollo di Vicenza
- Conservatorio Cesare Pollini di Padova
- Conservatorio Antonio Buzzolla di Adria
- Conservatorio Francesco Venezze di Rovigo

### Altri istituti e fondazioni
- Fondazione CUOA di Altavilla Vicentina

## Sanità
A seguito della riforma regionale sanitaria del 2016, nella Regione furono individuate nove aziende sanitarie locali:
- "ULSS 1 Dolomiti" per la provincia di Belluno
- "ULSS 2 Marca Trevigiana" per la provincia di Treviso
- "ULSS 3 Serenissima" per la parte centrale e meridionale della provincia di Venezia, compreso il capoluogo
- "ULSS 4 Veneto Orientale" per la restante parte della provincia di Venezia
- "ULSS 5 Polesana" per la provincia di Rovigo
- "ULSS 6 Euganea" per la provincia di Padova
- "ULSS 7 Pedemontana" per la parte settentrionale della provincia di Vicenza
- "ULSS 8 Berica" per la parte occidentale, centrale e meridionale della provincia di Vicenza, compreso il capoluogo
- "ULSS 9 Scaligera" per la provincia di Verona

Dalla stessa riforma furono inoltre confermate alcune eccellenze della Regione: l'Azienda Ospedaliera di Padova, l'Azienda Ospedaliera Universitaria Integrata di Verona e l'Istituto Oncologico Veneto.

## Cultura

### Patrimoni dell'umanità
In Veneto sono presenti otto beni inseriti nella lista dei siti patrimonio dell'umanità redatta dall'agenzia UNESCO, in quanto rappresentano delle particolarità di eccezionale importanza da un punto di vista culturale o naturale:
Venezia e la sua LagunaVenne iscritta nel 1987 in quanto «Fondata nel V secolo e sviluppatasi su 118 piccole isole, Venezia divenne una grande potenza marittima nel X secolo. L'intera città è uno straordinario capolavoro dell'architettura in cui anche il più piccolo edificio può custodire opere di alcuni dei più grandi artisti del mondo quali Giorgione, Tiziano, Tintoretto, Veronese e altri».
Città di Vicenza e le ville palladiane del VenetoSito iscritto nel 1994 e ampliato nel 1996, in quanto «Fondata nel II secolo a.C. nell'Italia settentrionale, Vicenza prosperò sotto il dominio veneziano dall'inizio del XV secolo fino alla fine del XVIII secolo. L'opera di Andrea Palladio (1508–80), basata su uno studio dettagliato dell'architettura classica, conferisce alla città un aspetto unico. Gli edifici urbani di Palladio, così come le sue ville, sparse in tutto il Veneto, hanno avuto un'influenza decisiva sullo sviluppo dell'architettura. Il suo lavoro ha ispirato uno stile architettonico denominato palladianesimo che si diffuse in Inghilterra, oltre che in altri paesi europei, e nel Nord America».
Orto botanico di PadovaBene iscritto nel 1997 in quanto «Il primo giardino botanico del mondo è stato creato a Padova nel 1545. Conserva ancora la sua disposizione originale: un elemento centrale circolare che simboleggia il mondo, circondato da un anello d'acqua. Altri elementi furono aggiunti in seguito, alcuni architettonici (ingressi ornamentali e balaustre) e alcuni pratici (impianti di pompaggio e serre). Continua ad essere utilizzato per il suo scopo originale ovvero centro di ricerca scientifica».
Città di VeronaIscritta nel 2000 in quanto «La storica città di Verona fu fondata nel I secolo a.C. Fiorì in particolare sotto il governo della famiglia Scaligera nel XIII e XIV secolo e come parte della Repubblica di Venezia tra il XV e il XVIII secolo. Verona ha conservato un considerevole numero di monumenti dall'antichità, dai periodi medievale e rinascimentale, e rappresenta un esempio eccezionale di fortezza militare.»
Le DolomitiEnorme area iscritta nel 2009 in quanto «Il sito delle Dolomiti comprende una catena montuosa delle Alpi settentrionali italiane, si estende su ben 141 903 ettari e conta 18 cime che superano i 3 000 metri di altitudine. Presenta alcuni dei più bei paesaggi montani, con pareti verticali, strapiombi e un'alta densità di strette, profonde e lunghe valli. Un sito seriale composto da nove aree che presentano una varietà di paesaggi spettacolari di rilievo internazionale per la geomorfologia segnata da guglie, pinnacoli e pareti rocciose, inoltre il sito presenta anche formazioni glaciali e sistemi carsici. È caratterizzato da processi dinamici come frequenti frane, alluvioni e valanghe. Il sito presenta anche uno dei migliori esempi di conservazione di rocce carbonatiche di età mesozoica, con resti fossili».
Siti palafitticoli preistorici attorno alle AlpiUn sito seriale iscritto nel 2011 che in Veneto comprende il sito palafitticolo Belvedere, del Frassino, della Tombola e il laghetto della Costa. Si tratta quindi di «Un sito seriale composto da 111 piccoli siti che comprendono i resti di insediamenti preistorici su palafitte situati dentro e attorno alle Alpi, costruiti tra il 5000 a.C. e il 500 a.C. lungo i bordi dei laghi, dei fiumi o in zone umide. Gli scavi archeologici, condotti solo in alcuni di questi siti, hanno rinvenuto testimonianze che forniscono informazioni sulla vita in età preistorica durante il Neolitico e l'età del bronzo nell'area alpina dell'Europa e sui modi in cui le comunità interagivano con il loro ambiente».
Opere di difesa veneziane tra XVI e XVII secolo: Stato da Terra-Stato da Mar occidentaleUn sito seriale iscritto nel 2017 che in Veneto comprende la fortezza di Peschiera, lungo le sponde del lago di Garda. Si tratta di «Un sito composto da sei opere di difesa situate in Italia, Croazia e Montenegro, che si estendono per oltre 1 000 km tra la Lombardia e la costa adriatica orientale. Le fortificazioni dello Stato da Terra proteggevano la Repubblica di Venezia dalle altre potenze europee da nord-ovest mentre quelle dello Stato da Mar proteggevano le rotte marittime e i porti nel mare Adriatico verso il Levante. Furono necessari per sostenere l'espansione e il governo della Serenissima. L'introduzione della polvere da sparo portò a significativi cambiamenti nelle tecniche e nell'architettura militare che si riflettono nella progettazione delle cosiddette fortificazioni alla moderna, o fortificazioni bastionate, che si diffusero poi in tutta Europa».
Le Colline del Prosecco di Conegliano e ValdobbiadeneIscritto nel 2019 in quanto, «Situato nell'Italia nord-orientale, comprende parte del paesaggio vitivinicolo dell'area di produzione del Prosecco. Il paesaggio è caratterizzato da una conformazione geologica peculiare, dai cosiddetti "ciglioni" (stretti terrazzamenti erbosi su cui si coltivano le viti), boschi, piccoli centri abitati e da terreni agricoli. Per secoli questi terreni accidentati sono stati modellati e resi adatti alla coltura dall'uomo. Dal XVII secolo, l'uso dei ciglioni ha creato un particolare paesaggio costituito da filari di viti parallele e ortogonali ai declivi delle colline. Nel XIX secolo, la tecnica di coltivazione della "bellussera" ha contribuito alle caratteristiche estetiche del territorio».

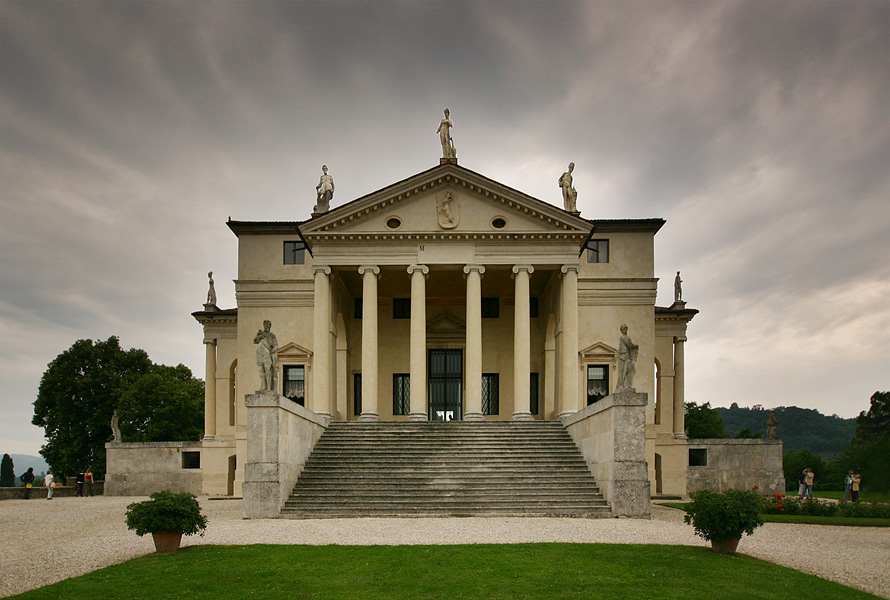
Villa "la Rotonda" di Andrea Palladio a Vicenza
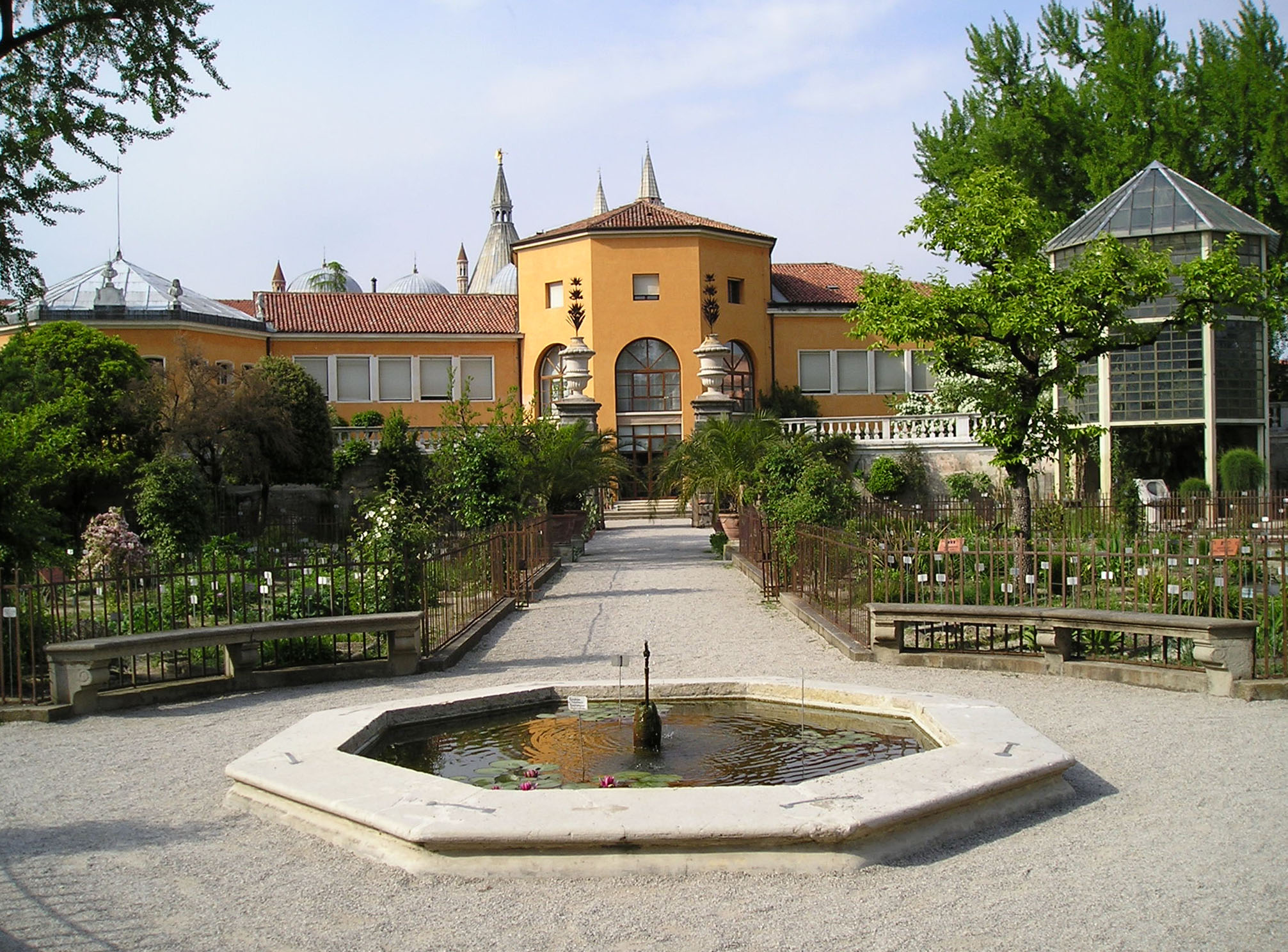
L'orto botanico di Padova
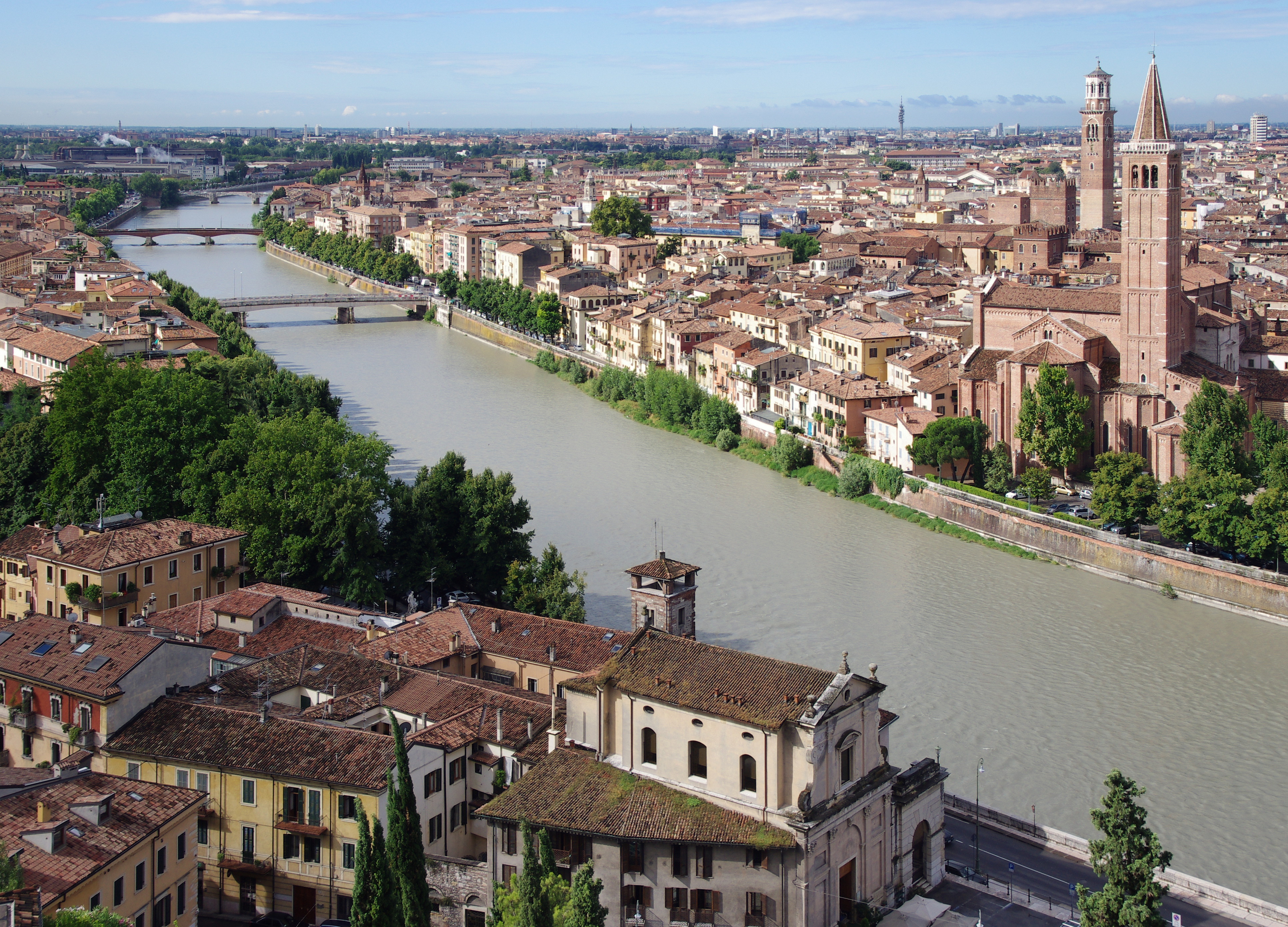
Vista da colle San Pietro di Verona
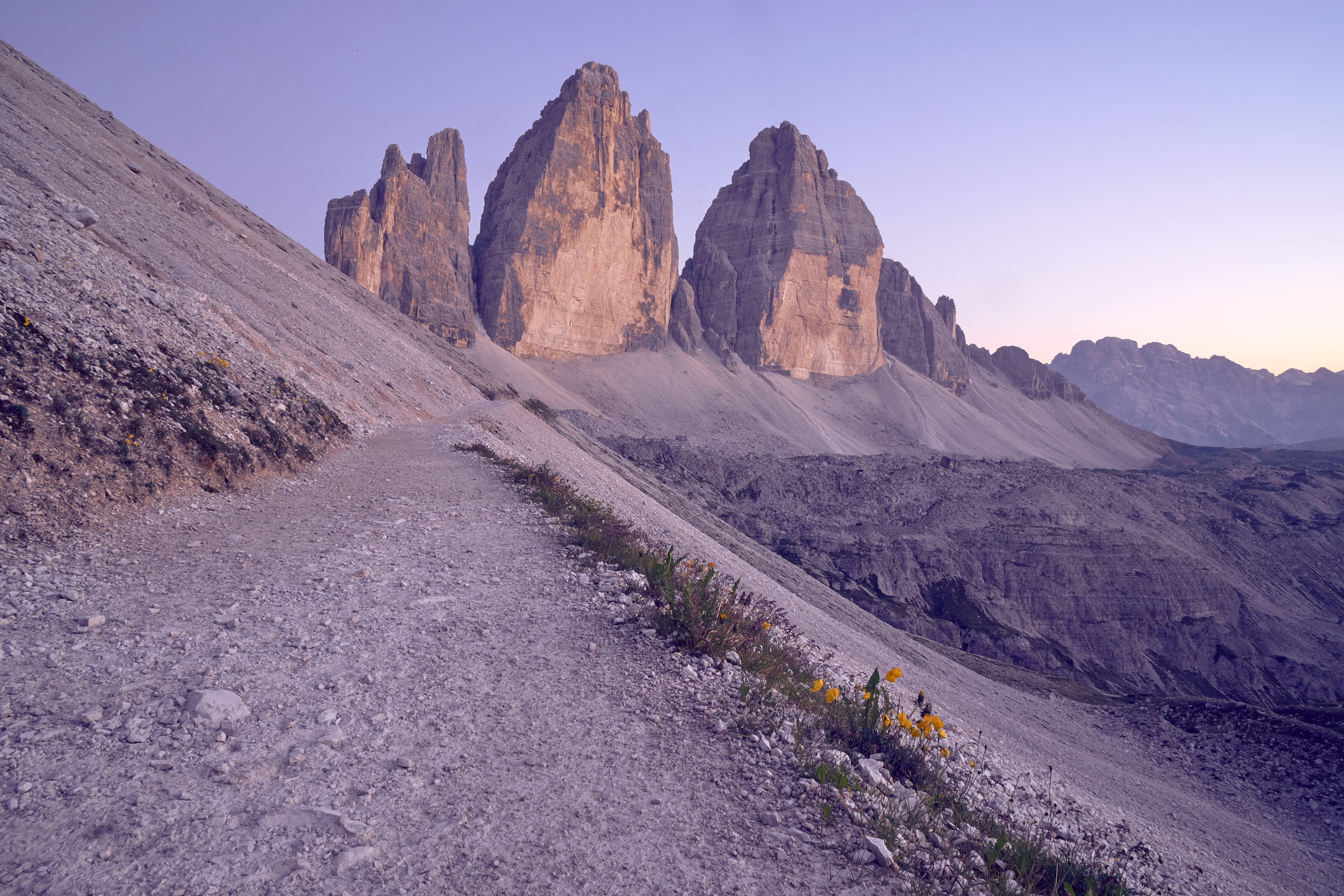
Le Tre Cime di Lavaredo nel cuore delle Dolomiti bellunesi
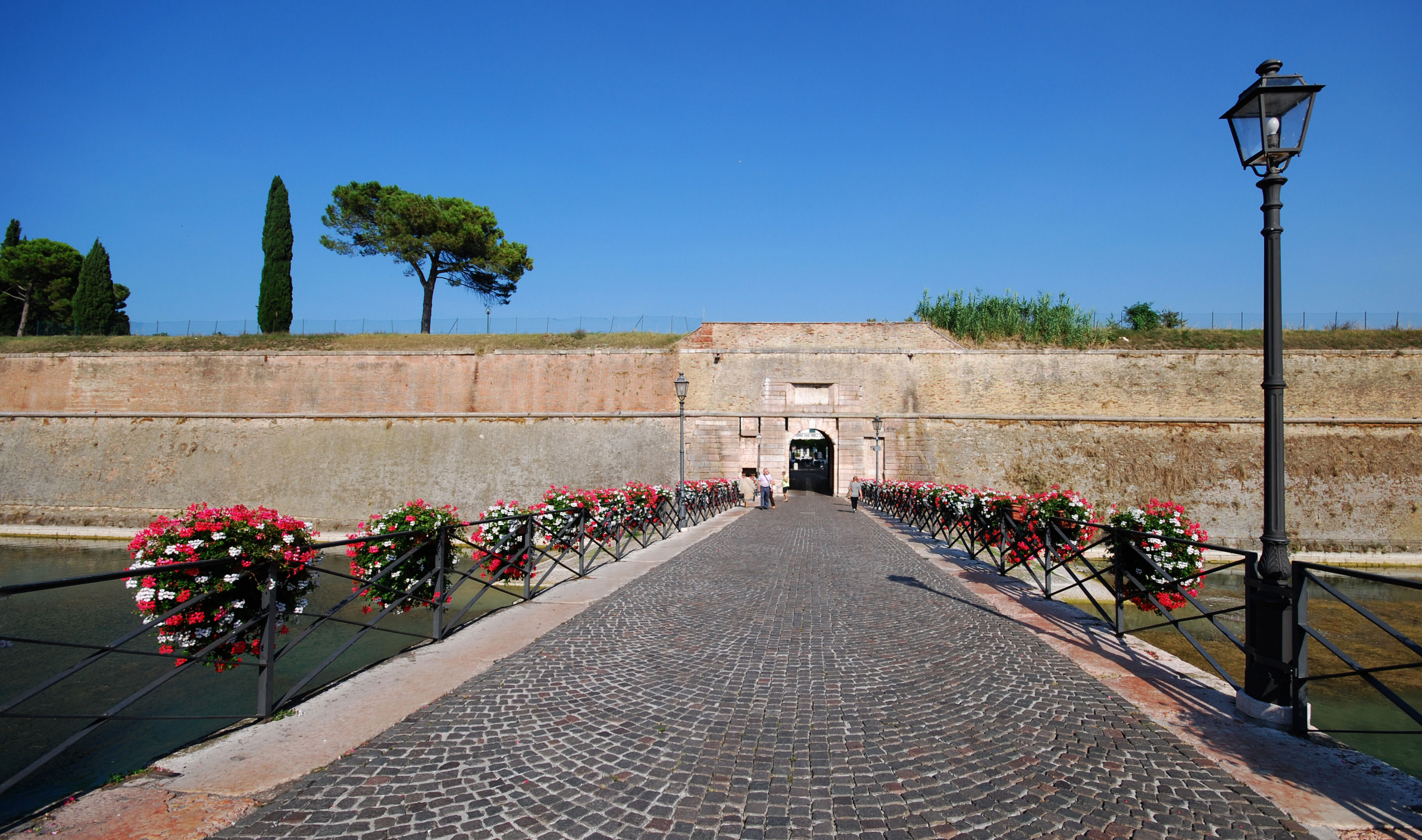
L'ingresso alla fortezza di Peschiera
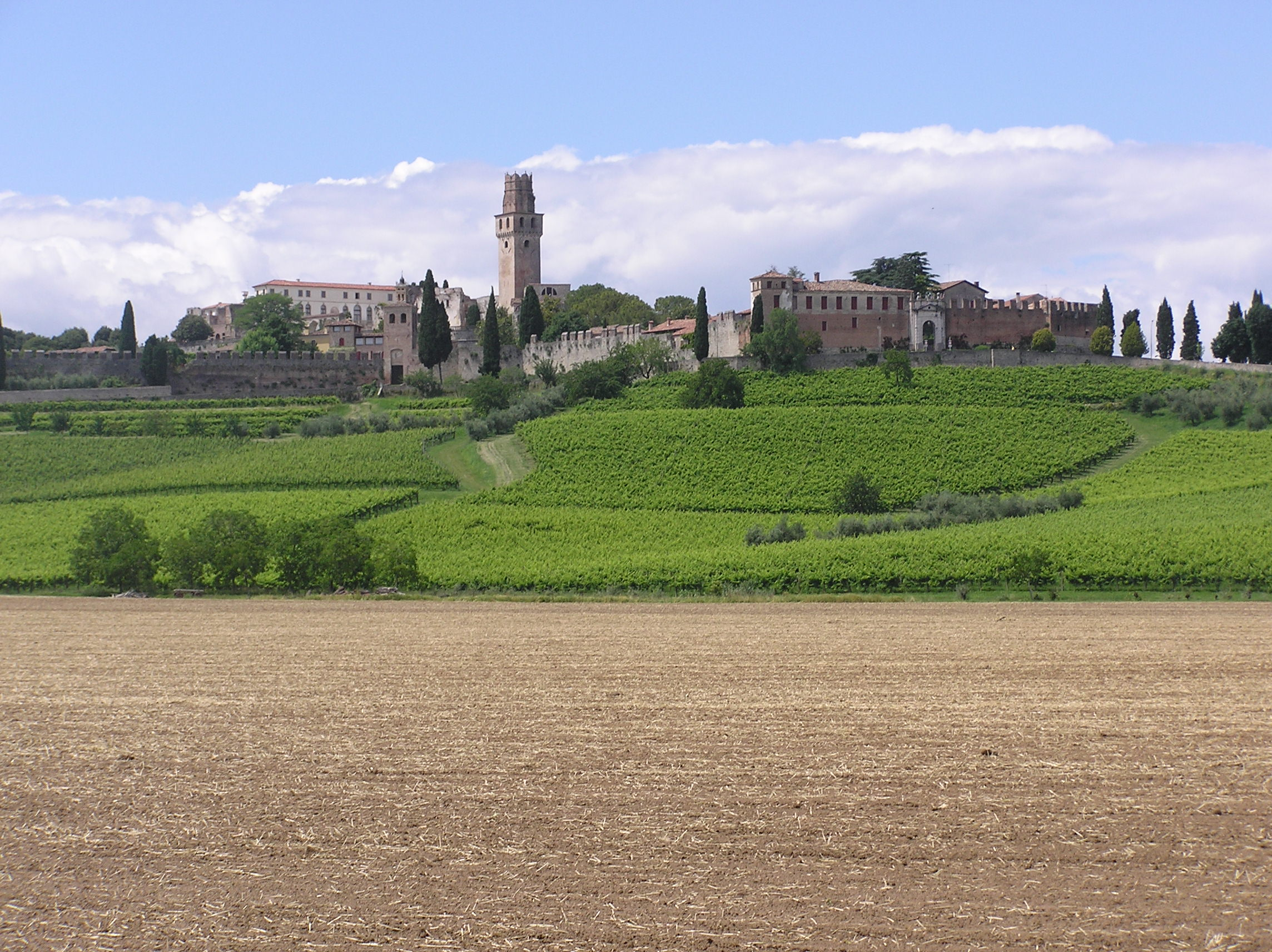
Le colline del Prosecco di Conegliano e Valdobbiadene

### Letteratura e teatro in lingua veneta
La letteratura in lingua veneta affonda le sue radici nella produzione di testi poetici e in prosa in lingua volgare, che si sviluppa nell'area corrispondente all'incirca all'odierna Regione Veneto a partire dal XII secolo. La letteratura veneta, dopo un primo periodo di splendore nel Cinquecento con il successo di artisti come il Ruzante, giunge al suo massimo apogeo nel Settecento, grazie all'opera del suo massimo esponente, il drammaturgo Carlo Goldoni. Successivamente la produzione letteraria in lingua veneta subisce un periodo di declino a seguito della caduta della repubblica di Venezia, riuscendo comunque nel corso del Novecento a raggiungere vette liriche mirabili con poeti come Giacomo Noventa, Biagio Marin di Grado, Virgilio Giotti di Trieste, Andrea Zanzotto, fino ad arrivare, nei tempi più recenti, ad autori come Ernesto Calzavara, Eugenio Tomiolo, Claudio Grisancich, Luciano Cecchinel, Gianmario Villalta e Ivan Crico.

### Letteratura e teatro in lingua italiana

#### Il Novecento
Tra gli scrittori del Novecento che hanno lasciato un'importante traccia nel panorama culturale italiano, vanno sicuramente citati alcuni importanti scrittori veneti. Tra questi occorre citare sicuramente il moglianese Giuseppe Berto (1914-1978), autore di Anonimo Veneziano, Il Male oscuro e Il cielo è rosso.
Inoltre, va ricordato Mario Rigoni Stern (1921-2008), il quale, nato, cresciuto e morto ad Asiago, ha saputo raccontare i personaggi, i colori, i suoni e i silenzi dell'Altopiano dei Sette Comuni, autentico appartenente alla cultura dei Cimbri a cui si è sempre sentito legato. In tal senso, una delle opere più rappresentative è il Bosco degli urogalli, o Uomini, boschi, api. Ma l'esperienza della campagna di Russia ha segnato la sua vita e ha ispirato dei veri e propri capolavori come Il sergente nella neve.
Il trevigiano Giovanni Comisso (1895-1969) è stato senza dubbio uno dei più estrosi e dei più attivi giornalisti e scrittori. Tra le sue opere meritano di essere ricordate La mia casa di campagna e Un gatto attraversa a strada.
Luigi Meneghello (1922-2007), vicentino di Malo, è l'autore di numerosi romanzi tra cui Libera nos a Malo e Pomo Pero, libri nei quali l'elemento ispiratore è l'ambiente paesano di Malo. Meneghello utilizza uno stile originale, basato su un registro colto e raffinato, nel quale inserisce neologismi o espressioni venete italianizzate.
Tra gli altri scrittori vanno segnalati:
- Paolo Barbaro
- Dino Buzzati
- Ferdinando Camon
- Antonio Fogazzaro
- Cesare Marchi
- Goffredo Parise
- Guido Piovene
- Giorgio Saviane
- Sergio Saviane
- Renato Olivieri

#### I nostri giorni
Per quanto concerne la letteratura contemporanea, Giuliano Scabia ha saputo conquistare un posto nell'ambito del panorama veneto e nazionale, grazie soprattutto al romanzo "Nane Oca", nei quali l'atmosfera delle storie popolari si mescola alla creatività linguistica e narrativa creando una storia raffinata, fatta di vicende che si rimandano, di personaggi che si moltiplicano, per creare quell'atmosfera tipica del racconto orale veneto.
Alberto Ongaro è autore di numerosi romanzi, quali "La partita", "La taverna del doge Loredan", e "L'ombra abitata", che, insieme con l'amico veneziano Hugo Pratt, tradurrà in fumetti.
Romolo Bugaro, padovano di nascita, nel romanzo "La buona e brava gente della nazione" (premio Campiello nel 1998) scrive e racconta della vita di trentenni di provincia che scoprono la disillusione di tutto ciò che la giovinezza aveva portato a sognare. Lo stile denso, che prende forma in una scrittura barocca che, però, accompagna dialoghi serrati ma linguisticamente poveri, accentua questo conflitto tra un atteggiamento pomposo e una dissoluzione linguistica e sociale.
Tiziano Scarpa, autore di numerosissimi romanzi, è anche molto attivo sul piano teatrale, con attività pubbliche di letture in piazze e teatri; importanti sono anche le sue collaborazioni con musicisti e scrittori. Ha scritto i romanzi Occhi sulla graticola (Einaudi, 1996), Kamikaze d'occidente (Rizzoli, 2003) e Stabat Mater (Einaudi, 2008); le raccolte di racconti Amore® (Einaudi, 1998), Cosa voglio da te (Einaudi, 2003) e Amami, in cui accompagna con sessanta microstorie altrettante immagini di Massimo Giacon (Mondadori, 2007); la raccolta di aforismi Corpo (Einaudi, 2004); il libro di interventi critici Cos'è questo fracasso? (Einaudi, 2000), il poema Groppi d'amore nella scuraglia (Einaudi, 2005). Nel 2006 esce per Fanucci il libro Batticuore fuorilegge, raccolta di interventi, saggi, racconti e poesie uscite su giornali e siti web. Comuni mortali, contiene tre testi teatrali: Comuni mortali, Gli straccioni e Il professor Manganelli e l'ingegner Gadda (Effigie, 2007). Nel 2008, oltre a Stabat Mater, sono usciti la raccolta di poesie Discorso di una guida turistica di fronte al tramonto (Amos edizioni, 2008) e il testo teatrale L'inseguitore (Feltrinelli, 2008). Nel 2000 ha pubblicato per Feltrinelli la guida Venezia è un pesce, opera che nel 2002 ha letto ad alta voce e pubblicato per il Narratore audiolibri editrice.
Marco Paolini è autore teatrale e interprete di un repertorio che appartiene al cosiddetto teatro civile. La sua attività si distingue per il gusto dello studio dei testi e della ricerca delle fonti e per l'accostamento continuo dei fatti a trovate teatrali spesso dissacranti e ironiche. I suoi spettacoli sono per la gran parte sviluppati in monologhi spesso recitati in lingua veneta. Fino al 1994 Paolini ha lavorato in vari gruppi teatrali: Teatro degli Stracci, Studio 900 di Treviso, Tag Teatro di Mestre e Laboratorio Teatro Settimo. Con quest'ultimo ha realizzato Adriatico (1987), il primo della serie degli Album, e ha partecipato all'allestimento di diversi spettacoli teatrali, rivedendo fra gli altri Shakespeare e Goldoni.
Negli anni novanta incomincia a collaborare con la Cooperativa Moby Dick - Teatri della Riviera con cui ha realizzato spettacoli come Il racconto del Vajont, Appunti foresti, Il milione - Quaderno veneziano di Marco Paolini e i Bestiari (raccolta di spettacoli dedicati al recupero della cultura locale, in particolare veneta).
Proprio grazie a Il racconto del Vajont Paolini arriva al grande pubblico; lo spettacolo vince nel 1995 il Premio Speciale Ubu per il Teatro Politico, nel 1996 il Premio Idi per la migliore novità italiana e nel 1997 l'Oscar della televisione come miglior programma dell'anno, per la trasmissione televisiva su Rai 2 dello spettacolo (in diretta dalla diga del Vajont il 9 ottobre 1997, anniversario del disastro del Vajont).
Ivan Crico, poeta, si esprime in lingua e impiegando il dialetto bisiacco un'antica varietà della lingua veneta. Discende, per via paterna, da una nobile famiglia veneta di Feltre. Nel 1999 ha ideato e fondato, assieme al poeta Pierluigi Cappello, La barca di Babele, una collana di poesia, che accoglie autori noti dell'area veneta, friulana e triestina. È impegnato in un'intensa attività artistica e di diffusione della cultura veneta anche nelle scuole e in campo istituzionale all'interno di un progetto legislativo di valorizzazione delle varietà venete del Friuli-Venezia Giulia. Varie e significative sono le iniziative culturali sviluppate nel Veneto, Friuli-Venezia Giulia, Austria, Slovenia e Croazia che fanno capo a questo poeta, legate alla poesia, alla saggistica, a convegni per la valorizzazione dei dialetti e delle lingue minoritarie europee, alla reciproca conoscenza fra i vari popoli, anche in collaborazione con studiosi e poeti veneti, sloveni, austriaci, sardi, siciliani, francesi e catalani. Con recensioni e interviste a noti esponenti del mondo artistico nazionale (da Marco Paolini a Toti Scialoja fino alla cantante Elisa) collabora da una ventina d'anni con diverse riviste nazionali. Nel 2009 ha ricevuto il premio nazionale di poesia Biagio Marin, il massimo riconoscimento in Italia per la poesia in dialetto e nelle lingue delle minoranze linguistiche storiche.

#### Poeti
Fra i più importanti poeti veneti o di lingua veneta si ricordano (in ordine alfabetico):
- Giorgio Baffo
- Berto Barbarani
- Vittorio Betteloni
- Ferruccio Brugnaro
- Pietro Buratti
- Ernesto Calzavara
- Luciano Cecchinel
- Ivan Crico
- Ugo Foscolo
- Giacomino da Verona
- Anton Maria Lamberti
- Biagio Marin
- Camillo Nalin
- Giacomo Noventa
- Diego Valeri
- Niccolò da Verona
- Bino Rebellato
- Riccardo Selvatico
- Domenico Varagnolo
- Aldo Vianello
- Andrea Zanzotto

#### Teatri

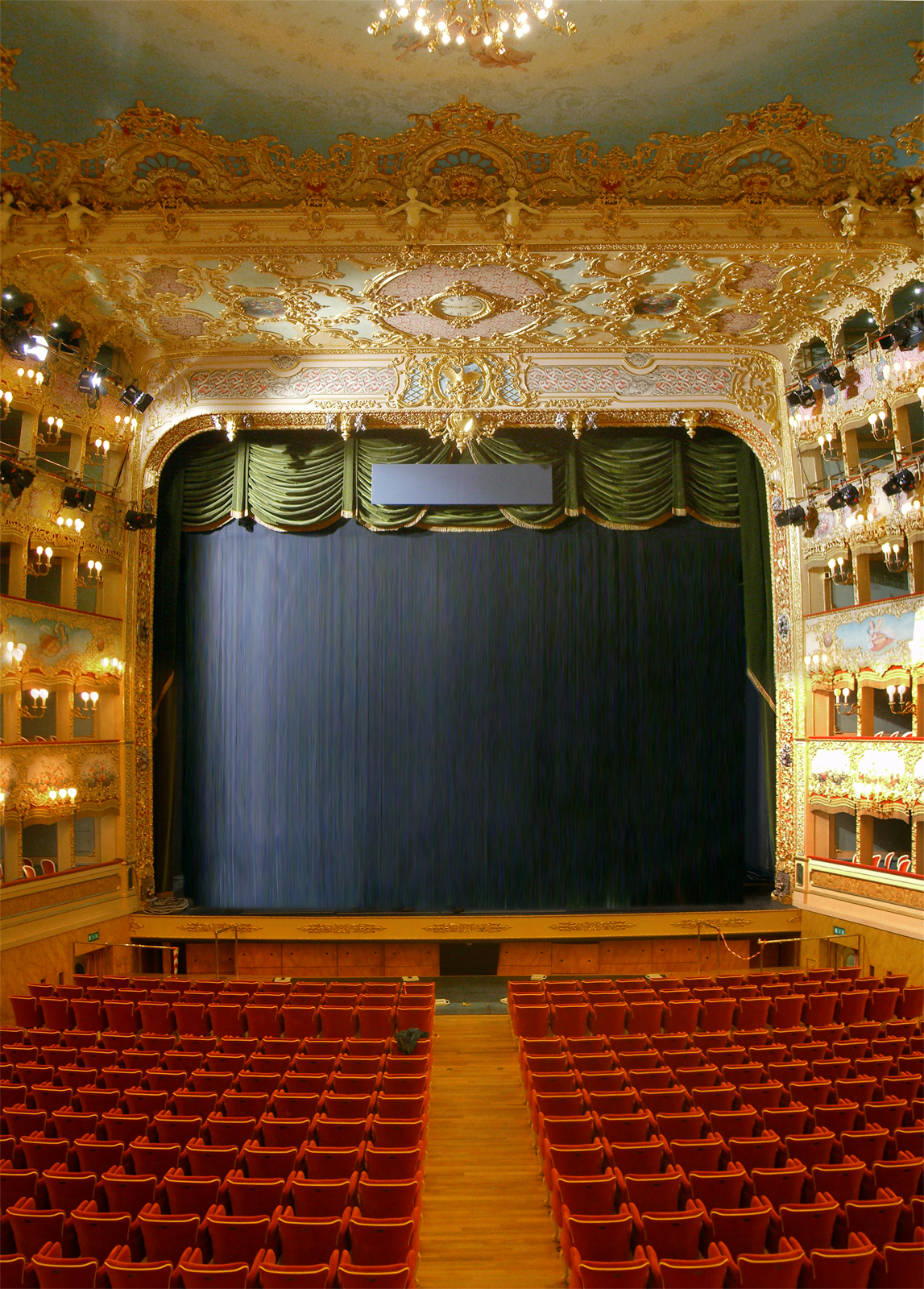
Teatro la Fenice.

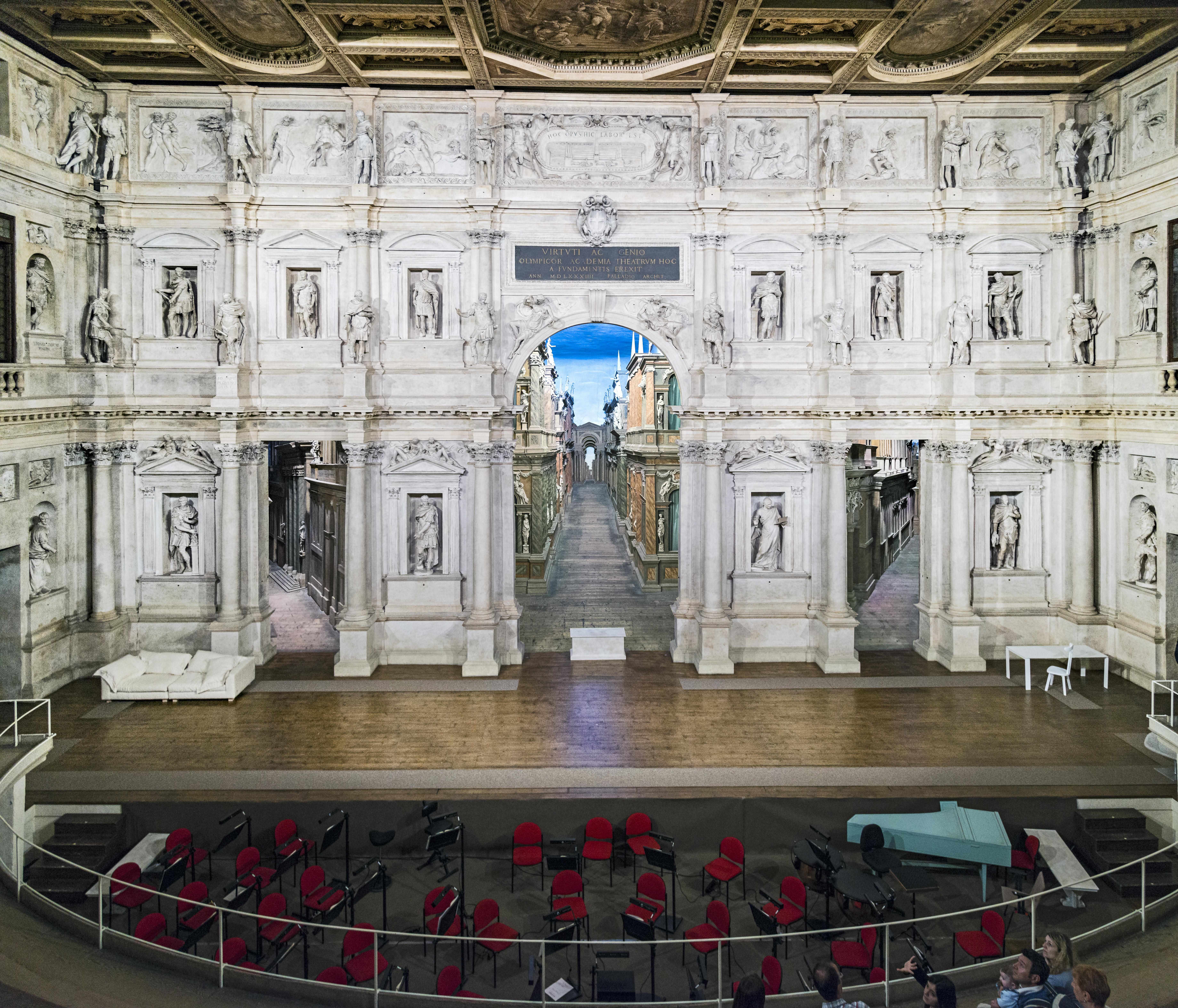
Teatro Olimpico.

- Teatro La Fenice
Il Teatro La Fenice è il principale teatro lirico di Venezia. Più volte distrutto dal fuoco e riedificato, è sede di un'importante stagione operistica e del Festival internazionale di musica contemporanea. Il Teatro la Fenice di Venezia venne progettato nel 1790 da Giannantonio Selva per una società di palchettisti dell'aristocrazia di Venezia; il teatro veneziano fu costruito celermente nonostante le numerose polemiche sulla sua collocazione e sulla sua struttura razionalista e neoclassica.
- Teatro Malibran
Il Teatro Malibran è un teatro veneziano. È noto soprattutto per la sua importanza in ambito operistico che ebbe tra il XVII e il XVIII secolo, quando portava il nome di Teatro San Giovanni Grisostomo.
- Teatro stabile del Veneto Carlo Goldoni
Il Teatro "Carlo Goldoni" di Venezia corrisponde all'antico Teatro Vendramin, detto anche di San Salvador o di San Luca, e fu inaugurato nel 1622. Il Teatro Goldoni è ubicato in prossimità del Ponte di Rialto, nel centro storico di Venezia. È un teatro all'italiana, con la sala strutturata in platea e quattro ordini di palchi-galleria, per una capienza totale di 800 posti; il palcoscenico è largo 12 metri e profondo 11,20 ed è dotato di graticcio in ferro. Il Teatro Goldoni ospita la Stagione di Prosa organizzata dal Teatro Stabile del Veneto "Carlo Goldoni", la rassegna di Teatro Ragazzi e altre manifestazioni in concessione (balletti, operette, concerti e convegni).
- Teatro Verdi (Padova)
Il Teatro Verdi è il principale teatro padovano. L'edificio, commissionato da una società di nobili padovani, venne realizzato dall'architetto padovano Giovanni Gloria su progetto dell'architetto Antonio Cugini di Reggio Emilia. Attualmente il Verdi è la sede operativa del Teatro Stabile del Veneto "Carlo Goldoni".
- Teatro Olimpico
Il Teatro Olimpico è un teatro progettato dall'architetto rinascimentale Andrea Palladio nel 1580 e sito in Vicenza. È generalmente ritenuto il primo esempio di teatro stabile coperto dell'epoca moderna. La realizzazione del teatro, all'interno di un preesistente complesso medievale, venne commissionata a Palladio dall'Accademia Olimpica per la messa in scena di commedie classiche. La sua costruzione ebbe inizio nel 1580 e venne inaugurato il 3 marzo 1585, dopo la realizzazione delle celebri scene fisse di Vincenzo Scamozzi. Tali strutture lignee sono le uniche d'epoca rinascimentale a essere giunte fino a noi, peraltro in ottimo stato di conservazione. Il teatro è tuttora sede di rappresentazioni e concerti ed è stato incluso nel 1994 nella lista dei Patrimoni dell'umanità dell'UNESCO, come le altre opere palladiane a Vicenza.
- Teatro Filarmonico (Verona)
Il Teatro Filarmonico è il principale teatro d'opera di Verona. È di proprietà dell'Accademia Filarmonica di Verona, fin dalla sua fondazione, ma viene utilizzato dalla fondazione dell'Arena come sede della stagione lirica invernale.
- Teatro romano di Verona
Il teatro romano di Verona sorge nella parte settentrionale della città, ai piedi di colle San Pietro. Questo teatro è stato costruito alla fine del I secolo a.C., periodo che a Verona ha visto la monumentalizzazione del colle San Pietro. Prima della sua costruzione tra il ponte Pietra e il ponte Postumio vennero costruiti dei muraglioni sull'Adige, paralleli al teatro stesso, per difenderlo da eventuali piene del fiume. È ritenuto il più importante teatro romano del nord Italia. Attualmente viene utilizzato per rassegne di prosa durante la stagione estiva.
- Teatro comunale Mario Del Monaco di Treviso
- Teatro Accademia di ConeglianoIl Teatro Accademia di Conegliano.

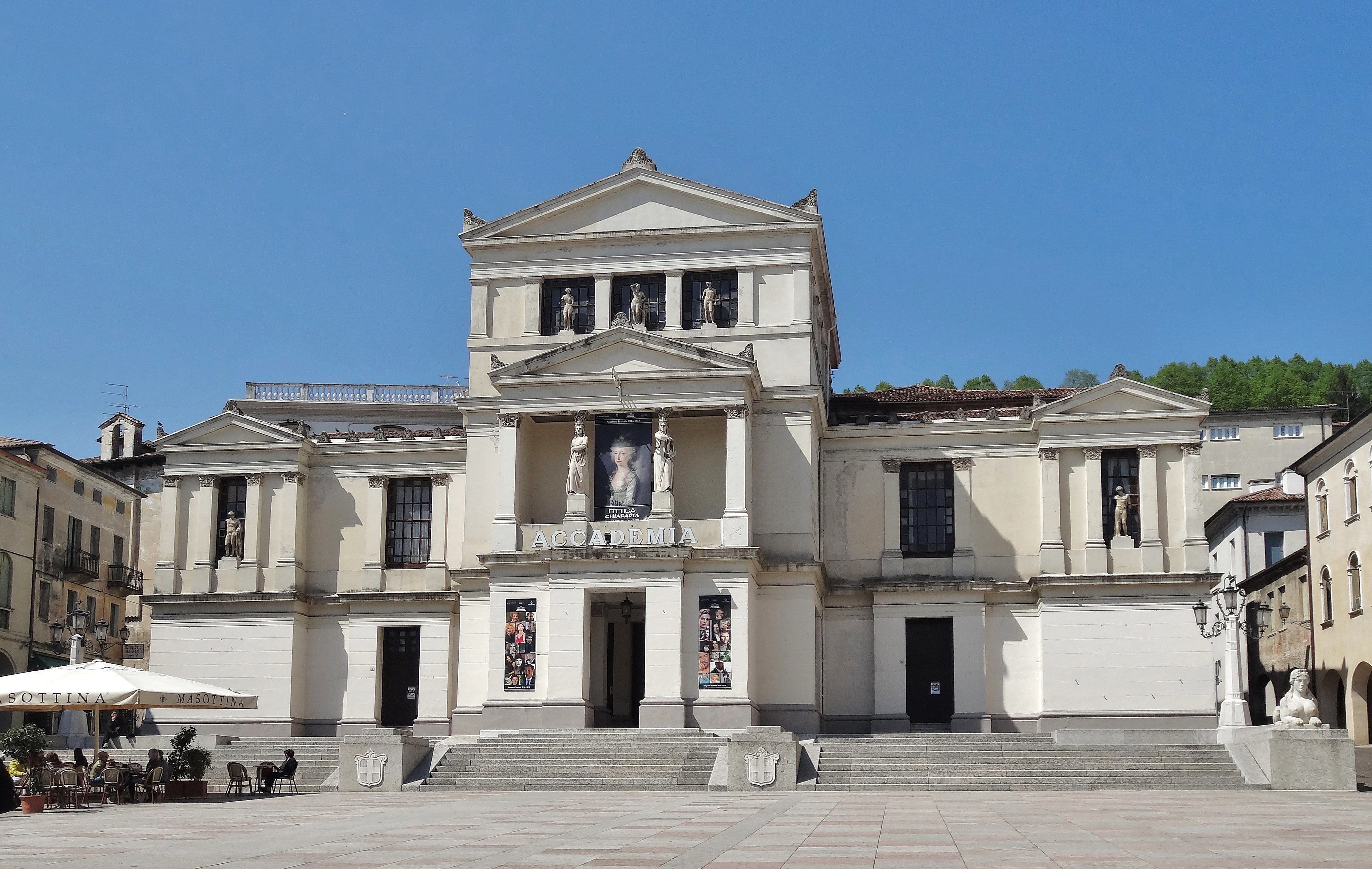
Il Teatro Accademia di Conegliano.

- Teatro Rivoli di Valdagno
È il teatro più grande del Veneto e uno dei più grandi del nord est. È chiuso dal 30 giugno 1981.
- Teatro Sociale di Rovigo
- Teatro Salieri di LegnagoTeatro "Mario Del Monaco" di Treviso.
- Teatro de la Sena di Feltre

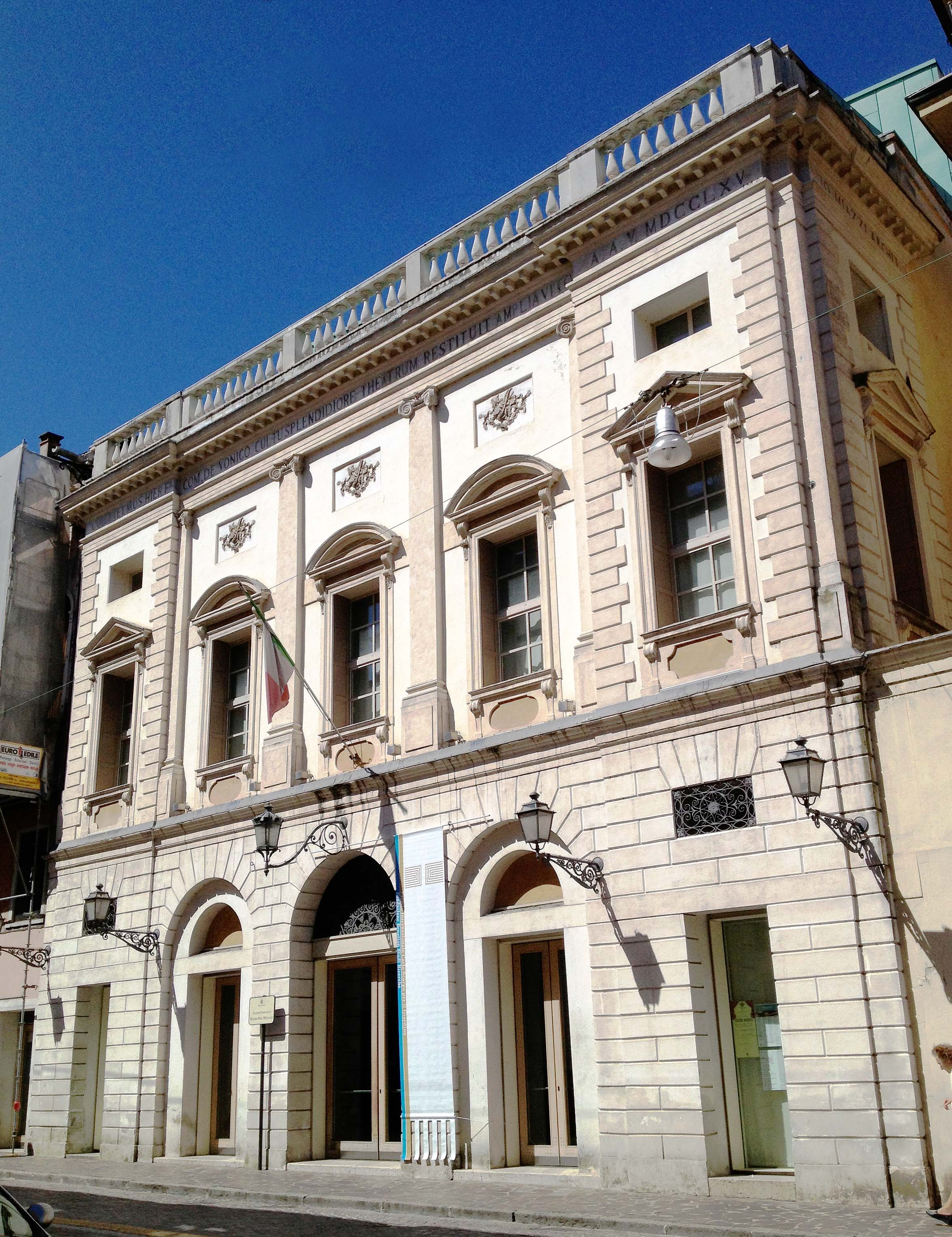
Teatro "Mario Del Monaco" di Treviso.

- Teatro Sociale di Villa Bartolomea

### Pittura, architettura e scultura

#### Medioevo e gotico
Il Medioevo ha permesso la creazione di opere monumentali quali il complesso di chiese dell'isola di Torcello, nella laguna veneziana, con la cattedrale di Santa Maria Assunta fondata nel 639, il campanile eretto nell'XI secolo e la chiesa di Santa Fosca realizzata intorno al 1100, edifici importanti per la presenza di mosaici.
A Verona il Medioevo ha visto la costruzione della basilica di San Zeno Maggiore, opera nella quale più che altrove si scorge la mescolanza di stili che in quel periodo fecero di Verona un importante crocevia per il Nord Europa.
Tra gli esempi di arte gotica, oltre alle chiese veneziane di Santa Maria Gloriosa dei Frari e a quella di Santi Giovanni e Paolo, troviamo le Arche scaligere nel centro storico di Verona.

#### Giotto e Padova

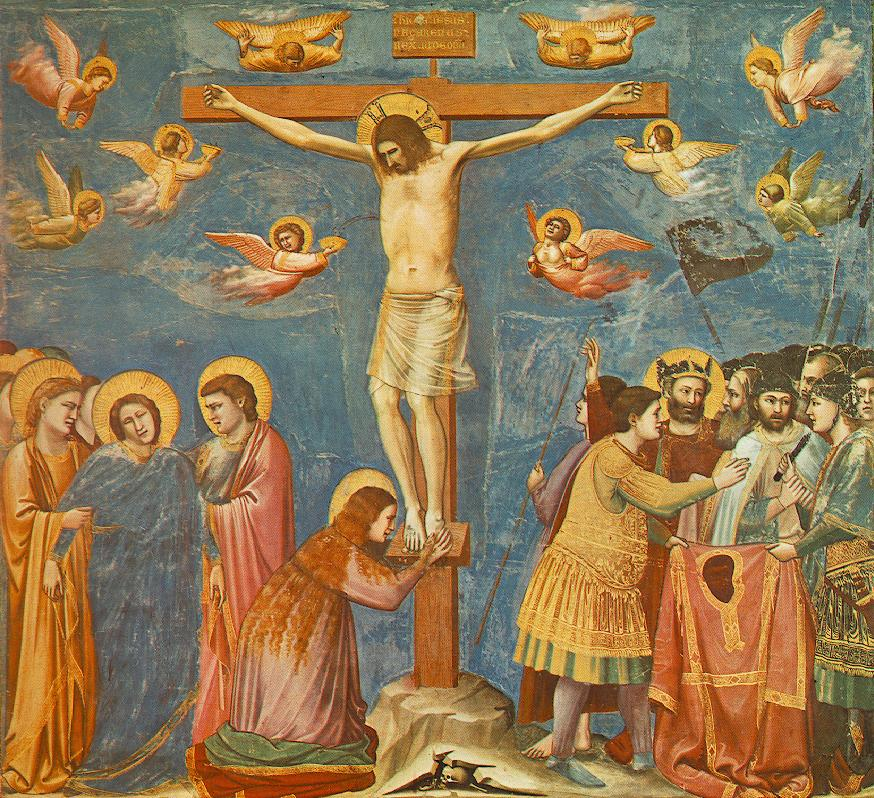
Giotto, Crocifissione.

Mentre nelle città venete l'impostazione rimaneva quella bizantina, un elemento di innovazione viene portato a Padova da Giotto, portatore di una nuova tradizione pittorica: quella toscana. Verso il 1302 riceve l'incarico dal banchiere Enrico Scrovegni di affrescare la cappella di famiglia, oggi nota appunto con il nome di Cappella degli Scrovegni, uno dei monumenti artistici più importanti di Padova e del Veneto. Le influenze del contributo di Giotto si sono fatte sentire subito, e si ritrovano negli affreschi di Giusto de' Menabuoi nel battistero del Duomo di Padova e in quelli di Altichiero nella Basilica di Sant'Antonio.

#### Il Rinascimento

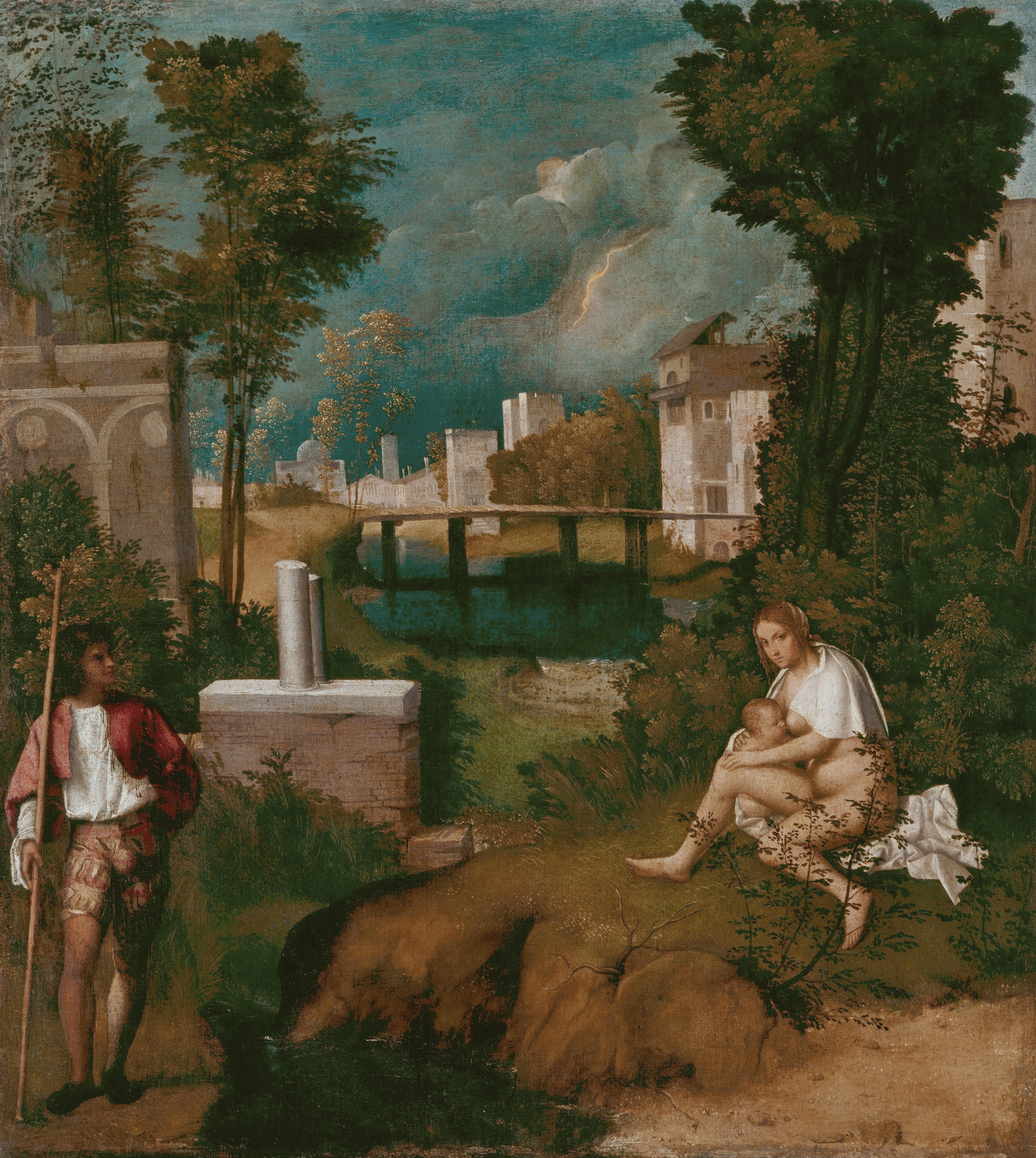
La tempesta.

Dopo una fase di sviluppo dell'arte gotica, con la creazione di opere importanti tra cui il palazzo della Ca' d'Oro, il Palazzo Ducale e le basiliche di Santa Maria Gloriosa dei Frari e dei Santi Giovanni e Paolo a Venezia, l'influsso rinascimentale inaugurò una nuova stagione. Oltre a Donatello, un importante artista rinascimentale fu il veneto Andrea Mantegna (1431-1506), la cui opera più importante presente in Veneto è forse la Pala di San Zeno a Verona. Con l'espandersi in terraferma della Serenissima e il consolidarsi delle sue istituzioni si ebbe anche uno sviluppo artistico di eccezionale levatura: Mantegna, Vittore Carpaccio, Giovanni Bellini, Cima da Conegliano, il Pordenone gettarono le basi di quella che sarebbe stata la stagione della pittura veneta.
Il Rinascimento troverà in Padova la sua culla veneta dove crescere e svilupparsi. Tra gli artisti rinascimentali che operarono troviamo Donatello, il quale lavorò soprattutto a Padova e in particolare nell'altare della basilica di Sant'Antonio, il Pisanello, le cui opere sono presenti soprattutto a Verona e in particolare nella chiesa di Sant'Anastasia (suo è l'affresco di San Giorgio).

##### Giorgione e Tiziano
La fase successiva vide come protagonisti Giorgione, Tiziano, Sebastiano del Piombo e Lorenzo Lotto. Se nella prima fase, con Carpaccio e Bellini, le influenze della pittura internazionale furono ancora evidenti e i riferimenti all'arte fiamminga numerosi, con Giorgione e Tiziano incominciò un nuovo modo di fare pittura, originale e innovativo, che caratterizzò i pittori della scuola veneta rispetto ad altre tradizioni. Giorgione, artista enigmatico per le sue opere piene di allegorie, creò le sue opere senza partire da un disegno preparatorio ma utilizzando il colore a macchie per trasmettere la sensazione dell'immagine. Questa innovazione cercava l'imitazione dei fenomeni naturali creando delle atmosfere con i colori e mettendo in secondo piano la ricerca della perfezione figurativa. Una delle sue opere più celebri, la Tempesta (1506-1508), oggi nelle Gallerie dell'Accademia a Venezia, è un esempio di questo uso del colore, in cui l'impasto cromatico indefinito e la trama continua della pittura priva di disegno preparatorio conferiscono all'opera un'atmosfera particolare. Tiziano, bellunese nato a Pieve di Cadore, portò avanti l'uso di questa tecnica pittorica senza disegno, creando capolavori come l'Assunta (1516-1518), pala d'altare dalle dimensioni imponenti visibile sull'altare principale della basilica di Santa Maria Gloriosa dei Frari a Venezia; un'opera la cui suggestione è dovuta all'uso del colore in cui predominano toni accesi.

##### Tintoretto, Veronese e Bassano
Jacopo Robusti detto il Tintoretto (1518-1594) riprende il manierismo romano ma lo rielabora in uso tipicamente veneto del colore, accentuando il luminismo e dando alle proprie opere delle prospettive insolite, a volte vere e proprie deformazioni prospettiche, con lo scopo di accrescere il senso di tensione che permea l'opera. Palazzi e chiese di Venezia sono pieni di capolavori firmati da Tintoretto, ma vanno citati senza dubbio i 66 dipinti presenti nella Scuola Grande di San Rocco e l'Ultima Cena nella chiesa di San Giorgio.
Paolo Caliari detto il Veronese (1528-1588), con opere che celebravano la vita di Venezia, si dedica a opere civili come palazzi e case di nobili veneziani. Sue furono parte della decorazione di Palazzo Ducale e la decorazione di numerose ville palladiane, tra cui Villa Barbaro.
Jacopo da Ponte detto Bassano (1517-1592) rinnovò l'arte figurativa lagunare pur essendo un artista dell'entroterra, grazie all'introduzione di immagini prese dalla vita reale, arricchiti da un tocco drammatico e intenso.

##### Palladio

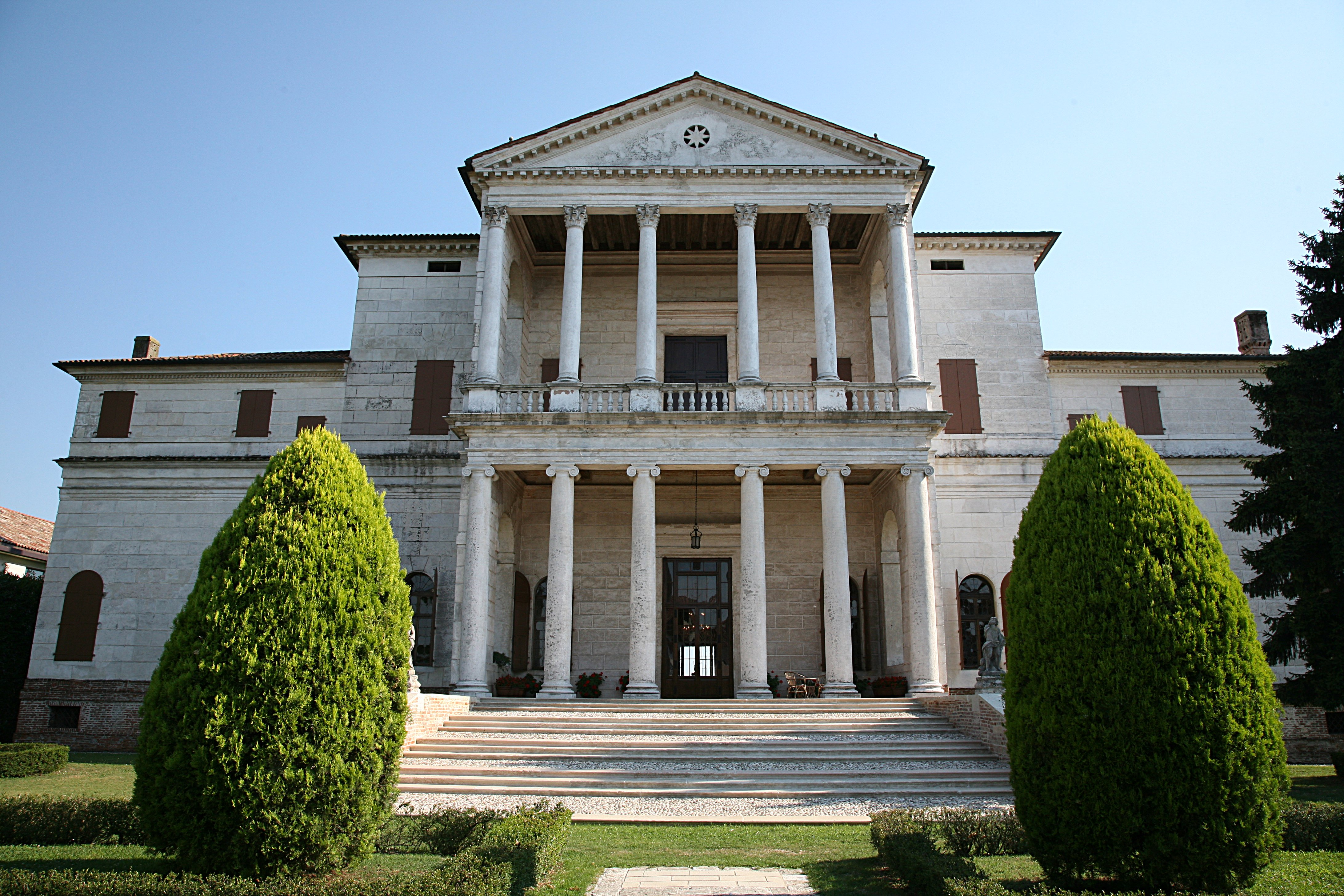
Villa Cornaro.

Andrea Palladio, divenuto il proto (architetto capo) della Repubblica di Venezia, è l'architetto più famoso nel mondo e una delle figure più influenti nella storia dell'architettura. Nato nel 1508 a Padova e morto nel 1580, si trasferì in gioventù a Vicenza, dove visse e operò. Tra le sue architetture si ricordano anzitutto le numerose ville, dislocate nella campagna tra le province di Vicenza, Padova e Treviso e le chiese veneziane di San Giorgio, quella del Redentore, e delle Zitelle, nell'isola della Giudecca. I suoi palazzi sono situati quasi esclusivamente a Vicenza, dove ha lasciato i suoi capolavori assoluti.
L'architettura palladiana riprende i motivi dell'architettura classica romana, nelle ville che richiamano le forme del tempio, creando capolavori quali Villa Emo, Villa Barbaro, Villa Almerico Capra, Villa Foscari detta la Malcontenta. A questa estetica, anticipatrice del neoclassico, corrisponde una rigorosa ricerca della funzionalità che doveva avere una villa di campagna, nella quale il corpo centrale, abitazione del proprietario, deve consentire il controllo sulle attività produttive della campagna circostante, strutturando le parti funzionali, come le barchesse, a ridosso del corpo centrale. Nel caso di villa Badoer, la barchessa, formata da un ampio colonnato circolare, racchiude l'aia antistante la facciata della villa, permettendo così di creare uno spazio che richiama l'idea antica del foro romano, e portando tutte le attività della campagna a gravitare davanti alla villa stessa.
La ricerca stilistica di Palladio ha dato vita a un movimento architettonico, il palladianesimo, che ha avuto grande seguito nei tre secoli successivi, ispirando altri architetti, alcuni dei quali suoi allievi diretti, tra cui Vincenzo Scamozzi, che dopo la morte del maestro ne completò alcune opere, tra cui anzitutto il Teatro Olimpico a Vicenza.

#### Il Settecento
Nel Settecento la scuola veneziana può contare su numerosissimi artisti: i pittori Giambattista Tiepolo, suo figlio Giandomenico, Giovanni Battista Piazzetta, Pietro Longhi, Marco e Sebastiano Ricci, Nicolò Bambini, Sebastiano Bombelli, Giovanni Antonio Fumiani, Gaspare Diziani, il pittore d'architetture Girolamo Mengozzi Colonna, la pittrice Rosalba Carriera; gli scultori Morlaiter, Filippo Parodi, Bernardi Torretti e suo nipote Giuseppe Torretto; gli architetti Gerolamo Frigimelica, Giorgio Massari, Giovanni Scalfarotto, Tommaso Temanza; il vedutista Gianantonio Canal più noto come Canaletto, l'intagliatore Andrea Brustolon, i commediografi Carlo Goldoni e Gasparo Gozzi, i poeti Alessandro Labia e Giorgio Baffo, i compositori Benedetto Marcello e Antonio Vivaldi.
In seguito, sul finire della repubblica, emerge Antonio Canova.
Con Giambattista Tiepolo (1696-1770) la prospettiva assume un ruolo centrale nella rappresentazione, non per dare enfasi alla tensione dell'immagine, ma solo per dare un impatto teatrale alle figure. Con Tiepolo, infatti, la prospettiva viene forzata fin oltre i limiti usuali, dipingendo sui soffitti figure riprese dal basso in un movimento che le rende spettacolari.
Altro elemento caratteristico dell'arte veneta è il vedutismo, che vede in Canaletto (1697-1768) e in Francesco Guardi (1712-1793) le due figure di spicco. Il Canaletto ricorre a studi prospettici rigorosi cercando di rendere quasi “fotograficamente” la realtà, modellando i colori per accentuare la vitalità dell'immagine. Francesco Guardi cerca invece un taglio più soggettivo e meno preciso, cercando di comunicare un'emozione.
Antonio Canova è il maggiore scultore del suo tempo in Europa. Nato a Possagno, elabora l'arte classica diventando il riferimento del neoclassicismo. Il tempio di Possagno, da lui stesso progettato, è l'emblema dell'architettura neoclassica, mentre nella gipsoteca, un tempo casa del Canova, si conservano i calchi delle opere più famose che si trovano nei vari musei del mondo, data la sua fama che si impose a livello internazionale. Tra le opere più importanti Amore e Psiche giacenti e il Monumento funerario per Maria Cristina d'Austria.

#### Tra Ottocento e Novecento
Venendo a mancare un centro principale dopo la caduta della Serenissima, ogni città ha declinato l'arte secondo varianti proprie e modelli specifici. Importante fu, tuttavia, il ruolo dell'Accademia di belle arti di Venezia, che seppe attrarre numerosi artisti giovani dal territorio circostante.
Tra i numerosi artisti Guglielmo Ciardi, che riprende l'esperienza dei macchiaioli unendola al colorismo tipico della scuola classica veneta, facendo emergere dai suoi quadri una essenzialità cromatica; Giacomo Favretto: anch'egli, come Ciardi, valorizza il colorismo, talvolta in modo molto accentuato; Federico Zandomeneghi, pittore che si discosta dalla tradizione del colorismo veneto, per avventurarsi in uno stile di stampo impressionista tipicamente francese; Luigi Nono, che nelle sue opere giunge a esiti veristi, anche se, oltre alla pittura di scene di genere, si impone per ritratti di raffinata descrizione psicologica.

### Musica

#### Musicisti

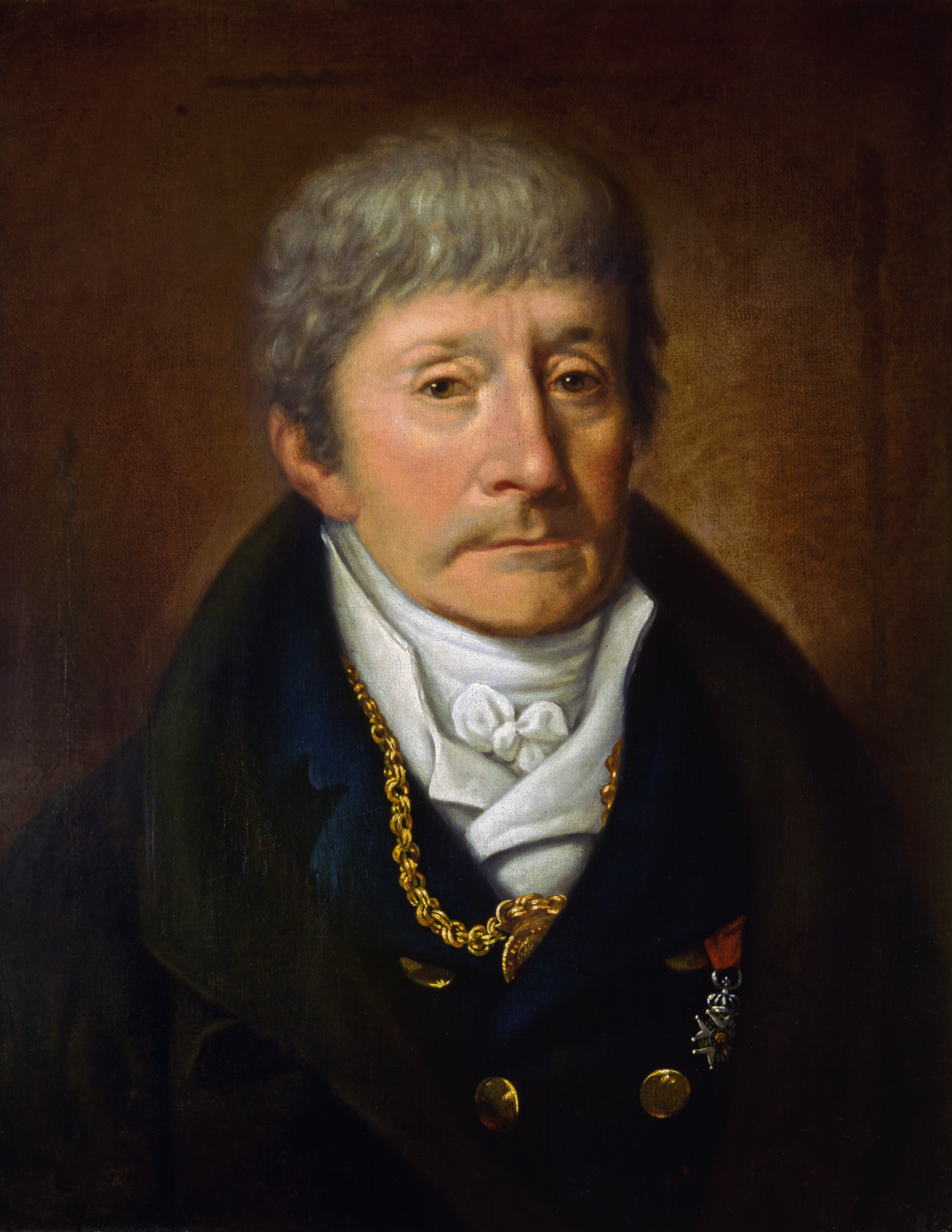
Antonio Salieri.

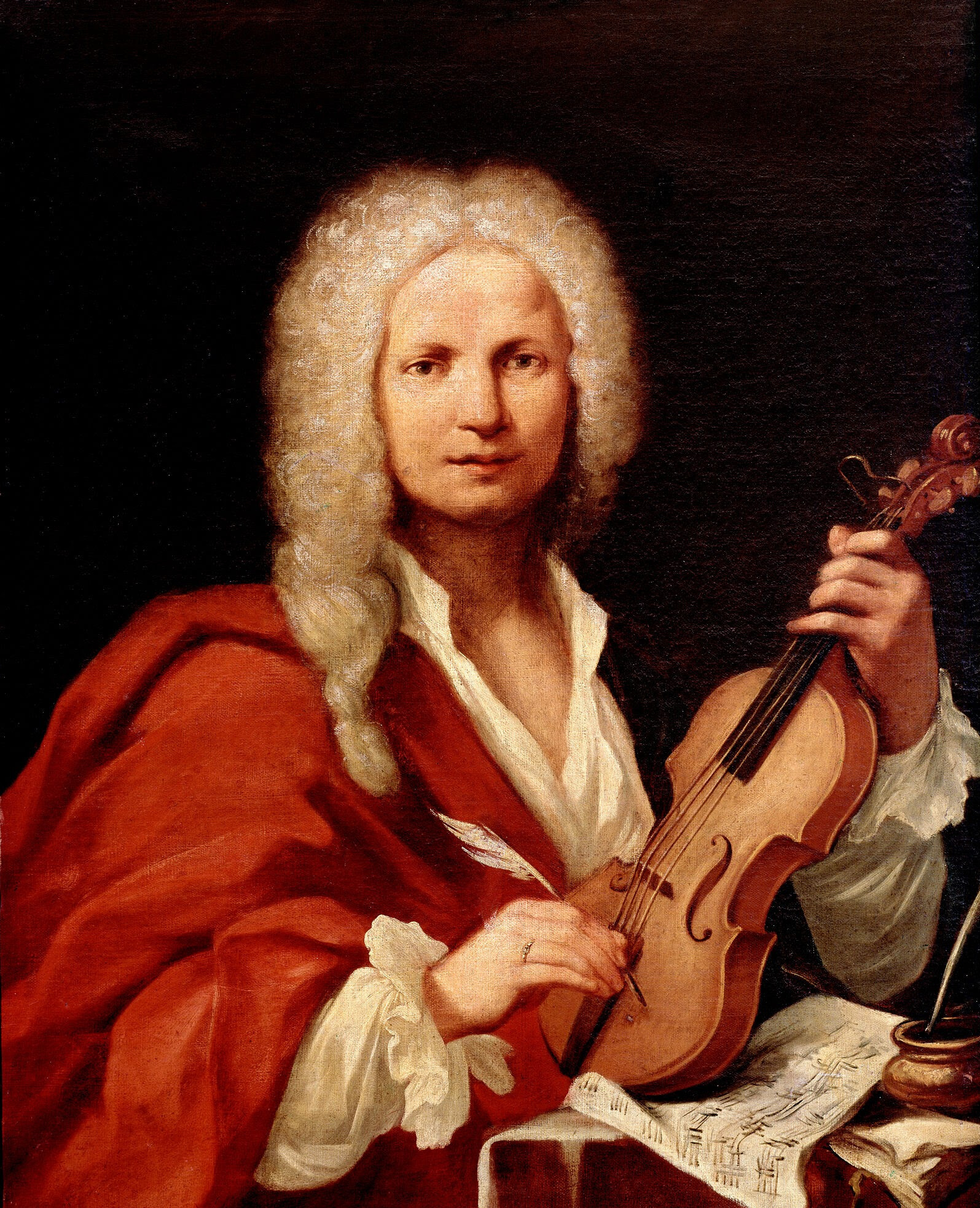
Antonio Vivaldi.

- Agostino Steffani (Castelfranco Veneto, 1655 - 1728) compositore barocco.
- Tomaso Albinoni (Venezia, 1671 – 1751) compositore e violinista del periodo barocco.
- Antonio Vivaldi (Venezia, 1678 – Vienna, 1741), compositore e violinista legato all'ambiente del tardo barocco veneziano.
- Baldassare Galuppi (Burano, 1706 – Venezia, 1785), compositore e organista.
- Andrea Luchesi (Motta di Livenza, 23 maggio 1741 – Bonn, 21 marzo 1801), è stato un compositore e organista, probabile maestro di Beethoven - sul suo nome è sorta una polemica, perché alcuni studiosi lo ritengono autore di sinfonie e composizioni attribuite in seguito a Mozart e Haydn
- Antonio Salieri (Legnago, 1750 – Vienna, 1825), compositore.
- Ermanno Wolf Ferrari (Venezia, 1876- Venezia 1948) Compositore
- Luigi Nono (Venezia 1924 - 1990), compositore di musica contemporanea.
- Claudio Scimone (Padova 1934 - 2018), direttore d'orchestra.
- Giuseppe Sinopoli (Venezia, 1946 - Berlino, 2001), direttore d'orchestra, compositore e saggista.
- Mario Brunello (Castelfranco Veneto, 1960), violoncellista italiano.
- Stefano Ianne (Padova, 1963), compositore e polistrumentista.
- Rondò Veneziano, ensemble musicale italiano che compendia la musica barocca da camera e le sonorità della musica pop e rock.

### Cultura di massa

#### Feste tradizionali

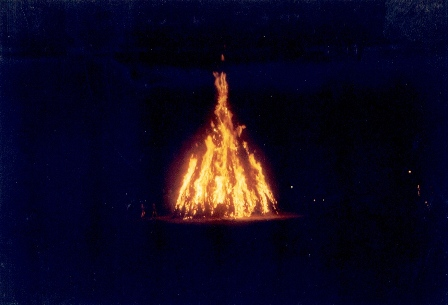
Casera durante la festa del Pan e Vin a Cinto Caomaggiore.

- Festa del Redentore: si svolge la terza domenica di luglio a Venezia con spettacoli pirotecnici e processioni fino alla Basilica del Redentore, costruita come voto cittadino per la fine della peste del 1575-1576. Anche in tutto l'entroterra la gente si ritrova alla sera per mangiare all'aperto e assistere agli spettacoli pirotecnici organizzati nei vari paesi.
- Festa della Madonna della Salute: si celebra il 21 novembre a ricordo della fine della lunga pestilenza che decimò la popolazione veneziana fra il 1630 e il 1631. Un ponte di barche viene approntato per l'occasione, mentre la popolazione si reca in processione presso la Basilica di Santa Maria della Salute, aperta per l'occasione fino a sera tarda.
- Carnevale di Venezia: festa di antichissima tradizione, prevede una nutrita serie di spettacoli di vario tipo in città, sia nei teatri sia all'aperto per tutto il periodo carnevalesco. Un tempo durava dall'Epifania fino al mercoledì delle Ceneri: oggi il periodo è limitato ai sei giorni che vanno da giovedì grasso al martedì grasso successivo.
- Regata delle Antiche Repubbliche Marinare: si svolge ogni anno in un giorno compreso tra la fine di maggio e l'inizio di luglio, ed è ospitata a rotazione da Amalfi, Pisa, Genova e Venezia.
- Festa della Sensa: si svolge a Venezia a partire dall'anno 1000, il giorno dell'Ascensione. Prevede una serie di manifestazioni, fra le quali un corteo storico di barche che di fronte alla Chiesa di San Nicolò del Lido di Venezia celebra la cerimonia dello Sposalizio del Mare.
- Festa di Sant'Antonio da Padova: si svolge il 13 giugno, e prevede una processione per le vie del centro di Padova.
- Brusa vecia: si svolge la sera dell'Epifania e prevede l'incendio di un fantoccio raffigurante la Befana e simboleggia il buttarsi alle spalle le cose vecchie per essere pronti ad accogliere il nuovo anno.
- Festa del Panevin: si svolge nei giorni vicini all'Epifania, e prevede dei falò in piazza o nei cortili delle case di campagna, attorno ai quali ci si trova per mangiare la pinza e bere vin brulé. La sua origine è antichissima e pare risalga a riti protostorici. Attualmente è ancora molto diffusa e sentita.
- Regata Storica: si svolge la prima domenica di settembre a Venezia e coinvolge la cittadinanza in una gara di voga alla veneta accompagnata da sfilate in barche storiche.
- Partita a scacchi di Marostica: la partita a scacchi di Marostica si svolge nella piazza sotto il castello di Marostica che ricorda una scacchiera e rievoca una partita che, secondo la tradizione odierna, si sarebbe svolta verso l'anno 1454 tra due nobili giovani.
- Vendri gnocolar: si svolge l'ultimo venerdì del Carnevale di Verona, ed è caratterizzata dalla maschera del papà del gnoco, la più antica maschera veronese.
- Bati marso o bruxa marso: festa popolare che avviene ai primi di marzo in quello che un tempo era il Capodanno veneto. In questi giorni si bruciano dei falò per risvegliare la natura e alcuni bambini girano per il paese e la campagna facendo rumori con pentole o utensili di lavoro. Tali riti sopravvivono soprattutto nella fascia pedemontana da Verona e Vicenza fino a Treviso.

### Eventi culturali
Molti gli eventi che animano la vita culturale della regione, alcuni dei quali anche di richiamo internazionale. Fra tutti, vanno segnalati i seguenti:
- Biennale di Venezia: ente no-profit di promozione artistica che si divide nei settori musica, architettura, danza, cinema (di cui la mostra del cinema è una produzione) e teatro.
- Festival lirico areniano: si tiene ogni estate all'Arena di Verona, dove vengono allestite le opere liriche più famose.
- Veneto Jazz Festival: festival di danza e musica jazz che si svolge nei luoghi più suggestivi della regione, soprattutto nella pedemontana (Bassano del Grappa, Marostica, ecc.).
- Carnevale di Venezia, uno dei carnevali più conosciuti al mondo.Le tipiche maschere del carnevale veneziano.

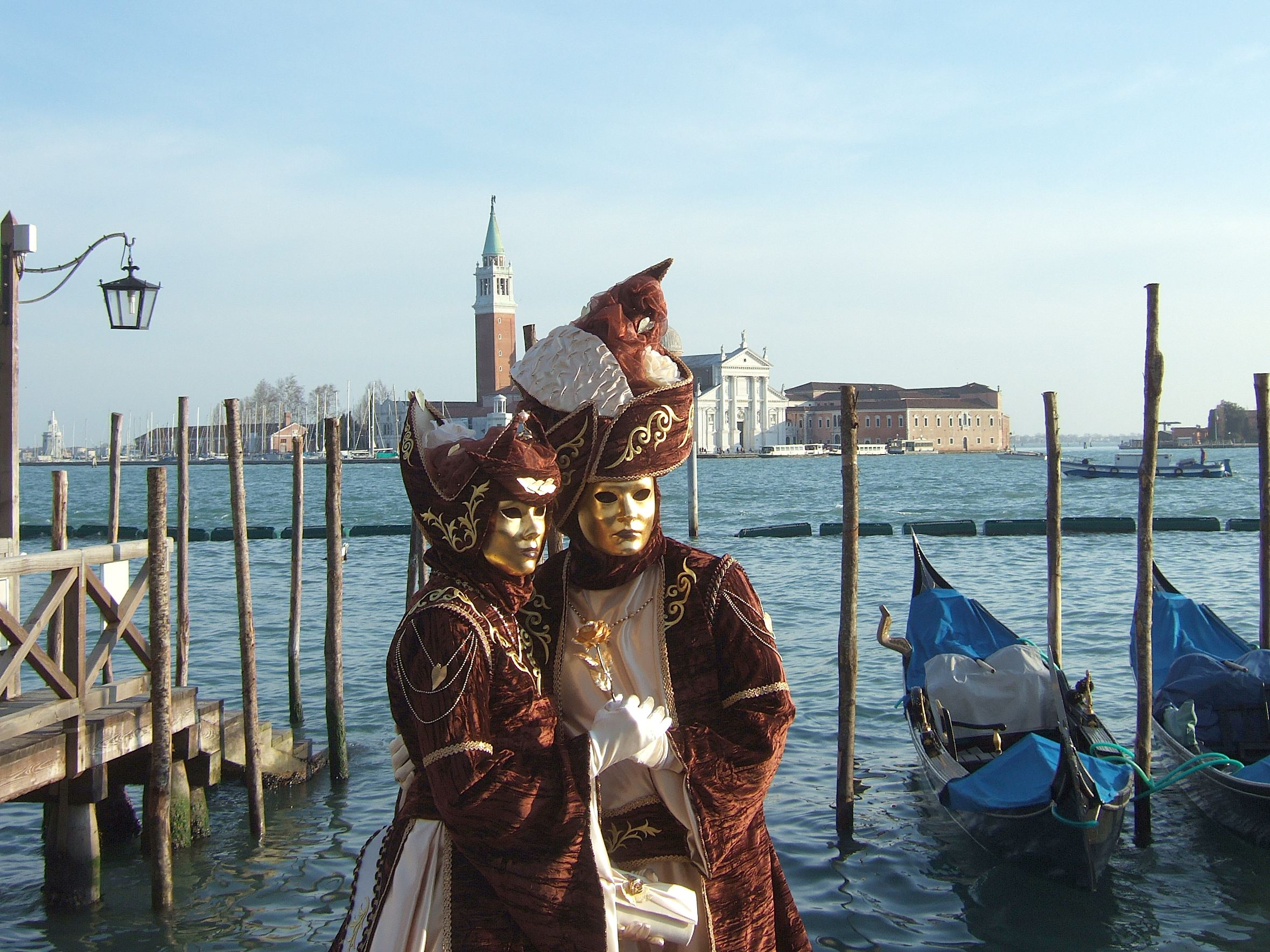
Le tipiche maschere del carnevale veneziano.

- Operaestate Festival Veneto: festival di spettacolo dal vivo che si tiene a Bassano del Grappa nei mesi estivi annualmente.
- Incontri asolani - Festival internazionale di musica da camera: rassegna di musica da camera di richiamo internazionale, ha luogo nei luoghi suggestivi di Asolo.
- Premio Campiello (Venezia): premio letterario
- Mostra internazionale dell'illustrazione per l'infanzia di Sarmede: mostra che si svolge ogni anno e che raccoglie illustrazioni per l'infanzia provenienti da tutto il mondo.
- Cortina InConTra: è una serie di incontri che avvengono a Cortina d'Ampezzo, dove alcuni ospiti illustri dibattono di cultura, attualità, politica e società. Molti i politici che vi prendono parte, facendo di questo evento uno dei più seguiti durante i mesi estivi.
- Rassegna internazionale di canto corale di Mel, in provincia di Belluno è un festival suddiviso in tre serate in cui si esibiscono tra la fine di giugno e l'inizio di luglio cori polifonici provenienti da tutto il mondo.
- Vivavoce: festival internazionale di musica a cappella; si tiene principalmente in teatri e chiese di Treviso e Castelfranco Veneto.
- Festival nazionale dei sosia d'Italia: festival nazionale di musica e spettacolo live di sosia di personaggi famosi nazionali e internazionali; si tiene principalmente a Bibione[85].
- Estate teatrale veronese: rappresentazioni teatrali principalmente al teatro romano di Verona, dove viene messo in scena soprattutto William Shakespeare.
- Treviso Suona Jazz: festival di musica jazz della città di Treviso,  www.trevisosuonajazz.it.
- Premio Camposampiero. Premio Nazionale Biennale di poesia religiosa.  www.premiopoesiacamposampiero.it.

#### Palio
Diverse città organizzano il palio, tra cui vale la pena citare:
- Palio di Noale: rievocazione storica del Palio pedestre disputato a Noale nel 1339 e 1347 sotto la signoria dei Tempesta.
- Palio di Feltre: si disputa la prima domenica di agosto. Oltre alla corsa di cavalli prevede la gara di tiro con l'arco, la staffetta e il tiro alla fune.
- Palio della Marciliana: si disputa a Chioggia (VE) la terza domenica di giugno di ogni anno. È una gara di tiro con la balestra da banco.
- Palio dei 10 Comuni del Montagnanese: si disputa la prima domenica di settembre. Oltre alla corsa di cavalli prevede la tenzone degli arcieri, la corsa dei gonfaloni e il tiro alla fune.
- Palio del drappo verde di Verona: si tratta di una rievocazione del Palio istituito nel 1208. Palio del Recioto

#### Cinema
Si svolgono numerosi festival o eventi legati al cinema, tra cui:
- Mostra internazionale d'arte cinematografica di Venezia

Veneto Film Festival, rete di festival cinematografici che hanno luogo nella regione, tra cui:
- Lago film fest: si tiene presso il lago di Revine, e riguarda il mondo dell'immagine, allargando il concetto di cinema, per mezzo di proiezioni, dibattiti, incontri e cene.
- Circuito Off: si tiene nell'isola di San Servolo a Venezia, e ospita cortometraggi di giovani registi emergenti a livello internazionale.
- Euganea Film Festival: si tiene a Monselice e nei Colli Euganei, ed è dedicato ai cortometraggi e ai documentari.
- Film Festival della Lessinia: si tiene in Lessinia, dedicato esclusivamente a tutto ciò che riguarda la montagna.
- Gallio festival del cinema italiano: festival di opere prime italiane; si tiene a Gallio, sull'altopiano di Asiago.

## Cucina

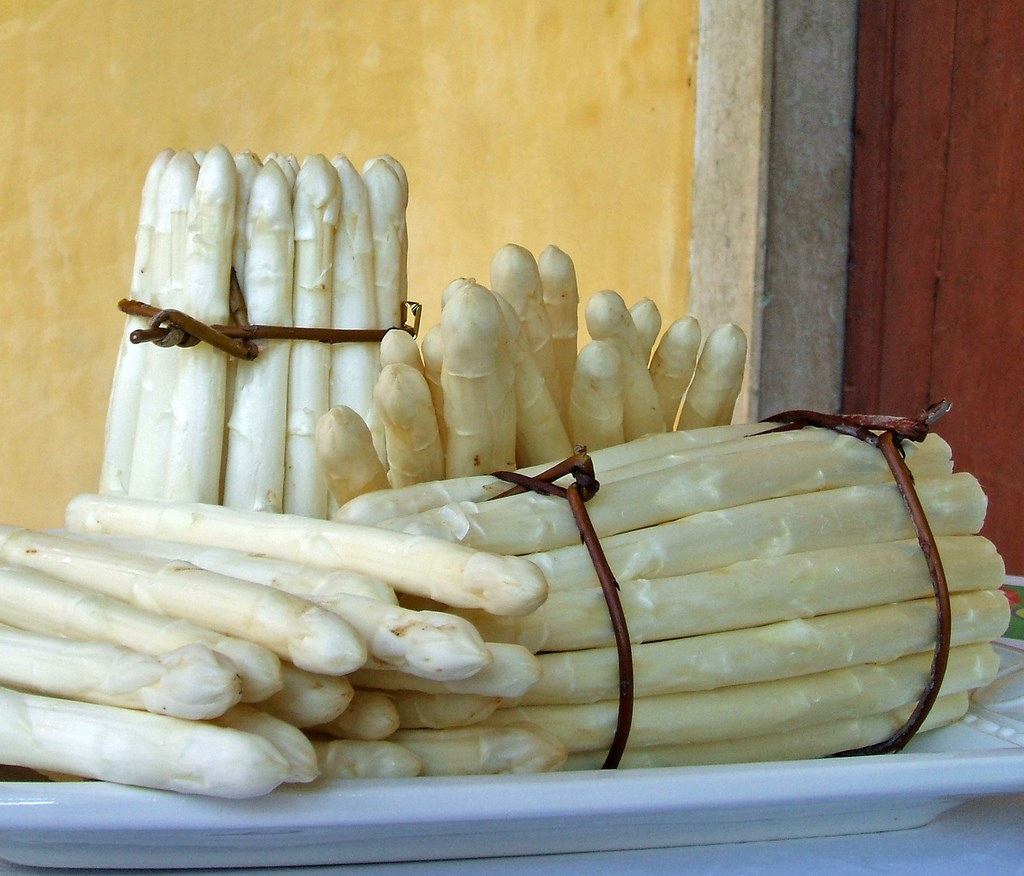
L'Asparago bianco di Bassano del Grappa.

La presenza di zone umide molto importanti, quali il Delta del Po, e la presenza di numerosi fiumi e corsi d'acqua hanno permesso la coltivazione di moltissime specie vegetali. Inoltre, la varietà di terreni e di altitudini, hanno reso possibile la diversificazione delle colture.
Alcune delle produzioni tradizionali regionali:
- Radicchio Rosso di Treviso e di Castelfranco
- Radicchio di Verona IGP
- Asparago bianco di Bassano del Grappa
- Asparago bianco di Cimadolmo
- Asparago di Badoere
- Fagiolo di Lamon della Vallata Bellunese
- Ciliegia della Val d'Alpone
- Ciliegia di Cazzano di Tramigna
- Ciliegia di Marostica
- Brodo di giuggiole di Arquà Petrarca
- Olio extravergine d'oliva Garda
- Riso Nano Vialone Veronese
- Prosciutto Veneto Berico-Euganeo
- Sopressa di Valli o Vicentina
- Formaggio Asiago
- Formaggio Piave
- Formaggio Morlacco, stagionato solo per 15 giorni
- Formaggio Bastardo, prodotto sul Monte Grappa
- Formaggio delle malghe del Monte Cesen
- Mais Marano
- Mais Biancoperla
- Formaggio Monte Veronese
- Melone del Delta polesano
- Riso del Delta del Po
- Anguilla del Delta del Po
- Vongola verace del Polesine
- Cozza di Scardovari
- Moscardino di Caorle
- Canestrello bianco di Caorle
- Broccolo fiolaro di Creazzo
- Verza moretta di Veronella

### Piatti tipici

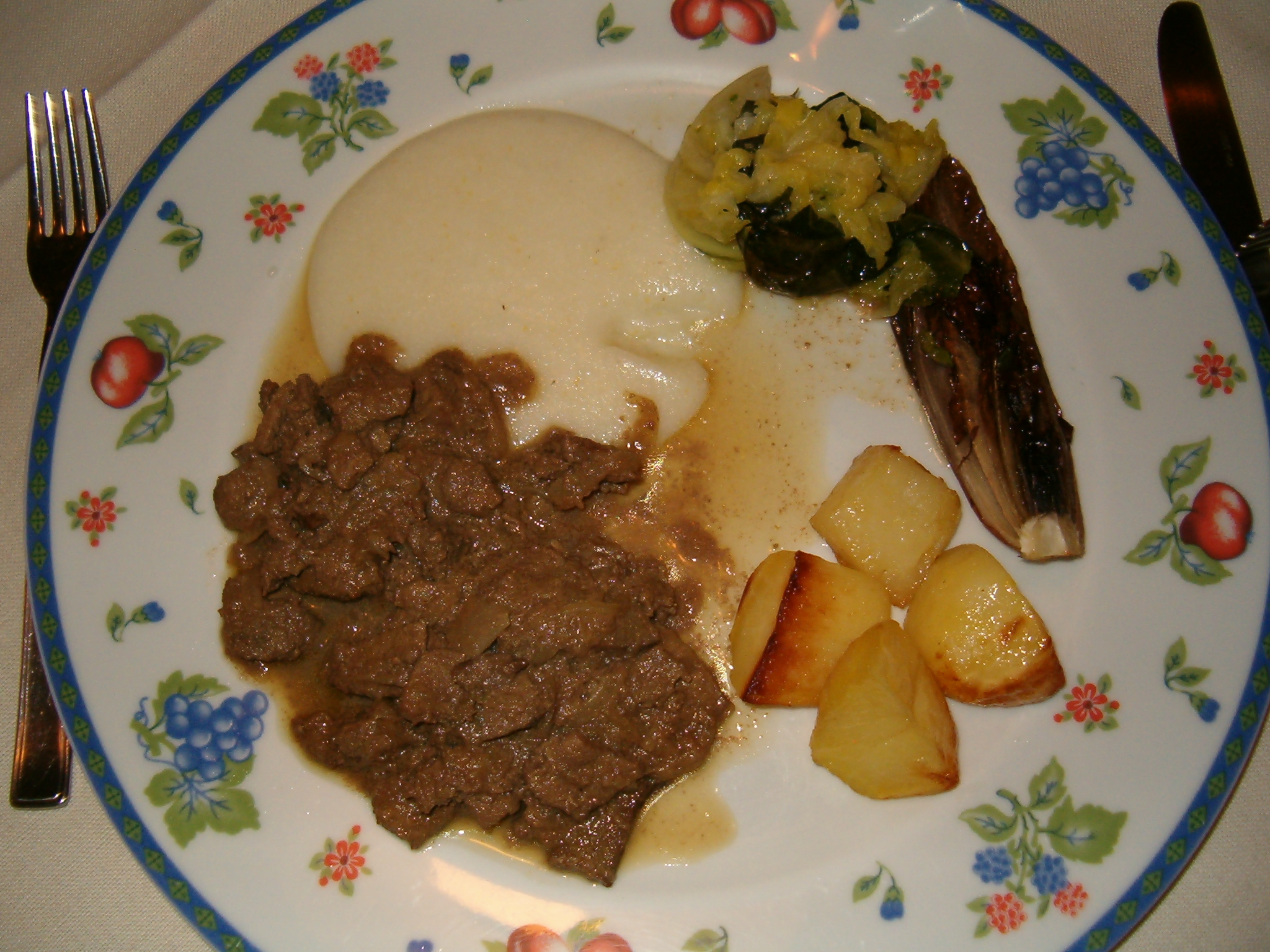
Il fegato alla veneziana con polenta bianca di mais Biancoperla.

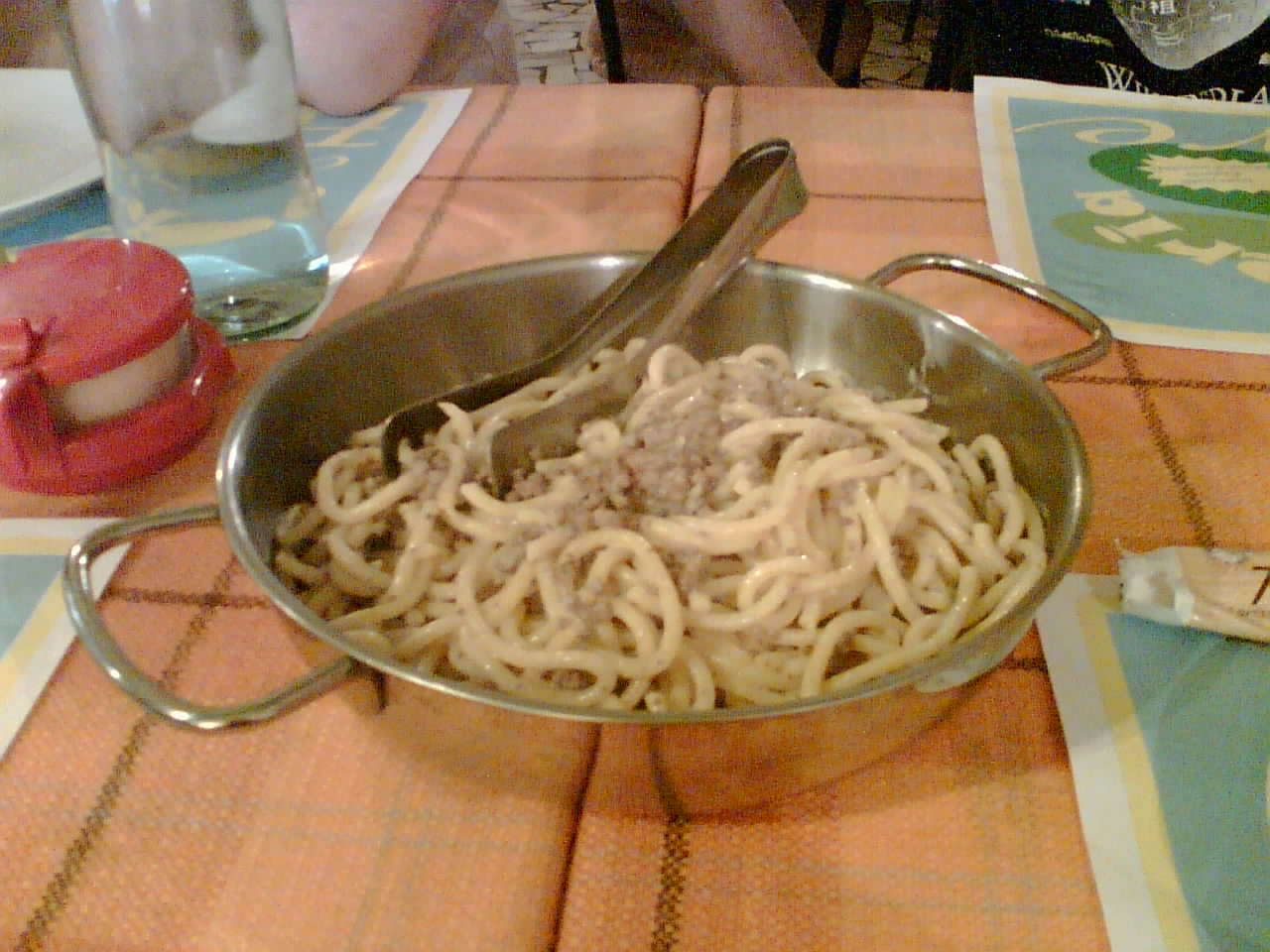
Una tecia di bigoli con l'anatra.

Il contributo delle culture con le quali, storicamente, la Repubblica di Venezia entrò in contatto, è evidente anche nella tradizione culinaria della regione. Infatti, la presenza di elementi provenienti da culture del Medio e dell'Estremo Oriente si può riscontrare sia nei piatti veneziani sia in quelli regionali. Tuttavia, va evidenziata la differenza tra zone montane, zone di pianura e zone costiere, dove la diversità di prodotti offerti dall'agricoltura o dalla pesca ha determinato una diversità anche culinaria, prediligendo piatti a base di carne e formaggi nelle zone montane, ortaggi, carni suine e ovine in pianura, piatti di pesce nelle zone costiere e dei laghi, o nelle campagne ricche di canali e risaie.
I piatti tipici più apprezzati:
- Agnolini essenzialmente è un tortellino, nel basso veronese era piatto della domenica servito esclusivamente in brodo preferibilmente di cappone.
- Pearà: salsa veronese fatta con brodo, pane grattugiato, midollo di bue e pepe. Serve ad accompagnare i piatti di carne bollita (lesso), composto possibilmente da carne di manzo, maiale e gallina, la lingua di vitello e il codeghin (cotechino). Nata secondo la tradizione per invogliare l'inappetente Rosmunda dopo che il re dei Longobardi Alboino l'aveva costretta a bere nella coppa ottenuta dal cranio, di suo padre Cunimondo il re dei Gepidi.
- Sardee in saor: sarde fritte lasciate macerare in una salsa composta di aceto e cipolle, uvetta, pinoli e zucchero. È un piatto soprattutto veneziano, e pare fosse usato nei lunghi viaggi compiuti da Marco Polo: la marinatura delle sarde nel composto agrodolce, permetterebbe una buona conservazione del preparato, consentendo così una buona conservazione, soprattutto nei lunghi viaggi.
- Baccalà alla vicentina: piatto vicentino fatto con stoccafisso lasciato in ammollo e poi pestato, infarinato e cotto a fuoco lentissimo con latte e olio di oliva in uguali quantità. Ricetta molto antica che si tramanda di generazione in generazione.
- Baccalà mantecato: piatto veneziano che consiste nel pestare al mortaio dello stoccafisso aggiungendo olio di oliva e latte, fino a ottenerne una crema omogenea.
- Fegato alla veneziana: fegato bovino preparato con cipolle e aceto o vino bianco. Inizialmente soffritto con abbondante cipolla, va poi mantecato con aceto e vino per risultare morbido nel suo intingolo profumato e leggermente agrodolce, va aggiunta uvetta.
- Polenta rossa: profumata dal gusto particolare, ottenuta con il mais marano
- Polenta bianca: polenta dal colore bianco ottenuta con il Mais Biancoperla.
- Bigoi al ragù d'anatra: pasta fatta in casa, con una trafila a mano, simile agli spaghetti condita con ragù di carne d'anatra. Tipica della pianura veneta e della pedemontana.
- Bigoi col musso: pasta fatta in casa con sugo di carne di asino.
- Bigoi con le sardele o Bigoi in salsa: bigoli conditi con una salsa di sarde salate agone del lago di Garda e cipolle. Non manca mai per tradizione nel Venerdì santo.
- Risi e bisi: risotto con i piselli, tipico della pianura veneta.
- Papparele con i bisi.
- Pasta e fasioi: pasta e fagioli.
- Lasagne con la lepre o col coniglio: lasagne con el conejo o el liegore, in lingua veneta.
- Riso con la zucca, tipico della bassa veronese
- Tortelli con la zucca: Tortej con la zuca in lingua veneta di chiara influenza mantovana, con ripieno che può essere dolce o salato, diffusi soprattutto nella zona ovest della Provincia di Verona
- Risotto nero: cucinato con il nero di seppia.
- Seppie alla veneziana: seppie cotte in umido con una salsa a base di pomodoro e cipolle, a cui si aggiungono i sacchetti di nero di seppia.
- Pastisada de caval: brasato di cavallo, prelibato piatto veronese a base di carne di cavallo, cipolla e spezie frutto di ore a lenta cottura nel vino rosso. Piatto nato, secondo la leggenda, il 30 settembre del 489 a seguito una storica sanguinosa battaglia alle porte di Verona tra gli eserciti di Odoacre e Teodorico, a campagna minore, oggi Madonna di Campagna, tra San Michele Extra e San Martino Buon Albergo. Sul campo vennero a trovarsi centinaia di animali morti, la cui carne in abbondanza, fu data alla popolazione da Teodorico per festeggiare la vittoria, quella non consumata durante i festeggiamenti venne conservata tagliata a pezzi nel vino per renderla morbida e commestibile. Esiste anche la variante con el muso, l'asino in lingua veneta; preparata sempre con lo stesso procedimento.
- Risotto con i bruscanzoli: chiamati anche bruscansi o bruscandoli, varietà selvatica di luppolo e non di asparago come da molti erroneamente confuso, diffuso nel veronese.
- Risotto con i scrissioi: chiamati anche carletti, schioppettini o stridoli, si tratta di un'erba spontanea e commestibile dal gusto delicato (Silene Vulgaris).
- Risotto con i fegadini e le regueste: riso con fegatini e durelli di gallina.
- Risotto all'Amarone: risotto aromatizzato con il vino Amarone della Valpolicella, è un piatto originario di Verona.
- Risotto con il tastasal, cioè con carne macinata di suino, in pratica lo stesso impasto per il salame. La ricetta richiede riso vialone nano, brodo di carne, cipolla, cannella, burro, formaggio Grana Padano o Parmigiano Reggiano, rosmarino, vino bianco. Come molti risotti è diffuso a Verona e nella sua provincia.
- Risotto all'isolana: piatto veronese (per l'esattezza di Isola della Scala, paese che dà il nome a questo piatto) di cui gli ingredienti base sono il riso vialone nano e il tastasal (carne macinata di suino) con aggiunta di macinato di carne di vitello, simile negli ingredienti al precedente, si differenzia per una mantecatura che nella sua cremosità ne esalta il sapore, rendendolo una vera e propria prelibatezza. Piatto delle Feste e dei Matrimoni per eccellenza. Va ricordato anche il Riso a la Pilota, riso con ingredienti simili a quello con il tastasal, vanto della cucina mantovana deriva dal Pilota, che era l'addetto alla pila, dove si ripuliva il riso dall'involucro pula.
- Risotto con le rane, piatto veronese con ingredienti il riso vialone nano e le rane dei fossi della pianura.
- Risotto con pessin: piatto veronese, ma molto diffuso anche nella zona di Adria, con ingredienti il riso vialone nano e i pesciolini, presenti nelle risaie della Bassa che vengono pescati al momento della fuoriuscita dell'acqua dalle risaie. Il pesce è fritto a parte e aggiunto solo a fine cottura del riso.
- Risotto con i saltarei: come il precedente, ma con dei piccoli gamberetti d'acqua dolce numerosi nelle risaie.
- Risotto con la tinca: piatto veronese del lago di Garda con ingredienti il riso e la tinca.
- Trippe in brodo o in sugo.
- Rane fritte: con l'aggiunta di sale e un po' di succo d'arancia.
- Anguilla (bisato): anguilla tagliata a rondelle e fritta, oppure preparata in umido.
- Moeche: piatto tipico della laguna di Venezia; sono granchi in fase di muta (quindi senza carapace, di conseguenza risultano molli) che vengono infarinati e fritti. Una variante simile sono le masanete, femmine di granchio consumate assieme alle loro uova.
- Pesce gatto (barbo): fritto, tutti accompagnati da verdure di stagione e naturalmente da abbondante polenta.
- Pesce gatto in umido con Polenta.
- Paparele in brodo coi figadini: piatto veronese a base di tagliatelle con fegati e cuori di gallina.
- Gnocchi al ragù di carne o con l'intingolo della Pastisa de Caval, ma diffusi anche al pomodoro, con abbondante grana. Piatto tipico veronese, immancabile nel Vendri gnocolar, giorno della sfilata dei carri del Carnevale di Verona
- Gnocchi di malga: piatto della montagna veronese e vicentina con ingredienti gli gnocchi conditi col formaggio Monte Veronese e burro della Lessinia. Nel vicentino è uso mangiarli dolci, aggiungendo uva passa e zucchero.
- Fortaja co' a segoea: frittata con la cipolla.
- Polenta e Scopeton: è una grassa sardina atlantica Sardina pilchardus, salata; un tempo si usava appenderla a una trave.
- Renga rostia: aringa del lago di Garda arrostita e conservata sotto olio di oliva.
- Polenta e Renga: polenta con aringa arrostita alla griglia. Piatto tipico di Parona e del periodo di quaresima.
- Polenta e osełi (o osei): polenta con piccola cacciagione (allodole, tordi, passeri, ecc.)
- Polenta e quaie: polenta con le quaglie. Per entrambi i piatti si usa un particolare tipo di tegame oblungo per raccogliere il grasso che cola dai piccoli spiedi.
- Schiz: formaggio di malga cotto, accompagnato da polenta. Piatto bellunese.
- Pastin: carne di suino tritata e lasciata macerare.
- Toresan di Breganze: piccione selvatico fatto allo spiedo.
- Gnocchi alle granseole.
- Schissotto: pane tipico della bassa padovana, caratterizzato da un impasto senza lievito e dall'aggiunta di strutto, ciccioli di maiale o grasso d'oca. Veniva cotto sotto un coperchio sulle braci del camino.
- Maroni: caldarroste solitamente consumate con vino rosso.
- Tortajon: torta a base di uova zucchero e burro, che una volta veniva cotta nel testo, un particolare tipo di tegame, che si poneva sulle braci del camino.
- Bigoloto: torta simile a una focaccia detta anche Brasadèla, preparata con uova, zucchero, burro (un tempo si usava l'unto che rimane in superficie dell'acqua di bollitura del cotechino), limone grattugiato; può essere con le mele o i fichi, cotta con il Testo sulla graticola.
- Fogazin con i pomi: focaccia con uova burro e zucchero, con aggiunta di mele.
- Crema fritta: crema pasticcera preparata in modo da ottenerla molto densa, tagliata a losanghe successivamente fritte.
- Pan Biscoto: Pane biscottato, con una cottura di 24 ore a 100 gradi. Nacque per esigenza di carboidrati a lunga durata: a seguito di lunga cottura risulta più secco del pane fresco, perciò impiega più tempo ad ammuffire. Veniva mangiato dai contadini, per colazione, inzuppato nel vino o, durante i pasti, nelle zuppe o assieme alla frutta. Ed era presente nelle navi della Repubblica che affrontavano lunghi viaggi. Durante la seconda guerra mondiale si iniziò a mangiarlo inzuppato nel caffè d'orzo. Nonostante le umili origini è un alimento ancora presente nelle cucina locale, buono anche da solo, viene abbinato a salumi, formaggi e sottaceti.
- Pinza: dolce antichissimo, preparato con pane raffermo, latte, fichi secchi, uvetta, semi di finocchio e polenta. È tradizione mangiarlo nelle festività dell'Epifania, accompagnato dal vin brulé.
- Załeti[86]: biscotti fatti con farina di mais, uvetta e liquore. Il nome deriva dal colore giallo (zialo o zalo in veneto).
- Bussolai o bussolà: biscotti semplici fatti con burro di forma circolare.
- Baicoli: Particolare biscotto secco veneziano.
- Pandoro e nadalin: dolci natalizi veronesi, il primo diffuso anche a livello nazionale grazie alla produzione industriale. Solitamente viene accompagnato con crema al mascarpone.
- Tiramisù: tipico dolce veneto con savoiardi (o pavesini) imbevuti di caffè, alternati a strati di crema al mascarpone e coperti una spolverata di cacao.
- Frittella vicentina (Fritole) tipica nel periodo di Carnevale, frittella venduta in tutte le fiere, fritta in olio.
- Crostoli o Galani o Grustoli, sfoglie di farina e uova fritte in olio, dolci tipici di Carnevale.
- Mandorlato: dolce natalizio originario di Cologna Veneta, a base di miele, zucchero, albume d'uovo e mandorle. Usualmente confezionato a barre ma può assumere forme variegate.
- Rofioi (o rufioi): simili a ravioli, sono dolci di Carnevale realizzati con una pasta molto simile a quella dei crostoli, chiusi a mezzaluna e ripieni con marmellata di susine, mandorle pestate e amaretti o con mostarda e poi fritti in olio.
- Pastafrolle de Santa Lussia: biscotti di pasta frolla di varie forme, consumati a Verona e nella sua provincia il giorno di Santa Lucia (13 dicembre).
- Maronada: crema di castagne.
- Bole: castagnaccio.
- Sópa coàda: pasticcio di piccione dalla consistenza piuttosto asciutta, accompagnato da una tazza di brodo bollente da consumare a parte o da versarvi sopra. Piatto tipico della cucina Trevigiana.

### Vini e liquori
Tra i liquori veneti più caratteristici ci sono:
- Acqua di melissa: infuso alcolico

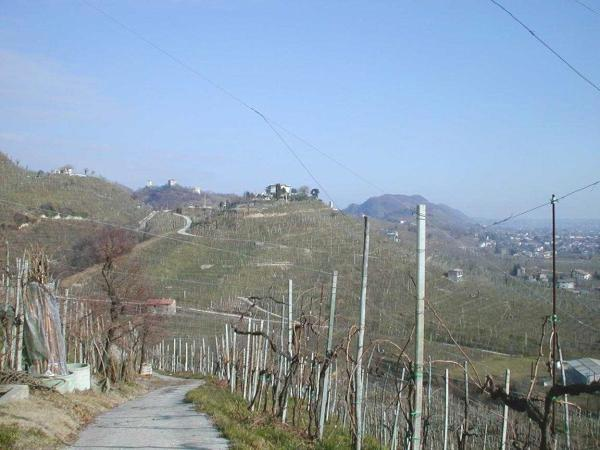
Alcuni vigneti nei pressi di Farra di Soligo.

- Brodo di giuggiole: sciroppo dolce e alcolico fatto con le giuggiole
- Liquore alla prugna: distillato ottenuto con il succo delle prugne
- Liquore Fragolino: dal colore rosso e dal gusto deciso, è preparato con le fragoline di bosco
- Grappa veneta: di vario tipo, dalle grappe con le erbe come ginepro, ruta e genziana; alle grappe aromatiche o monovitigno di vino; dalle grappe fruttate con fragoline, more, lamponi alle più particolari come la grappa al radicchio
- Amaro al radicchio rosso di Treviso: ottenuto dal radicchio IGP Rosso di Treviso
- Amaro del Cansiglio: fatto con 18 ingredienti tra bacche ed erbe.
- Barancino: grappa a cui sono aggiunti oli e infusi di pino, ginepro e mugo.
- Maraschino: liquore incolore e dolce realizzato con le marasche
- Tagliatella: liquore tipico di Bassano del Grappa
- Spritz: aperitivo padovano e veneziano, ormai diffuso a livello internazionale

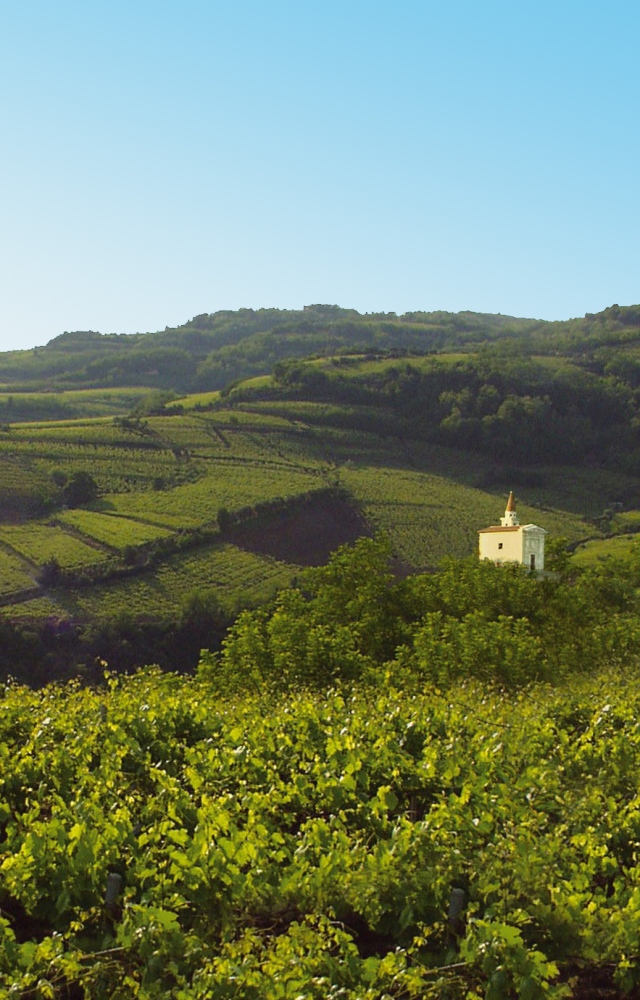
Altri vigneti sulla strada del Recioto.

Tra i vini veneti più famosi vanno ricordati i seguenti:
- Valpolicella
- Valdadige
- Lessini Durello
- Lugana
- Custoza
- Recioto di Gambellara
- Amarone della Valpolicella
- Recioto della Valpolicella
- Bardolino
- Raboso
- Soave
- Soave Classico
- Recioto di Soave
- Prosecco di Conegliano-Valdobbiadene (da ricordare particolarmente la tipologia Superiore di Cartizze)
- Cabernet di Treviso
- Breganze Torcolato

## Sport

### Calcio
Nel calcio a rappresentare il Veneto nei campionati di vertice vi sono l'Hellas Verona e il Venezia FC in quello maschile e Verona Women in quello femminile.
Degne di nota sono anche le formazioni maschili del Cittadella nella serie cadetta e Virtus Verona, Vicenza (vincitore di 1 Coppa Italia), Padova. Il Chievo ha disputato per 17 anni il campionato di massima serie qualificandosi anche alla Champions League tuttavia, a seguito del fallimento del 2021, partecipa alla Serie D. e Arzignano in serie C e quelle femminili di Padova e Vittorio Veneto che militano nella Serie C.

### Pallacanestro
Nella pallacanestro a rappresentare il Veneto nei campionati di vertice ci sono la Reyer Venezia Treviso e Verona nella massima serie maschile e Schio, San Martino di Lupari e Reyer Venezia Femminile nella massima serie femminile.
Di nota è anche la formazione di Padova (oggi attiva solo a livello giovanile), Vicenza che in passato hanno militato in massima serie e Verona che ha vinto la Coppa Korac nel 1998

### Pallavolo
Nella pallavolo a rappresentare il Veneto nei campionati di vertice ci sono Padova e Verona nel campionato maschile e Conegliano in quello femminile.
Degne di nota sono le formazioni di Treviso e Petrarca.

### Rugby
Nel rugby a rappresentare il Veneto nei campionati di vertice ci sono Treviso, Padova, Rovigo, Mogliano e Vicenza.

### Altri sport
Nel calcio a 5 sono dieci gli scudetti conquistati da compagini venete: sei dalla Luparense (San Martino di Lupari), due ciascuno dall'Arzignano e dalla Marca Futsal (Castelfranco Veneto).
Anche il football americano con le squadre di Padova e Verona il baseball con Padova e l'hockey su ghiaccio con Cortina, Asiago e Alleghe, sono presenti in Veneto.
Il Veneto è stata inoltre la prima regione italiana ad aver ospitato le Olimpiadi, in quanto nel 1956 vi sono stati realizzati i VII Giochi olimpici invernali a Cortina d'Ampezzo e nel 2026 quest'ultima in sieme a Milano ospiteranno i XXV Giochi olimpici invernali e i XIV Giochi Paralimpici Invernali
Diffuso è lo sci alpino su tutte le Dolomiti Bellunesi e oltre con importanti stazioni sciistiche tra le quali Cortina d'Ampezzo, Alleghe, Altopiano dei Sette Comuni, Monte Baldo, Nevegal, Arabba, Malga Ciapela.